# Список иностранных игроков чемпионата России по футболу
В данном списке представлены иностранные футболисты, игравшие в чемпионате России по футболу: Высшей лиге (1992—1997), Высшем дивизионе (1998—2001) и Премьер-лиге (с 2002).
В списке представлены только игроки, принимавшие участие в матчах чемпионата.
Указанные года — год, с которого игрок находился в составе команды (включая дубль). Сезоны, когда игрок находился в составе команды, но не принял участие ни в одном матче чемпионата, также учтены.
Игроки, первоначально игравшие за сборную иностранного государства, но позже выступавшие за Россию (такие, как Юрий Никифоров, Валерий Кечинов, Марио Фернандес, Роман Нойштедтер) не включены в данный список.[почему?]
Игроки, изначально игравшие за Россию, но позже игравшие за иностранные сборные (такие, как Сергей Кормильцев и Владислав Лемиш), а также россияне, не игравшие за сборную России, но выступавшие за сборные других стран (такие, как Виктор Леоненко и Михаил Михолап) отмечены как легионеры.
Игроки иностранных сборных, получившие российское гражданство во время выступления в чемпионате России по футболу, но продолжавшие и продолжающие играть за свои национальные сборные (такие, как Александр Кульчий и Александр Епуряну) отмечены как легионеры.
Легионеры с двойным гражданством указаны в странах, за сборные которых выступали (например, серб Стевица Ристич, выступающий за сборную Македонии, и бразилец Маркос Пиззелли, выступающий за сборную Армении).
Жирным выделены игроки, продолжающие играть в РПЛ.

## Австралия

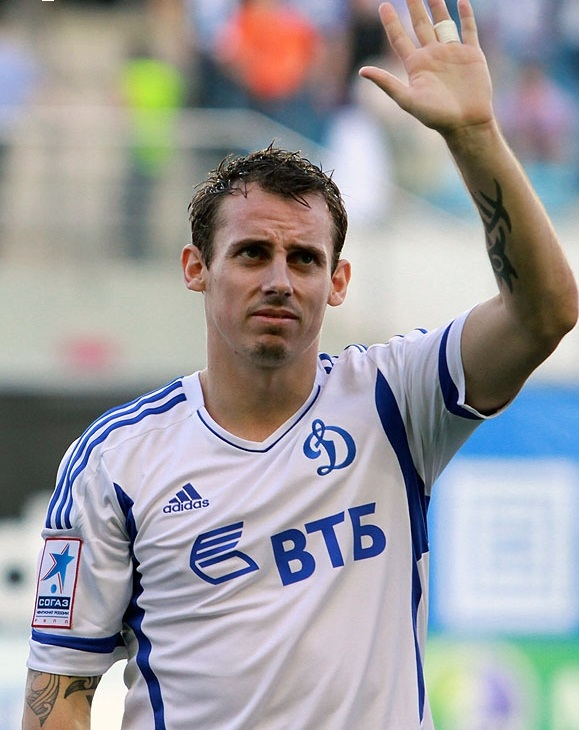
Люк Уилкшир — первый австралиец в чемпионате России

- Люк Уилкшир — Динамо М, Терек — 2008—2014, 2016
- Иван Франьич — Торпедо — 2014—2015

## Австрия

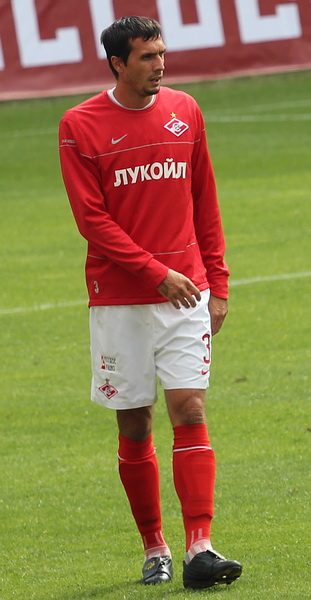
Мартин Штранцль — защитник московского «Спартака» в 2006—2010

- Мориц Бауэр — Рубин, Уфа — 2016—2017, 2021
- Маркус Бергер — Урал — 2014
- Эмануэль Погатец — Спартак М — 2005
- Дардан Шабанхаджай — Рубин — 2024—н. в.
- Мартин Штранцль — Спартак М — 2006—2010
- Александар Юкич — Сочи, Рубин — 2024—н. в.
- Якоб Янчер — Динамо М — 2012—2013

## Азербайджан

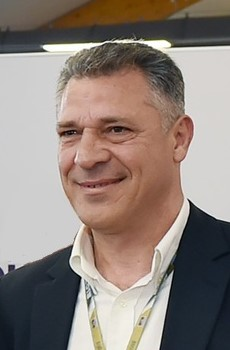
Вели Касумов — лучший бомбардир чемпионата России 1992

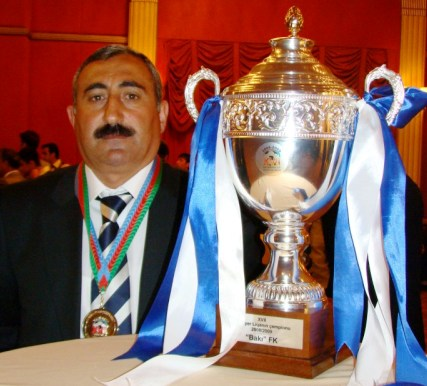
Назим Сулейманов

- Ильгар Абдурахманов — Локомотив М, Анжи — 1999, 2001
- Руслан Абышов — Рубин — 2013, 2014
- Эмин Агаев — Торпедо-ЗИЛ — 2001
- Ариф Асадов — Спартак Влк, Тюмень — 1994, 1998
- Тарлан Ахмедов — Факел — 2000
- Дени Гайсумов — Спартак М, ЦСКА, Терек — 1995, 1997, 2005
- Казимир Гудиев — Алания, Жемчужина — 1994, 1996—1998, 2000
- Эльбейи Гулиев — Урал — 2013—2016, 2017—2018
- Эмин Гулиев — Спартак-Алания — 2003
- Гурбан Гурбанов — Факел — 2000, 2001
- Вагиф Джавадов — ЦСКА, Волга — 2006, 2011
- Александр Жидков — Анжи — 2000, 2001
- Руслан Идигов — КАМАЗ-Чаллы — 1995
- Давид Караев — Урал, Торпедо — 2020, 2022—2023
- Вели Касумов — Спартак М, Динамо М — 1992
- Дмитрий Крамаренко — Динамо М, Торпедо, Алания, ЦСКА — 1993—2003
- Магомед Курбанов — Ростов — 2009—2013
- Владислав Лемиш — Торпедо, Кубань, ЦСКА, Балтика — 1992, 1994, 1997
- Вячеслав Лычкин — Динамо Ст, Тюмень — 1992, 1998
- Лев Майоров — Черноморец — 1995—2001, 2003
- Эмин Махмудов — Сатурн, Спартак М, Томь, Крылья Советов, Мордовия — 2009—2014, 2015—2016
- Филип Озобич — Спартак М — 2009—2011
- Нарвик Сирхаев — Анжи, Локомотив М, Москва, Терек — 2000—2005
- Бранимир Субашич — Амкар — 2005
- Назим Сулейманов — Алания, Жемчужина — 1992—1998
- Рамиль Шейдаев — Зенит, Рубин, Крылья Советов, Динамо М — 2013—2016, 2018—2019
- Махир Шукюров — Анжи — 2010

## Албания

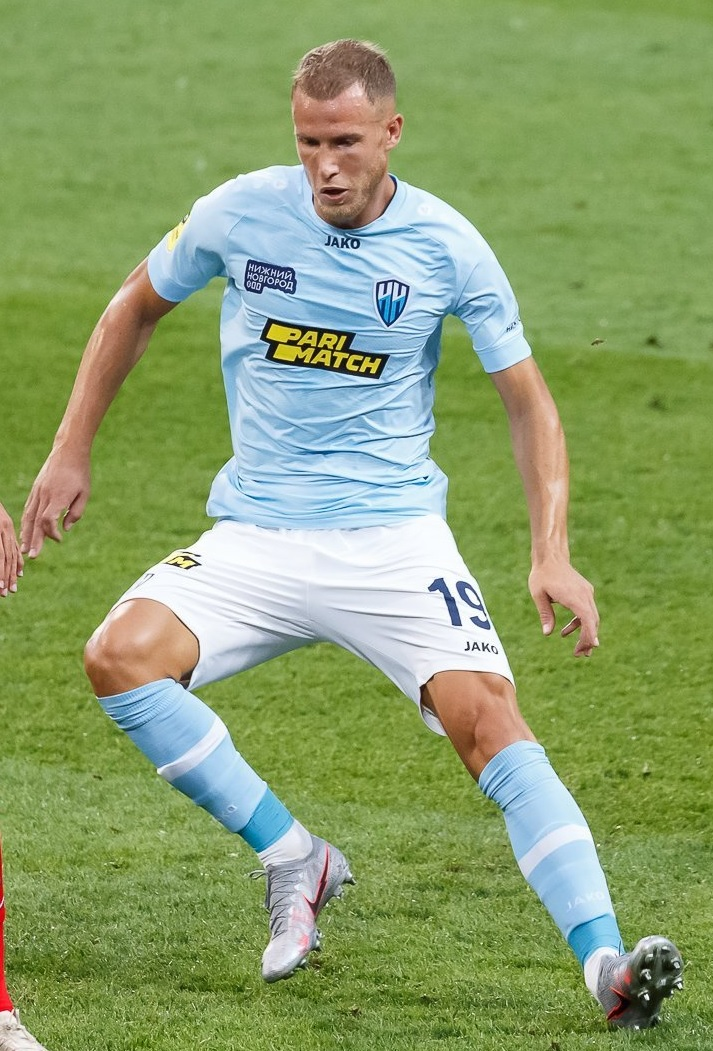
Беким Баляй

- Беким Баляй — Ахмат, Нижний Новгород — 2016—2019, 2021
- Эльвин Бечири — Алания — 2005
- Энис Гавазай — Енисей — 2018
- Мирлинд Даку — Рубин — 2023—н. в.
- Илион Лика — Терек — 2008, 2009
- Марио Митай — Локомотив М — 2022—2024
- Белайди Пуси — Факел — 2025
- Одисе Роши — Ахмат — 2016—2020
- Марвин Чуни — Рубин — 2024—н. в.

## Алжир

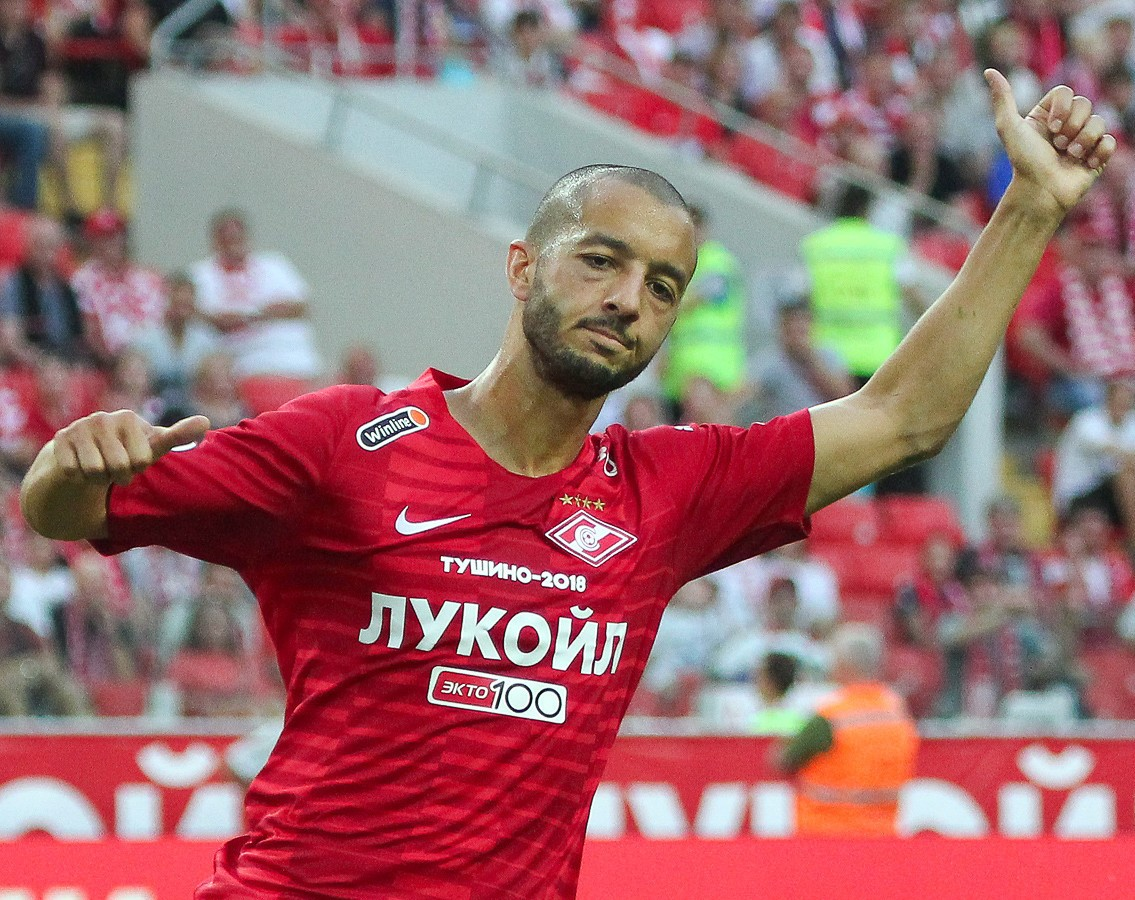
Софьян Ханни

- Мохамед Аззи — Динамо Мх — 2025—н. в.
- Мехди Зеффан — Крылья Советов — 2020, 2021
- Раис М’Боли — Крылья Советов — 2011
- Хуссем Мрезиг — Динамо Мх — 2024—н. в.
- Софьян Ханни — Спартак М — 2018—2019

## Англия

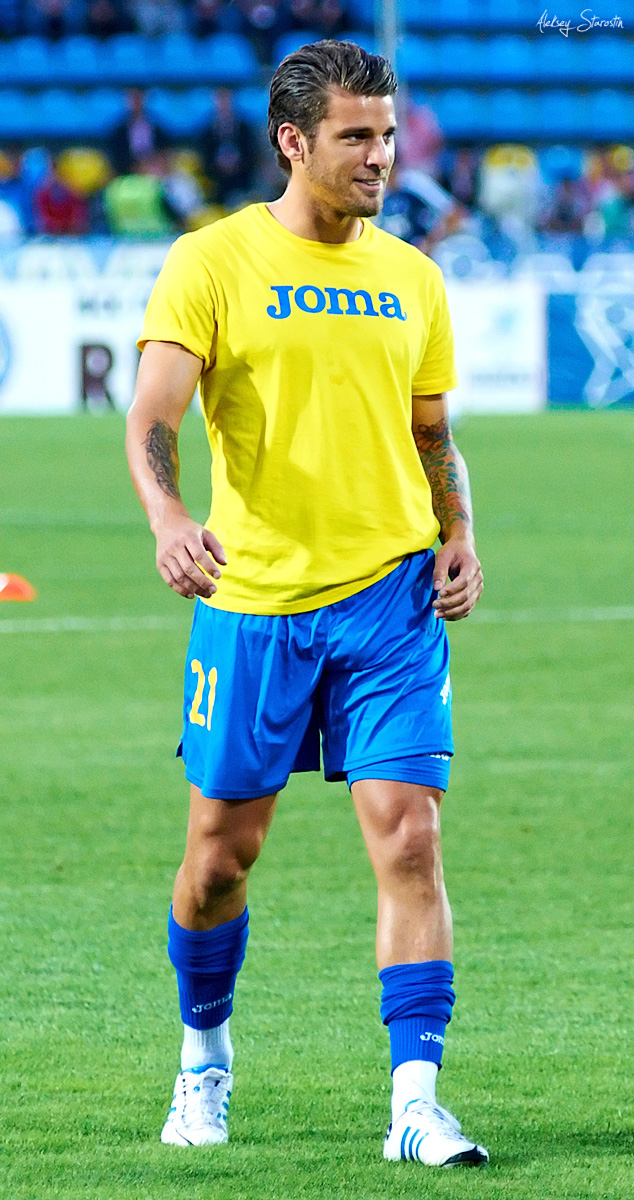
Дэвид Бентли — первый англичанин в чемпионате России

- Тино Анджорин — Локомотив М — 2021
- Дэвид Бентли — Ростов — 2012

## Ангола

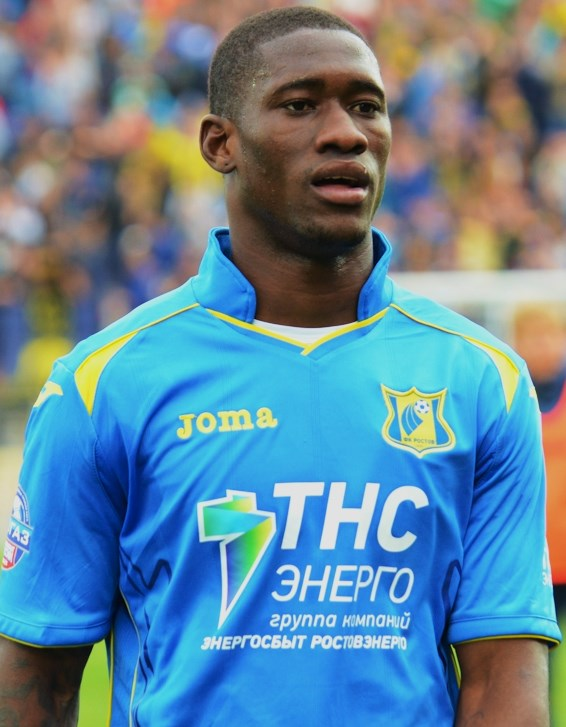
Баштуш

- Жуан Баши — Краснодар — 2022—н. в.
- Баштуш — Ростов — 2013—2016, 2021—2022
- Франсишку Зуэла — Кубань, Алания — 2009—2011
- Эгаш Касинтура — Уфа, Динамо Мх, Ахмат — 2021—2022, 2024—н. в.
- Мануэль Келиано — Ахмат — 2025—н. в.
- Фелисив Милсон — Пари Нижний Новгород — 2022

## Аргентина

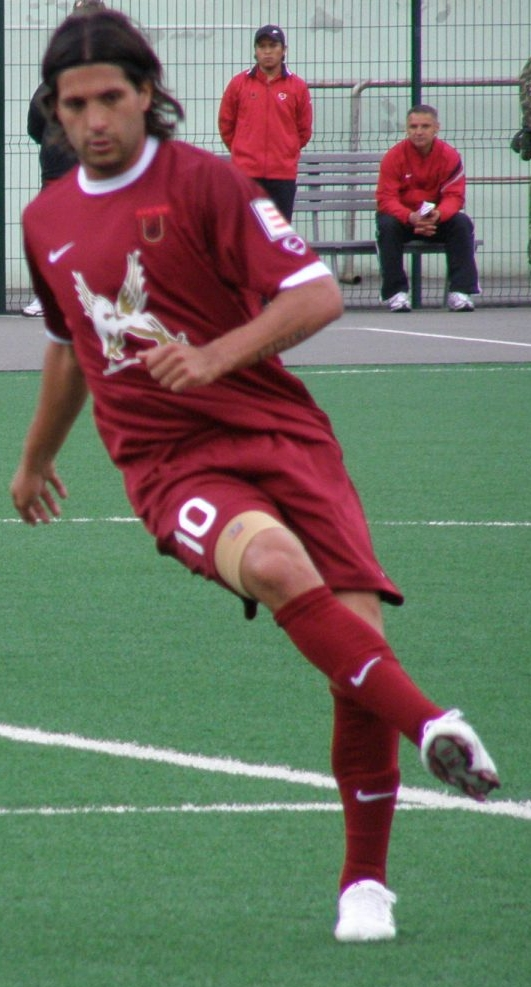
Алехандро Домингес становился чемпионом России в составе «Зенита» и «Рубина», обладатель Кубка УЕФА 2007/2008 и Суперкубка УЕФА 2008 в составе «Зенита»

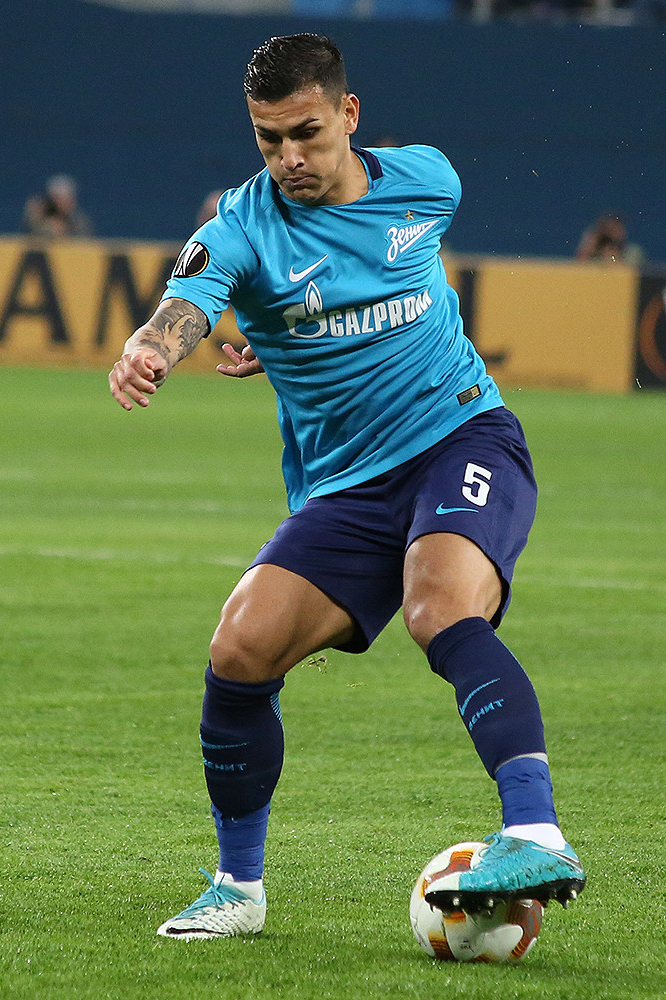
Леандро Паредес — полузащитник «Зенита» в 2017—2018 годах, чемпион мира 2022

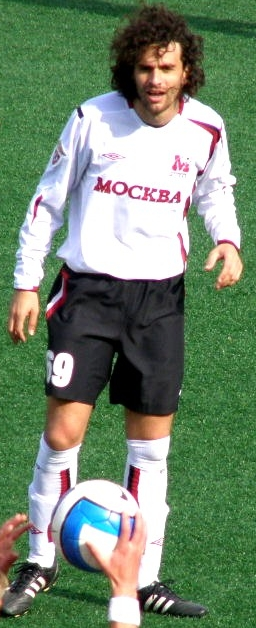
Эктор Бракомонте — лучший бомбардир в истории ФК «Москва»

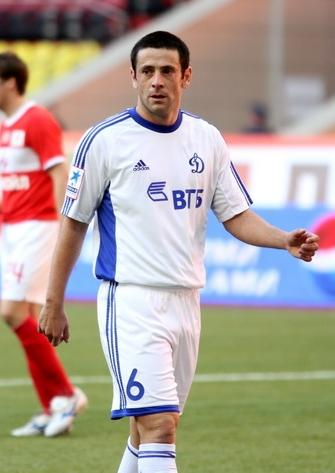
Леандро Фернандес

- Кристиан Ансальди — Рубин, Зенит — 2008—2014, 2015
- Оскар Аумада — Ростов — 2011—2012
- Алехандро Барбаро — СКА-Хабаровск — 2017—2018
- Антинио Барихо — Сатурн — 2004
- Эсекьель Барко — Спартак М — 2024—н. в.
- Пабло Баррьентос — Москва — 2006—2008
- Адриан Бастия — Сатурн — 2004
- Эктор Бракомонте — Москва, Терек, Ростов — 2003—2012
- Валентин Вада — Рубин — 2023—н. в.
- Роман Вега — Зенит — 2025—н. в.
- Лукас Вера — Оренбург, Химки — 2022—2025
- Лионель Верде — ЦСКА — 2025—н. в.
- Адольфо Гайч — ЦСКА — 2020, 2021, 2022, 2023, 2024
- Эсекьель Гарай — Зенит — 2014—2016
- Бенхамин Гарре — Крылья Советов — 2023—2024
- Вальтер Гарсия — Рубин — 2006
- Пабло Гиньясу — Сатурн — 2004
- Лусиано Гонду — Зенит — 2024—н. в.
- Алехандро Домингес — Рубин, Зенит — 2004—2009
- Себастьян Дриусси — Зенит — 2017—2021
- Хуан Инсаурральде — Спартак М — 2012—2013, 2014—2015
- Фернандо Кавенаги — Спартак М — 2004—2006
- Херман Конти — Локомотив М — 2023
- Тино Коста — Спартак М — 2013—2014
- Матиас Краневиттер — Зенит — 2017—2019
- Хуан Лескано — СКА-Хабаровск, Анжи — 2017—2018, 2019
- Густаво Лильо — Крылья Советов — 2002, 2003
- Мауро Луна Диале — Ахмат — 2024—н. в.
- Кристиан Майдана — Спартак М — 2008, 2010
- Макси Лопес — Москва — 2007, 2008
- Эмануэль Маммана — Зенит, Сочи — 2017—2021
- Брайан Мансилья — Оренбург, Ахмат — 2022—н. в.
- Лукас Масоэро — Пари Нижний Новгород — 2021—2023
- Патрисио Матрикарди — Ротор — 2020
- Даниэль Монтенегро — Сатурн — 2004, 2005
- Максимилиано Моралес — Москва — 2007
- Томас Муро — Оренбург — 2024—2025
- Франко Ороско — Крылья Советов — 2024—2025
- Николас Павлович — Сатурн — 2003—2005
- Леандро Паредес — Зенит — 2017—2018
- Николас Пареха — Спартак М — 2010—2013
- Франко Пароди — Спартак-Нальчик — 2009
- Гильермо Перейра — Локомотив М — 2008
- Матиас Перес — Оренбург — 2022—2024
- Густаво Пинто — Москва — 2003, 2004
- Эсекьель Понсе — Спартак М — 2019—2021
- Лукас Пусинери — Сатурн — 2003, 2004
- Федерико Расич — Арсенал — 2017—2018
- Эмилиано Ригони — Зенит — 2017—2018, 2019, 2020
- Клементе Родригес — Спартак М — 2004—2006, 2008, 2009
- Маркос Рохо — Спартак М — 2011—2012
- Пабло Солари — Спартак М — 2025—н. в.
- Леандро Фернандес — Динамо М — 2006—2014
- Осмар Феррейра — ЦСКА — 2004, 2005
- Сесар Габриэль Флорентин — Оренбург — 2022—2025
- Пабло Фонтанельо — Урал — 2014—2016

## Армения

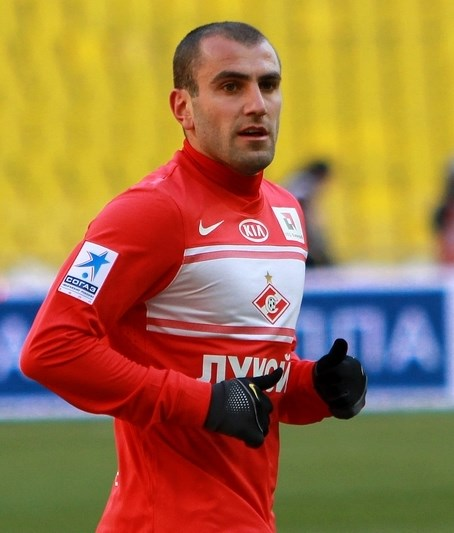
Юра Мовсисян — лучший бомбардир чемпионата России 2012/2013

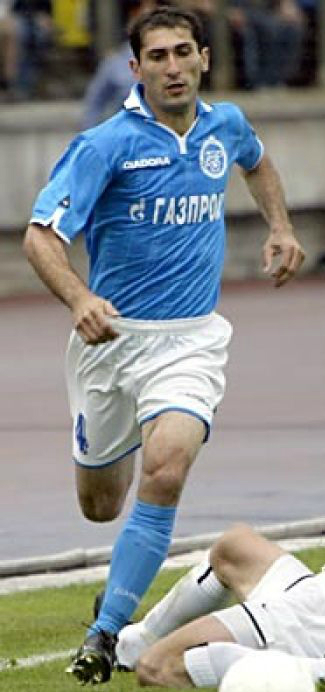
Саркис Овсепян в игре за «Зенит»

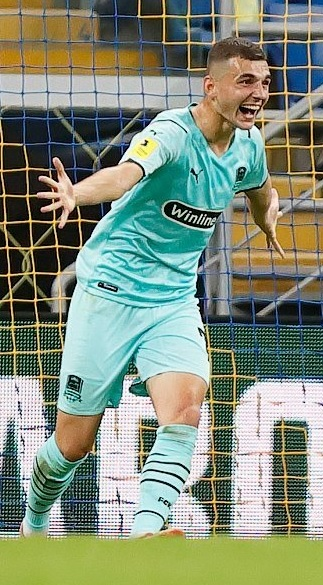
Эдуард Сперцян — полузащитник «Краснодара»

- Гарник Авалян — Крылья Советов, Шинник, Уралан — 1993—2000
- Тигран Аванесян — Балтика — 2023—2024
- Армен Адамян — Черноморец — 1995
- Ара Акопян — Алания — 1999
- Роберт Арзуманян — Амкар — 2015
- Вараздат Ароян — Урал, Тамбов — 2017—2020
- Георгий Арутюнян — Краснодар — 2023—2024
- Хорен Байрамян — Ростов, Рубин — 2011—2013, 2015—н. в.
- Роман Березовский — Зенит, Торпедо, Динамо М, Химки — 1996—2005, 2007—2009, 2012—2015
- Эрик Варданян — Сочи — 2020—2021
- Артур Восканян — Уралан — 1999, 2000
- Артур Галоян — Балтика, Акрон — 2023, 2024—2025
- Давид Давидян — Химки — 2021—2022
- Карен Дохоян — Крылья Советов — 2000—2006
- Арамаис Епископосян — Черноморец — 1995—1997
- Роберт Зебелян — Кубань, Химки — 2007
- Угочукву Иву — Рубин — 2023—н. в.
- Манук Какосьян — Жемчужина, Черноморец — 1997—2001
- Арташес Калайджан — Жемчужина, Черноморец — 1993, 1998—2000[1]
- Александр Карапетян — Сочи, Тамбов — 2019—2020
- Барсег Киракосян — Химки — 2009
- Аршак Корян — Локомотив М, Химки — 2012—2014, 2017—2018, 2020—2021
- Руслан Корян — СКА-Хабаровск — 2017—2018
- Ерванд Крбашян — ЦСКА — 1993
- Армен Манучарян — Ротор — 2020
- Эдгар Манучарян — Урал — 2013—2018
- Карапет Микаелян — Крылья Советов — 1999, 2000
- Грайр Мкоян — Спартак-Нальчик — 2012
- Артур Мкртчян — Торпедо, Крылья Советов — 1998, 1999
- Карлен Мкртчян — Анжи — 2013—2014, 2015—2016
- Андрей Мовсесьян — Спартак М, ЦСКА, Сатурн-Ren TV, Москва, Луч-Энергия — 1993—1997, 2000—2006
- Юра Мовсисян — Краснодар, Спартак М — 2011—2015
- Саркис Овсепян — Зенит, Торпедо-Металлург — 1998—2003
- Саркис Оганесян — Динамо М, Локомотив М — 1992—1999
- Арас Озбилиз — Кубань, Спартак М — 2012—2015
- Артур Петросян — Локомотив НН — 1999
- Тигран Петросянц — Жемчужина, ЦСКА, Торпедо-Лужники, Уралан, Крылья Советов, Черноморец — 1995—2000, 2003
- Маркос Пиззелли — Кубань, Краснодар — 2012—2013
- Артур Саркисов — Волга, Урал, Енисей — 2012—2014, 2018—2019
- Альберт Саркисян — Локомотив М, Торпедо, Алания, Амкар — 1997—2006
- Эдгар Севикян — Пари Нижний Новгород, Локомотив М — 2022—2023, 2024—2025
- Артём Симонян — Торпедо — 2022
- Эдуард Сперцян — Краснодар — 2020—н. в.
- Наир Тикнизян — ЦСКА, Локомотив М — 2017—2025
- Вардан Хачатрян — Торпедо — 1993
- Армен Шахгельдян — Динамо М — 2000, 2001
- Егия Явруян — Шинник — 2006

## Афганистан

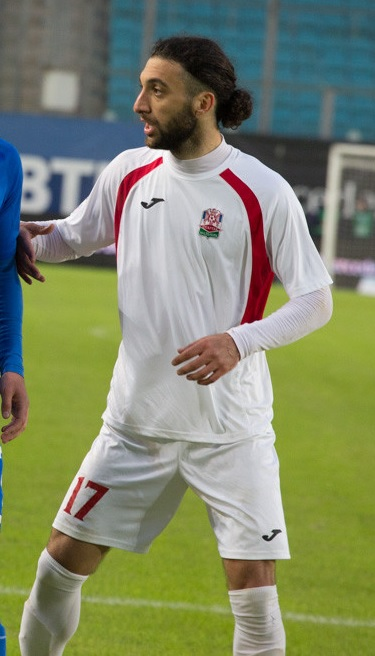
Шариф Мухаммад

- Шариф Мухаммад — Анжи — 2010—2014

## Беларусь

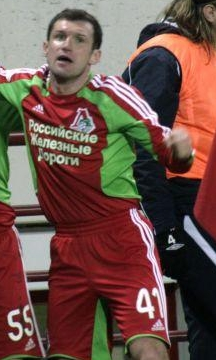
Сергей Гуренко

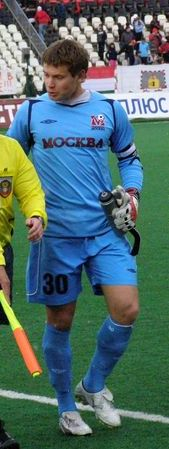
Юрий Жевнов

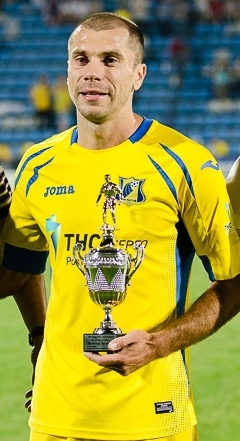
Тимофей Калачёв — Футболист года в Беларуси 2013

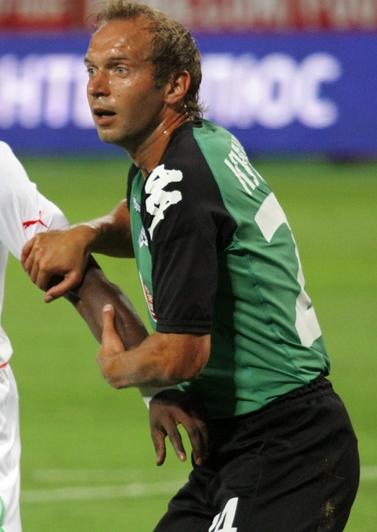
Александр Кульчий — рекордсмен сборной Беларуси по количеству проведённых матчей

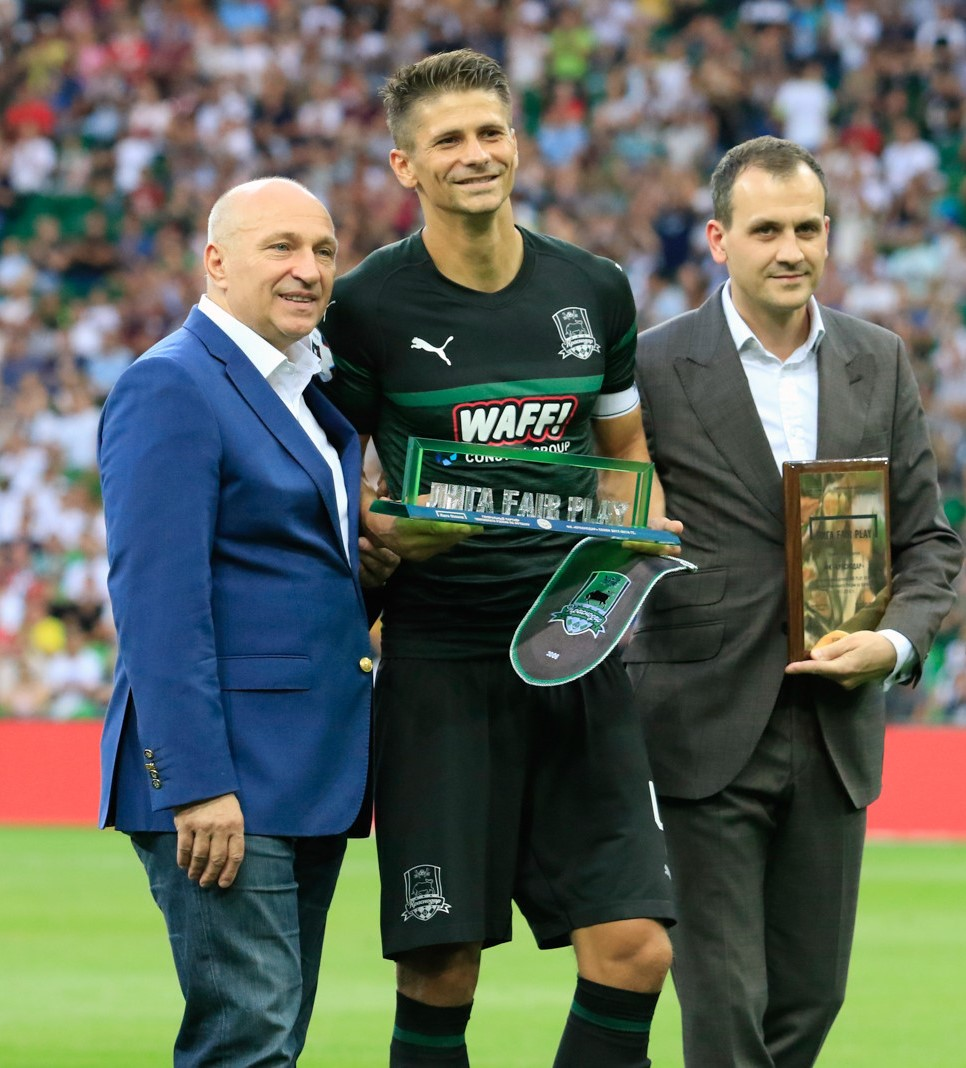
Александр Мартынович

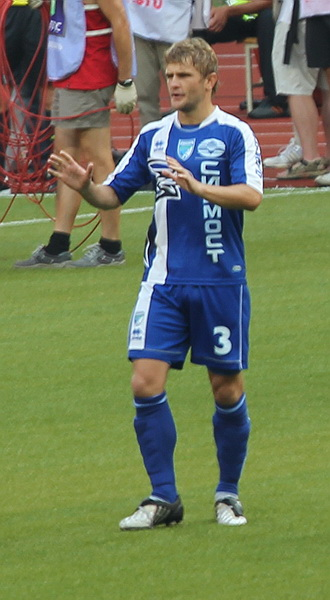
Дмитрий Молош

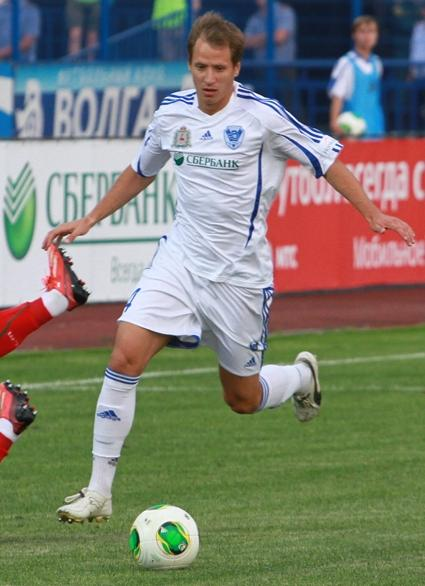
Антон Путило

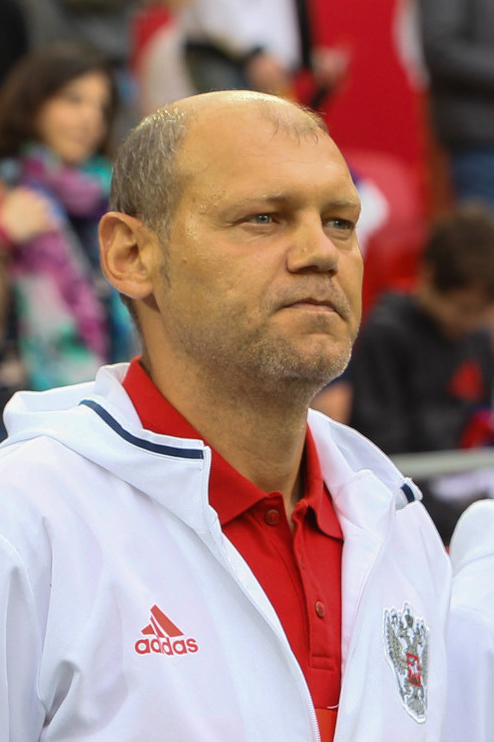
Мирослав Ромащенко

- Антон Амельченко — Москва, Ростов, Локомотив М, Терек — 2006—2015
- Юрий Антонович — ЦСКА, Ростсельмаш — 1993—1998
- Юрий Афанасенко — Алания — 1998
- Михаил Афанасьев — Амкар — 2008, 2009
- Сергей Баланович — Амкар — 2014—2018
- Александр Баранов — Ростсельмаш, Локомотив-НН — 2000, 2001
- Василий Баранов — Балтика, Спартак М, Спартак-Алания — 1996—2003
- Геннадий Близнюк — Сибирь — 2010
- Эдуард Болтрушевич — Факел — 2001
- Максим Бордачёв — Томь, Ростов, Оренбург — 2013—2015, 2016—2017
- Дмитрий Борозна — КАМАЗ-Чаллы — 1997
- Валерий Бочеров — Урал — 2024
- Ренан Брессан — Алания — 2013
- Виталий Булыга — Крылья Советов, Уралан, Амкар, Томь, Луч-Энергия — 2002—2008
- Роман Василюк — Спартак М — 2001—2003
- Валерий Величко — Спартак М, Локомотив НН — 1995, 1996
- Сергей Веремко — Крылья Советов, Уфа — 2011—2015
- Дмитрий Верховцов — Крылья Советов, Уфа — 2012—2015
- Сергей Вехтев — Балтика — 1997
- Андрей Викторович — Луч — 1993
- Захар Волков — Химки — 2022, 2024
- Виталий Володенков — Сокол — 2002
- Максим Володько — Арсенал, Тамбов — 2019—2021
- Александр Вяжевич — КАМАЗ-Чаллы, Черноморец — 1995, 1997
- Сергей Герасимец — Балтика, Зенит — 1997—1999
- Вячеслав Геращенко — Черноморец, ЦСКА, Уралан — 1995—2000, 2002, 2003
- Дмитрий Герман — Тамбов — 2021
- Александр Глеб — Крылья Советов — 2012, 2017
- Артём Гомелько — Локомотив М — 2008, 2009, 2011
- Борис Горовой — Зенит, Торпедо-Металлург — 1999—2003
- Валерий Громыко — Арсенал — 2020—2021
- Сергей Гуренко — Локомотив М — 1995—1999, 2003—2008
- Александр Гутор — Оренбург, Тосно — 2016—2017
- Руслан Данилюк — Динамо-Газовик — 1995
- Станислав Драгун — Крылья Советов, Динамо М, Оренбург — 2013—2014, 2015—2016, 2017
- Максим Жавнерчик — Кубань — 2009, 2011—2014
- Юрий Жевнов — Москва, Зенит, Торпедо, Урал — 2005—2016
- Владимир Журавель — Жемчужина — 1998, 1999
- Кирилл Зинович — Локомотив М, Динамо Мх — 2021—2022, 2024—н. в.
- Николай Золотов — Урал — 2020
- Тимофей Калачёв — Ростов, Крылья Советов — 2006—2019
- Кирилл Капленко — Зенит, Оренбург, Балтика, Химки — 2017—2020, 2022—2025
- Александр Карницкий — Тосно — 2017—2018
- Егор Карпицкий — Крылья Советов — 2023—2024
- Дмитрий Карсаков — ЦСКА, Динамо М, Торпедо — 1992—1997
- Пётр Качуро — Сокол — 2002
- Сергей Кисляк — Рубин, Краснодар — 2011—2016
- Игорь Ковалевич — Динамо-Газовик — 1994, 1995
- Андрей Климович — Оренбург — 2019—2020
- Антон Ковалёв — Факел — 2025
- Юрий Ковалёв — Арсенал, Оренбург, Балтика — 2020—2021, 2022—2024, 2025—н. в.
- Андрей Коваленко — Кубань, Ротор, Ростсельмаш, Факел — 1992, 1993, 1996—1998, 2000
- Константин Коваленко — Спартак М, Жемчужина, Алания, Черноморец, Сатурн-REN TV — 1996—2000, 2002
- Денис Ковба — Крылья Советов — 2000—2011
- Леонид Ковель — Сатурн — 2008—2010
- Дмитрий Комаровский — Торпедо — 2005
- Владимир Коновалов — Спартак Влк — 1993
- Артём Концевой — Урал — 2024
- Артём Концевой — Спартак М, Спартак-Нальчик — 2003, 2009
- Сергей Корниленко — Томь, Зенит, Рубин, Крылья Советов — 2008—2014, 2015—2017, 2018—2019
- Владимир Корытько — Ростсельмаш, Сатурн-REN TV, Торпедо-Металлург, Алания, Терек, Арсенал — 2002—2005, 2015
- Александр Кульчий — Динамо М, Шинник, Томь, Ростов, Краснодар — 1997—1999, 2002—2007, 2009—2012
- Алексей Кучук — Кубань — 2009
- Андрей Лаврик — Локомотив М, Амкар — 1998—2001, 2004—2007
- Леонид Лагун — Торпедо — 2001, 2002
- Сергей Лагутко — Крылья Советов — 1996
- Виталий Ланько — Факел, Спартак-Нальчик, Луч-Энергия — 2001, 2006—2008
- Денис Лаптев — Торпедо — 2022
- Александр Лебедев — Кубань — 2007
- Дмитрий Ленцевич — Торпедо — 2006
- Виталий Лисакович — Локомотив М, Рубин, Балтика — 2020—2022, 2023—2024
- Александр Лухвич — КАМАЗ-Чаллы, Уралан, Торпедо — 1997—2004
- Иван Маевский — Анжи, Ротор — 2015—2016, 2021
- Владислав Малькевич — Урал — 2023—2024
- Александр Мартёшкин — Крылья Советов, КАМАЗ-Чаллы — 1994—1997
- Александр Мартынович — Краснодар, Урал, Рубин — 2011—2022, 2023—2024
- Михаил Мархель — Спартак Влк, Торпедо, Черноморец — 1993—1996
- Юрий Мархель — Алания — 2001
- Владимир Медведь — Ротор — 2020—2021
- Владимир Мигурский — Локомотив НН — 1992
- Александр Мозговой — Спартак Влк — 1993
- Дмитрий Молош — Сибирь, Крылья Советов — 2010—2012
- Руслан Мялковский — Локомотив М — 2025—н. в.
- Павел Нехайчик — Динамо М, Томь, Оренбург — 2011, 2012, 2014, 2016—2017
- Дмитрий Огородник — Зенит — 2000—2002
- Сергей Омельянчук — Локомотив М, Шинник, Ростов, Терек, Томь — 2005—2012, 2013—2014
- Александр Орешников — Крылья Советов, Локомотив НН — 1995—1998, 2000
- Радослав Орловский — Торпедо, Факел — 1997—2001
- Владимир Остриков — Черноморец — 1997
- Андрей Островский — Динамо М, Москва — 1997—2000, 2004
- Александр Павловец — Ростов, Оренбург — 2020—2021, 2022
- Кирилл Павлючек — Луч-Энергия — 2008
- Сергей Петрукович — Динамо-Газовик — 1994
- Кирилл Печенин — Оренбург, Крылья Советов — 2022—н. в.
- Вадим Пигас — Пари Нижний Новгород — 2025
- Денис Поляков — Урал — 2019—2020
- Игорь Потапов — Черноморец — 1996
- Антон Путило — Волга, Торпедо — 2013—2015
- Артём Радьков — Химки, Терек — 2008, 2013
- Андрей Рапейко — Локомотив НН — 1996, 1997
- Дмитрий Ровнейко — Торпедо, Ротор — 2003—2005
- Павел Роднёнок — Динамо-Газовик — 1994
- Максим Ромащенко — Динамо М, Химки — 1997—2000, 2004—2006, 2009
- Мирослав Ромащенко — Уралмаш, Спартак М — 1994—1998
- Николай Рындюк — Локомотив М, Локомотив НН — 1998—2000
- Андрей Сацункевич — Торпедо, Локомотив НН — 1994—1997
- Александр Седнёв — Черноморец, Балтика — 1995, 1998
- Александр Селява — Ростов — 2022—2023
- Андрей Серёгин — Тюмень — 1997
- Михаил Сиваков — Оренбург, Амкар — 2017—2020, 2022—2024
- Николай Сигневич — Химки — 2020
- Алексей Сквернюк — Крылья Советов, Кубань, Спартак-Нальчик — 2005—2009, 2011—2012
- Вадим Скрипченко — ЦСКА — 2000
- Михаил Смирнов — Торпедо — 1993
- Андрей Сосницкий — Спартак Влк, Уралмаш, Черноморец — 1992—1996
- Сергей Сосновский — Томь — 2011—2012
- Алексей Сучков — Шинник — 2004
- Родион Сямук — Тамбов — 2021
- Игорь Тарловский — Алания — 1998—2004
- Ян Тигорев — Томь, Локомотив М — 2011—2015
- Геннадий Тумилович — Жемчужина, Динамо М, Ростсельмаш, Луч-Энергия — 1998—2002, 2006
- Егор Филипенко — Спартак М, Томь, Сибирь, Урал — 2008—2010, 2022—2024
- Андрей Хлебосолов — Крылья Советов — 1995
- Юрий Ходоронок — Луч — 1993
- Василий Хомутовский — Динамо М, Томь, Амкар — 2001, 2006, 2007, 2011
- Александр Храпковский — Сокол — 2002
- Игорь Цаплюк — КАМАЗ — 1993
- Александр Чайка — Алания, Крылья Советов, Ростсельмаш — 1998—2002
- Дмитрий Чалей — Ростсельмаш — 2002
- Артём Челядинский — Сокол — 2002
- Илья Черняк — Ахмат — 2023
- Александр Чистый — Локомотив НН, Амкар — 1996, 1997, 2004
- Антон Чичкан — Уфа — 2022
- Андрей Чухлей — Урал — 2013—2014
- Валерий Шанталосов — Локомотив НН, Балтика, Торпедо — 1992—2000
- Игорь Шитов — Динамо М, Мордовия — 2011—2016
- Олег Шкабара — Динамо М — 2001, 2002, 2005
- Илья Шкурин — ЦСКА — 2020—2021
- Сергей Штанюк — Динамо М, Шинник, Луч-Энергия — 1996—2000, 2003—2007
- Юрий Шуканов — Балтика, КАМАЗ-Чаллы, Уралан, Факел — 1996—2001
- Артём Шуманский — ЦСКА — 2024—н. в.
- Владимир Шунейко — Крылья Советов, Спартак-Алания — 2000—2004
- Роман Юзепчук — Торпедо — 2023
- Владимир Юрченко — Сатурн — 2008, 2009
- Сергей Яскович — Анжи, Москва, Томь — 2000, 2001, 2004, 2005
- Эрик Яхимович — Динамо М — 1994—2000

## Бельгия
- Джанни Бруно — Крылья Советов — 2016—2017
- Аксель Витсель — Зенит — 2012—2016
- Данило — Мордовия — 2014—2015
- Максимилиано Кофрие — Спартак М — 2021—2022
- Жонатан Лежар — Терек — 2011—2013
- Максим Лестьенн — Рубин — 2016—2017
- Николас Ломбертс — Зенит — 2007—2017
- Седрик Руссель — Рубин — 2004
- Йерун Симайс — Крылья Советов — 2015—2016

## Болгария

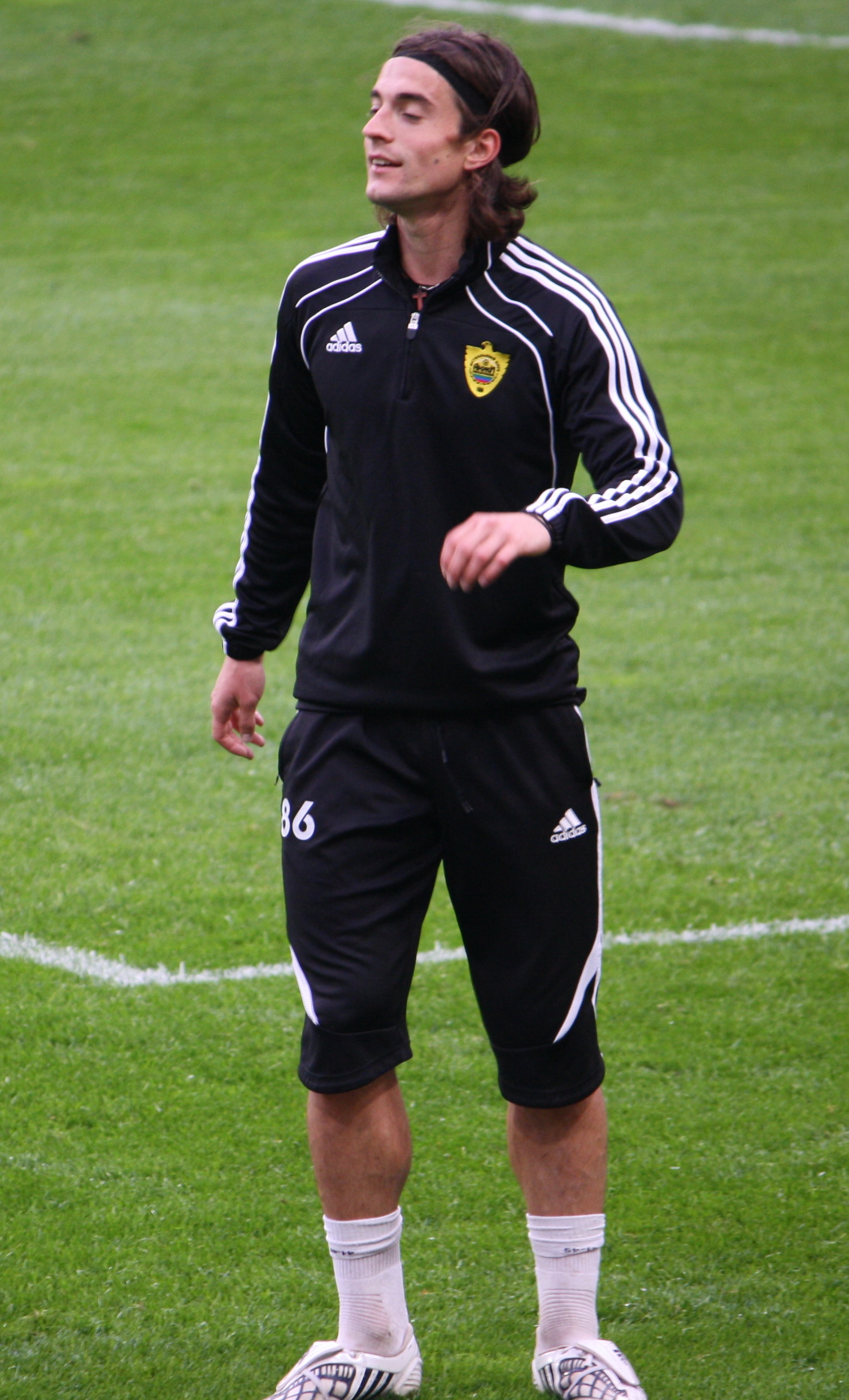
Тодор Тимонов 6 ноября 2010 года в перерыве матча 27-го тура «Анжи» — «Томь» во время телевизионного интервью употребил ненормативную лексику

- Михаил Александров — Арсенал — 2016—2019
- Атанас Борносузов — Томь — 2005, 2006
- Виктор Генев — Крылья Советов — 2011
- Цветан Генков — Динамо М — 2007—2009
- Благой Георгиев — Терек, Амкар, Рубин, Оренбург — 2009—2017
- Николай Димитров — Урал — 2017—2020
- Петр Занев — Амкар, Енисей — 2013—2019
- Иван Иванов — Алания, Арсенал — 2010, 2017
- Валентин Илиев — Терек — 2008, 2009
- Евгений Йорданов — Амкар — 2005, 2006
- Светослав Ковачев — Ахмат — 2023—2024
- Георгий Костадинов — Арсенал — 2018—2022
- Лачезар Котев — Химки — 2023
- Мартин Кушев — Шинник, Амкар — 2003—2010
- Здравко Лазаров — Шинник — 2008
- Димитр Макриев — Крылья Советов — 2011
- Станислав Манолев — Кубань, Динамо М — 2014—2016
- Георгий Миланов — ЦСКА — 2013—2015, 2016—2018
- Живко Миланов — Томь — 2013—2014
- Александр Младенов — Томь — 2006—2008
- Пламен Николов — Томь — 2012, 2013
- Георгий Пеев — Амкар — 2007—2016
- Ивайло Петков — Кубань — 2004, 2007
- Светослав Петров — Кубань — 2004
- Ивелин Попов — Кубань, Спартак М, Рубин, Ростов, Сочи — 2012—2022
- Захари Сираков — Амкар — 2004—2015
- Матео Стаматов — Оренбург, Пари Нижний Новгород — 2022—н. в.
- Радостин Станев — Шинник — 2003, 2004
- Иван Стоянов — Алания — 2010
- Димитр Телкийски — Амкар — 2009
- Тодор Тимонов — Анжи — 2010
- Димитр Трендафилов — Факел — 1997
- Венцислав Христов — СКА-Хабаровск — 2017
- Чавдар Янков — Ростов — 2010, 2011

## Боливия
- Хуан Карлос Арсе — Терек — 2010

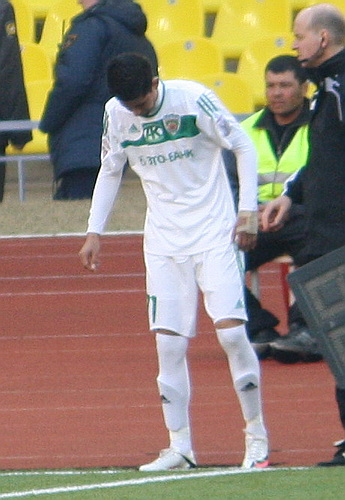
Хуан Карлос Арсе — первый представитель Боливии в чемпионате России

- Роберто Фернандес — Балтика, Акрон — 2023—н. в.

## Босния и Герцеговина

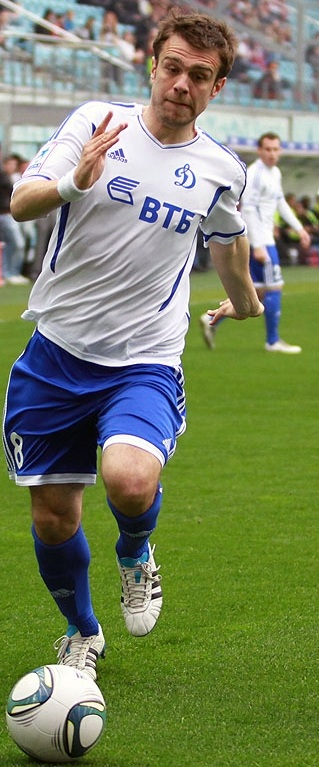
Звездан Мисимович

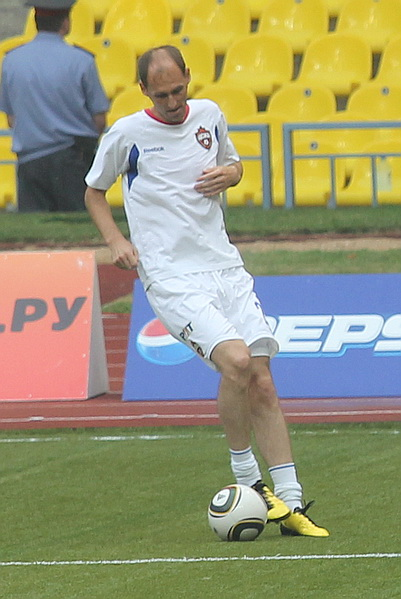
Элвир Рахимич — чемпион России 2003, 2005, 2006, 2012/2013,2013/2014, обладатель Кубка России 2001/2002, 2004/2005, 2005/2006, 2007/2008, 2008/2009, 2010/2011, 2012/2013, обладатель Суперкубка России 2004, 2006, 2007, 2009, 2013, обладатель Кубка УЕФА 2004/2005

- Мерсудин Ахметович — Ростов, Волга — 2009—2012
- Иван Башич — Оренбург — 2022—2025
- Джемал Берберович — Кубань — 2007
- Драган Блатняк — Химки, Ростов — 2007—2012
- Огнен Враньеш — Краснодар, Алания, Томь — 2011—2013, 2016
- Александр Врховац — Крылья Советов — 1999, 2000
- Ненад Гагро — Сатурн-REN TV — 2002
- Стево Глоговац — Анжи — 2002
- Ренато Гойкович — Оренбург — 2022—2024
- Владан Груич — Алания — 2005
- Гедеон Гузина — Балтика, Оренбург — 2023—2024, 2025—н. в.
- Никола Дамьянац — Сатурн-REN TV — 2002
- Дарио Дамьянович — Луч-Энергия — 2008
- Ифет Джаковац — Акрон — 2025—н. в.
- Горан Дрмич — Крылья Советов — 2010
- Самир Дуро — Сатурн-REN TV — 2003
- Петар Елич — Волга — 2012
- Аднан Захирович — Спартак-Нальчик — 2011—2012
- Хадис Зубанович — Анжи — 2002
- Сенияд Ибричич — Локомотив М — 2011—2012
- Омер Йолдич — Сатурн-REN TV — 2001—2003
- Зехрудин Кавазович — Анжи — 2001
- Миро Катич — Торпедо-Металлург — 2003
- Бранислав Крунич — Томь, Москва — 2005—2009
- Эдис Куртич — Торпедо-ЗИЛ — 2001
- Рикардо Лаго — Кубань, Спартак-Нальчик, Москва — 2004, 2007—2009
- Йосип Лукачевич — Луч-Энергия — 2008
- Айдин Максумич — Химки — 2007, 2008
- Дарко Малетич — Зенит, Шинник — 2004, 2005
- Звездан Мисимович — Динамо М — 2011, 2012
- Амел Муйчинович — Анжи — 2001, 2002
- Самир Муратович — Сатурн-REN TV — 2001—2003
- Срджан Пецель — Сокол — 2001
- Миралем Пьянич — ЦСКА — 2024—2025
- Элвир Рахимич — Анжи, ЦСКА — 2000—2014
- Амар Рахманович — Крылья Советов — 2022—н. в.
- Сенад Репух — Сокол — 2001, 2002
- Муневер Ризвич — Москва — 2001—2004
- Игор Савич — Торпедо — 2022—2023
- Кабир Смаич — Сатурн — 2001
- Эмир Спахич — Шинник, Торпедо, Локомотив М, Анжи — 2004—2008, 2013
- Драган Стойкич — Луч-Энергия — 2008
- Дарко Тодорович — Ахмат — 2021—н. в.
- Марко Топич — Крылья Советов, Сатурн — 2005—2010
- Вуле Тривунович — Химки — 2007—2009
- Деннис Хаджикадунич — Ростов — 2018—2022
- Саид Хамулич — Локомотив М — 2024
- Амир Хамзич — Анжи — 2002
- Хидает Ханкич — Ростов — 2024—н. в.
- Харис Ханджич — Уфа — 2014—2016
- Дженан Хошич — Анжи — 2000—2002
- Ясмин Челикович — Ахмат — 2023—2024
- Элдар Чивич — Балтика — 2025—н. в.
- Милош Шатара — Ахмат — 2023—н. в.
- Тони Шунич — Кубань, Динамо М — 2014—2015, 2017—2020
- Марио Юрич — Шинник, Спартак Нч — 2004—2006

## Бразилия
- Адилсон — Терек — 2012—2016
- Аилтон — Терек — 2012—2015

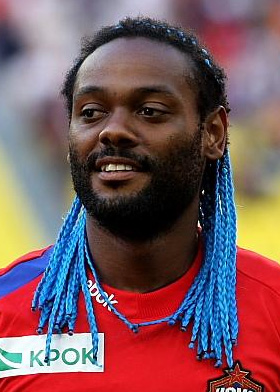
Вагнер Лав — чемпион России 2005, 2006, 2012/2013, обладатель Кубка России 2004/05, 2005/06, 2007/2008, 2008/09, 2010/11, 2012/2013, обладатель Суперкубка России 2006, 2007, 2009, 2013, обладатель Кубка УЕФА 2004/05, лучший бомбардир чемпионата России 2008

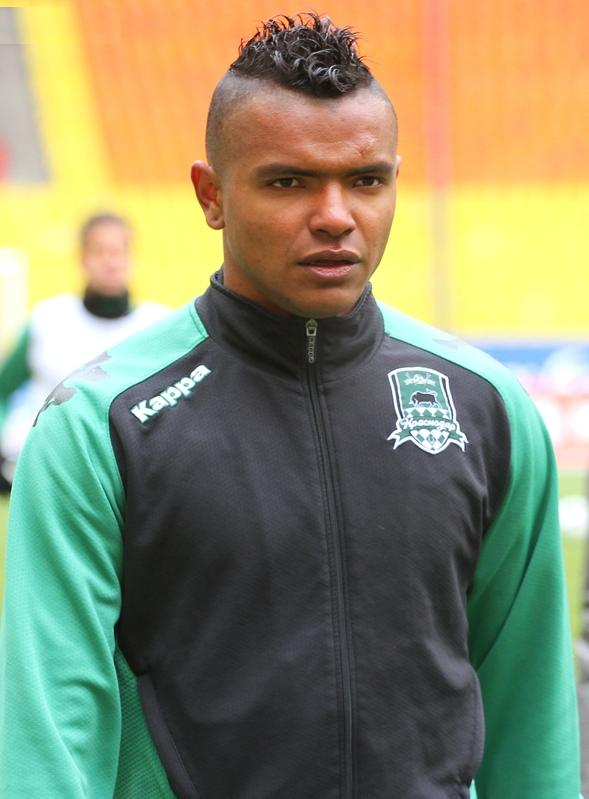
Вандерсон — лучший бомбардир чемпионата России 2012/2013

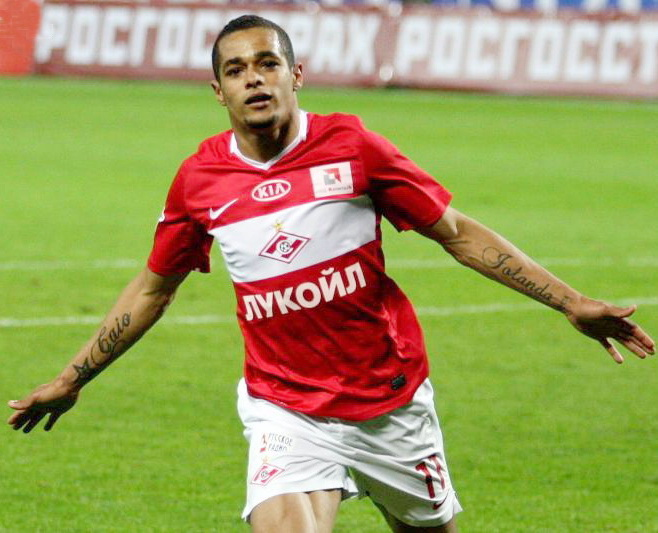
Веллитон — лучший бомбардир чемпионатов России 2009 и 2010

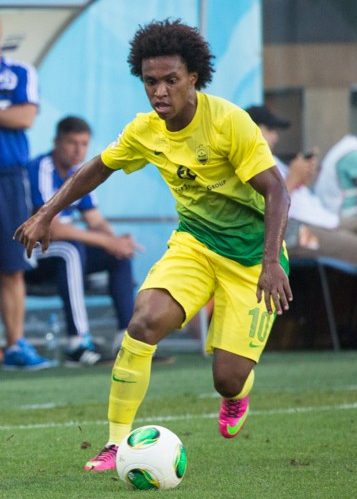
Виллиан

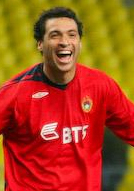
Даниэл Карвальо — лучший игрок сезона 2005 по версии еженедельника «Футбол»

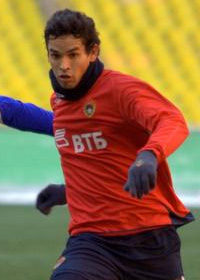
Дуду — полузащитник ЦСКА в 2005—2008 годах

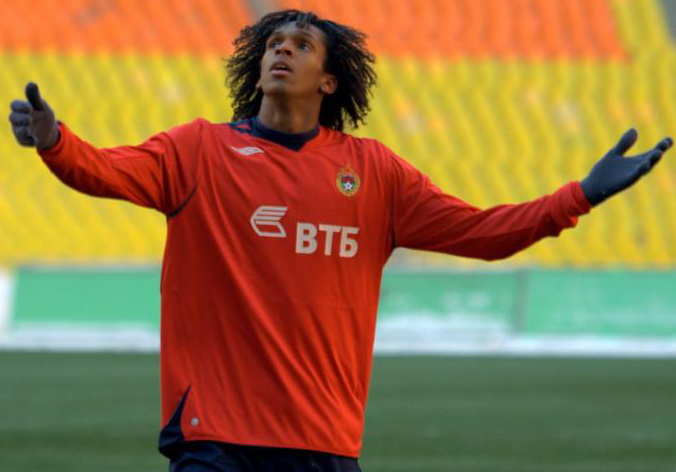
Жо нападающий ЦСКА в 2006—2008 годах

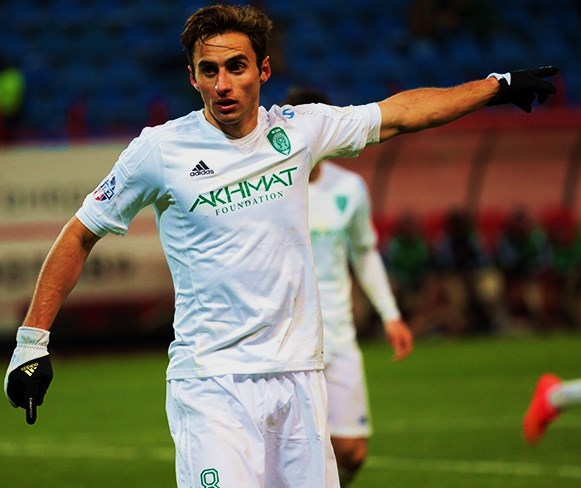
Жозе Маурисио

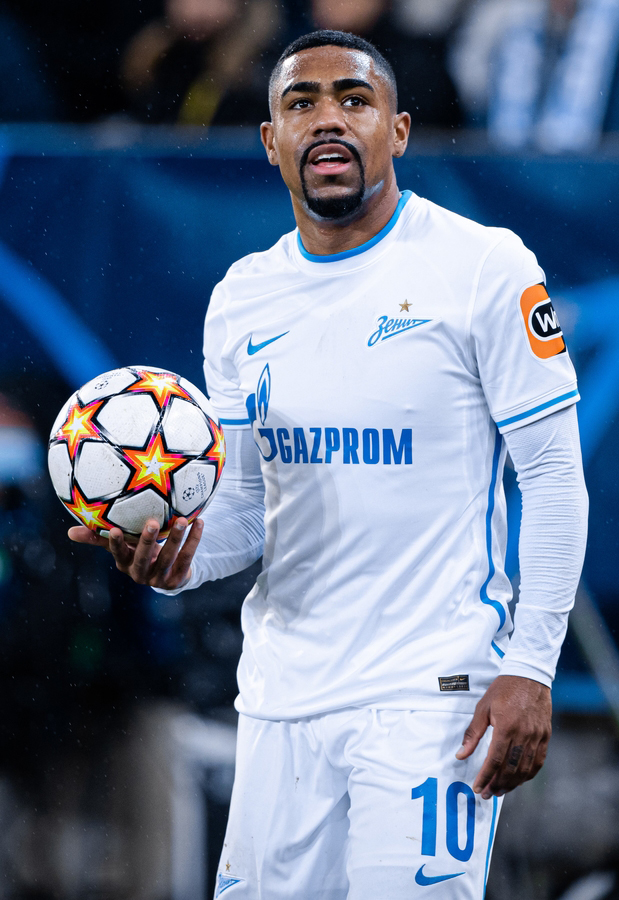
Малком — лучший бомбардир Чемпионата России 2022/2023

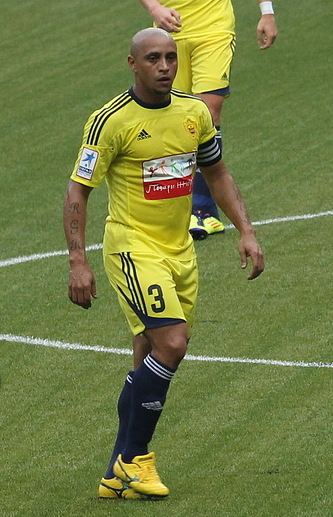
Роберто Карлос — чемпион мира 2002 в составе сборной Бразилии

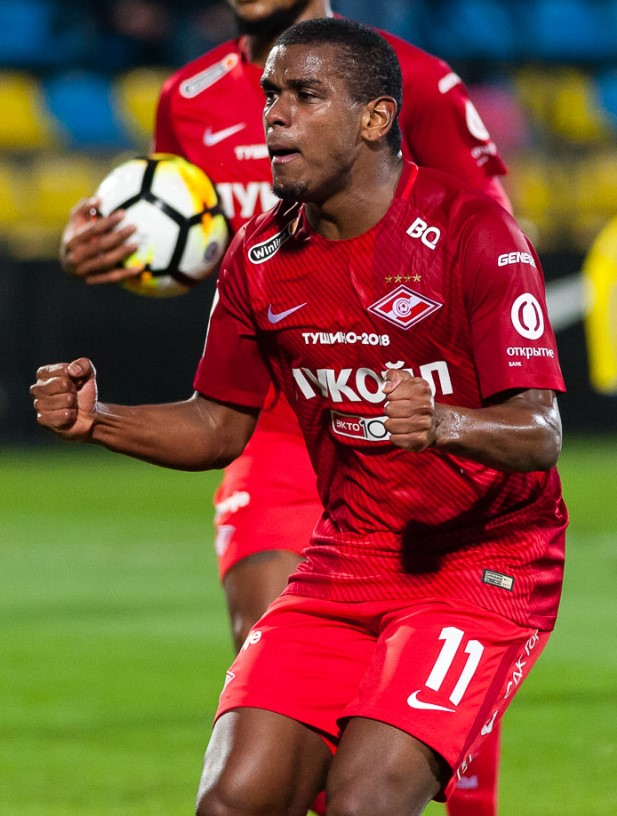
Фернандо — один из лучших исполнителей штрафных ударов в чемпионате России

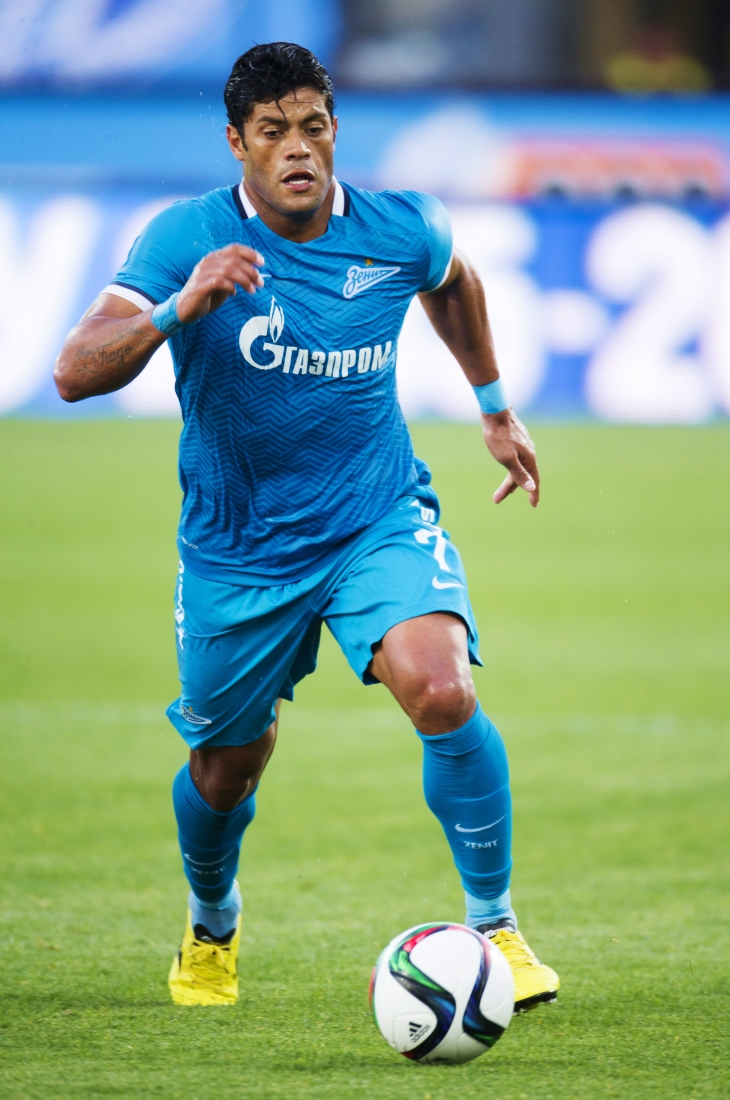
Халк — лучший бомбардир чемпионата России 2014/15. Его переход в «Зенит» за 60 млн евро стал самым дорогим трансфером в истории чемпионата России

- Айртон Лукас — Спартак М — 2019—2022
- Алберто — Динамо М, Ростов — 2003—2005
- Алвес — Луч-Энергия — 2008
- Алекс — Спартак М — 2009—2011
- Алекс Фернандес — Балтика — 2024
- Алешандре Алвес — Сатурн — 2004
- Алеррандро — ЦСКА — 2025—н. в.
- Алоизио — Рубин — 2003, 2004
- Андерсон Карвальо — Тосно — 2017—2018
- Андре Диас — Спартак М — 2003
- Андре Фелипе — Торпедо — 2023
- Анжело — Крылья Советов, Алания — 2001, 2002
- Антонио Феррейра — Спартак-Нальчик, Терек — 2009—2014
- Аподи — Кубань — 2016
- Артур — Зенит — 2024
- Артур Гомес — Динамо М — 2024—н. в.
- Байано — Рубин — 2006
- Битело — Динамо М — 2023—н. в.
- Бренер — Уралан — 2000
- Бруно Виана — Химки — 2022
- Бруно Фукс — ЦСКА — 2020—2022
- Бруну Телес — Крылья Советов — 2012—2014
- Вагнер — Локомотив М — 2009, 2010
- Вагнер Лав — ЦСКА — 2004—2011, 2013
- Вандерлей — Спартак-Алания, Ростов — 2003, 2004
- Вандерсон — Краснодар, Динамо М — 2012—2017
- Вандерсон — Краснодар — 2017—2021
- Велинтон — Алания — 2013
- Веллитон — Спартак М — 2007—2012
- Вендел — Зенит — 2020—н. в.
- Виллер — Анжи, Луч-Энергия — 2002, 2006
- Виллиан — Анжи — 2013
- Виллиан Жозе — Спартак М — 2024
- Виллиан Роша — ЦСКА — 2022—н. в.
- Вильям — Амкар, Уфа — 2009, 2014
- Вильям Боавентура — Кубань — 2009
- Витиньо — ЦСКА — 2013—2014, 2017—2018
- Вито — Амкар — 2010
- Витор Са — Краснодар — 2024—н. в.
- Витор Тормена — Краснодар — 2023—н. в.
- Гаушу — Крылья Советов — 2002, 2003
- Гильерме — ЦСКА — 2009, 2010
- Густаво Мантуан — Зенит — 2022—н. в.
- Густаво Сантос — Краснодар — 2025—н. в.
- Да Силва — Локомотив НН — 1995
- Да Силва — Сатурн-REN TV — 2003
- Давид Лопес — Терек — 2008
- Данило — Кубань — 2014
- Данило Неко — Алания — 2012—2013
- Даниэлсон — Химки — 2008
- Даниэл Жуниор — Ахмат — 2023
- Даниэл Карвальо — ЦСКА — 2004—2009
- Дерлей — Динамо М — 2005, 2006
- Джефтон — Кубань, Спартак Нч, Рубин — 2004, 2006—2008
- Джефферсон — Алания, Уралан — 1999, 2000
- Диего Карлос — Уфа — 2014—2016
- Диего Коста — Краснодар — 2024—н. в.
- Диего Маурисио — Алания — 2012—2013
- Диего Тарделли — Анжи — 2011
- Дуглас Аугусто — Краснодар — 2025—н. в.
- Дуглас Сантос — Зенит — 2019—н. в.
- Ду Кейрос — Зенит — 2023
- Дуду — ЦСКА — 2005—2008
- Жажа — Торпедо — 2023
- Жаилсон — Рубин — 2007
- Жеан — Сатурн, Динамо М, Рубин, Москва — 2003—2007, 2009
- Жеан Карлос — Сатурн — 2005, 2006
- Жеан Карлос — Амкар — 2009, 2010
- Жедер — Сатурн, Спартак М — 2003—2007
- Желсон — Шинник — 2004
- Жерсон — Зенит — 2025—н. в.
- Жо — ЦСКА — 2006—2008
- Жуан Карлос — Анжи, Спартак М — 2011—2015
- Жонатас — Рубин — 2016—2017
- Жозе Маурисио — Терек, Зенит — 2010—2017
- Жорже Вагнер — Локомотив М — 2003, 2004
- Жоржи Луис — Динамо М — 2006
- Жоржиньо — Крылья Советов — 1999
- Жулиано — Зенит — 2016—2017
- Жулио Сезар — Локомотив М — 2003, 2004
- Жуниор — Локомотив НН — 1995, 1996
- Жусилей — Анжи — 2011—2013
- Зелан — Сатурн, Кубань — 2008—2012
- Ибсон — Спартак М — 2009—2011
- Илсон — Шинник — 2004
- Исаэл — Краснодар — 2013—2014
- Исмаэл Силва — Ахмат — 2017—2021, 2024—н. в.
- Итало — Урал — 2023—2024
- Кади Боржис — Краснодар — 2023—2024
- Кайо — Краснодар — 2019—2025
- Калисто — Рубин — 2003—2007
- Камило — Ахмат — 2023—2024
- Кану — Терек — 2013—2016
- Карлос Алберто — Торпедо-Лужники — 1997
- Карлос Кардозо — Алания — 2012
- Карлос Лима — Ростов — 2003
- Карлос Эдуардо — Рубин — 2010—2012, 2014—2016
- Педру Ботельо — Крылья Советов — 2007
- Рафаэл Кариока — Спартак М — 2009, 2011—2014
- Касьяну — Уралан — 2000
- Келвен — ЦСКА — 2023—2025
- Клаудиньо — Зенит — 2021—2024
- Клебер — Терек — 2009
- Леандро — Локомотив М — 2003, 2004
- Леандро — Сатурн — 2004
- Леандро — Луч-Энергия, Спартак-Нальчик, Кубань, Волга — 2008—2011, 2013, 2014
- Леандро Самарони — ЦСКА, Торпедо-Лужники, Спартак М, Крылья Советов, Рубин — 1996—1998, 2000—2003
- Леилтон — Крылья Советов, Шинник, Волга — 2003—2011
- Лео Андраде — Химки — 2023
- Лео Жаба — Ахмат — 2017—2018
- Леонардо да Силва — Анжи — 2015—2016
- Леонидас — ЦСКА, Торпедо-Лужники — 1996, 1997
- Луизао — Спартак М — 2003
- Луис Адриано — Спартак М — 2017—2019
- Луис Энрике — Зенит — 2025—н. в.
- Лукас Ловат — Ахмат — 2024—н. в.
- Лукас Сантос — ЦСКА — 2019
- Лукас Фасон — Локомотив М — 2022—н. в.
- Малком — Зенит — 2019—2023
- Майкон — Локомотив М — 2010—2017
- Маркан — Спартак М — 2000, 2001
- Маркиньос — Спартак М — 2024—н. в.
- Маркос — КАМАЗ-Чаллы — 1997
- Маркос Гильерме — Химки — 2023
- Марсело Алвес — Сочи — 2024, 2025—н. в.
- Марсело Силва — Спартак М — 2002
- Марсиньо — Уфа — 2014—2016
- Матеус Алвес — ЦСКА — 2025—н. в.
- Маурисио — Спартак М — 2016—2017
- Мендес — Жемчужина — 1998
- Мигел Силвейра — Сочи — 2023—2024
- Милла — Уралан — 2000
- Мойзес — Спартак М, Крылья Советов — 2002—2005
- Мойзес — ЦСКА — 2022—н. в.
- Моцарт — Спартак М — 2005—2009
- Мурило Серкейра — Локомотив М — 2019—2021
- Надсон — Крылья Советов — 2013—2014, 2015—2017, 2018
- Налдо — Краснодар — 2016—2017
- Нино — Зенит — 2024—н. в.
- Ориньо — Химки — 2024—2025
- Пабло — Локомотив М — 2021
- Пабло Сантос — Рубин — 2020
- Пауло Витор — Акрон — 2024—н. в.
- Паулу Эмилиу — Алания — 1998—2002
- Педриньо — Локомотив М — 2022
- Педро — Зенит — 2024—н. в.
- Педро Кен — Терек — 2016
- Педро Роша — Спартак М — 2017—2019
- Пенише — Спартак М — 1999
- Раванелли — Ахмат — 2017—2020
- Рамон — ЦСКА, Крылья Советов — 2007—2009
- Рафаэл Шмитц — Крылья Советов — 2004
- Режис — Сатурн — 2003, 2004
- Рикардиньо — Тосно — 2018
- Рикардо Бовио — Черноморец — 2003
- Рикарду Жезус — Спартак-Нальчик, ЦСКА — 2007—2010
- Роберт — Спартак М — 2003
- Роберт Ренан — Зенит — 2023
- Роберто Карлос — Анжи — 2011
- Робсон — Спартак М — 1997—2001
- Робсон — Черноморец — 2003
- Родолфо — Локомотив М, Ахмат — 2007—2010, 2015—2019
- Родриган — Сочи, Зенит — 2021—2024
- Родриго Бекан — ЦСКА — 2018—2019
- Родриго Тиуи — Терек — 2010, 2011
- Ромуло — Спартак М — 2012—2016
- Роналдо — Ростов — 2024—н. в.
- Рони — Рубин, Крылья Советов — 2003—2005
- Рубенс — Динамо М — 2025—н. в.
- Рудней да Роса — Алания — 2012—2013
- Руссо — Спартак М — 2003
- Селсиньо — Локомотив М — 2006, 2007
- Соуза — Крылья Советов — 2003—2005
- Тиагу Масиел — Алания — 2005
- Фабио Аугусто — Черноморец — 2003
- Фабио да Коста — Черноморец — 2003
- Фелипе Визеу — Ахмат — 2020
- Фелиппе Кардосу — Ахмат — 2024—н. в.
- Фелипе Сампайо — Ахмат — 2017—2018
- Фелипе Сантана — Кубань — 2016
- Фелипе Феликс — Спартак-Нальчик — 2008, 2009
- Фернандо — Спартак М — 2016—2019
- Фернандо Габриэл — Рубин, Химки — 2006—2008
- Фернандо Костанца — Крылья Советов — 2022—н. в.
- Фининьо — Локомотив М — 2006—2009
- Флавиу — Черноморец — 2003
- Фламарион — Ротор — 2020—2021
- Франсиско Лима — Локомотив М, Динамо М — 2004—2006
- Халк — Зенит — 2012—2016
- Шандан — Кубань, Анжи — 2013—2016
- Шарлес — Локомотив М — 2008—2010
- Эвертон — Анжи — 2012—2014
- Эвертон — Терек — 2011
- Эдер — Терек — 2005
- Эду — Алания, Крылья Советов, Анжи — 1998—2001
- Эдуардо Ратиньо — ЦСКА — 2007
- Элио Батиста — Алания — 1999
- Элсон — Ростов — 2011—2012
- Эрнани — Зенит — 2017, 2018—2019
- Юри Алберто — Зенит — 2022

## Буркина-Фасо
- Ибрахим Гнану — Алания — 2010
- Эрве Зенге — Терек — 2010—2012
- Шарль Каборе — Кубань, Краснодар, Динамо М — 2013—2021
- Мохамед Конате — Урал, Тамбов, Химки, Ахмат — 2016, 2019, 2020—2024, 2025—н. в.
- Бакари Коне — Арсенал — 2019

## Бурунди

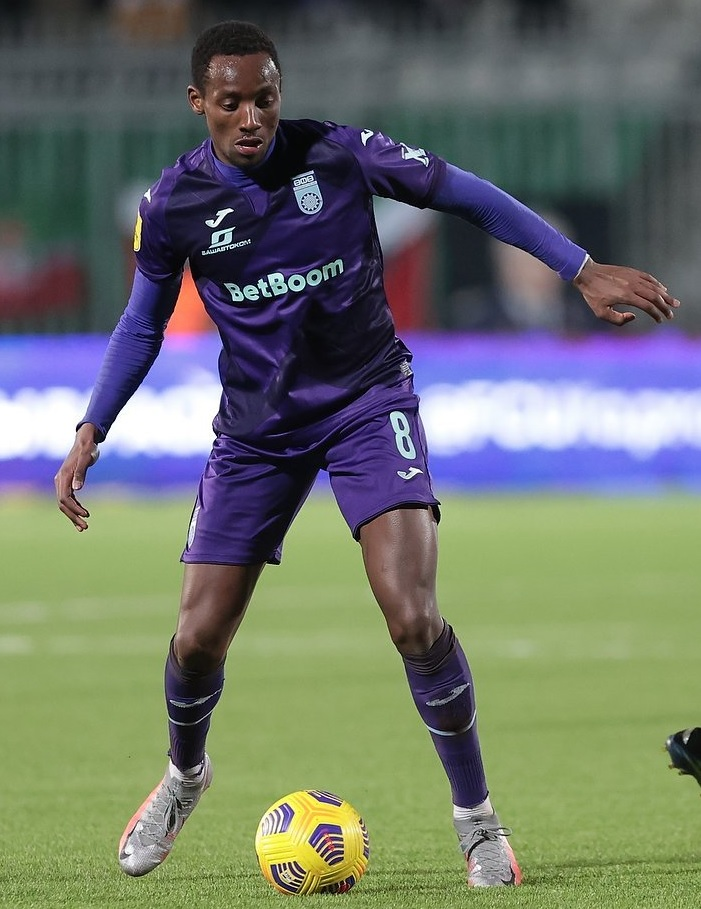
Парфе Бизоза — первый в истории российского футбола игрок из Бурунди

- Парфе Бизоза — Уфа — 2021

## Венгрия

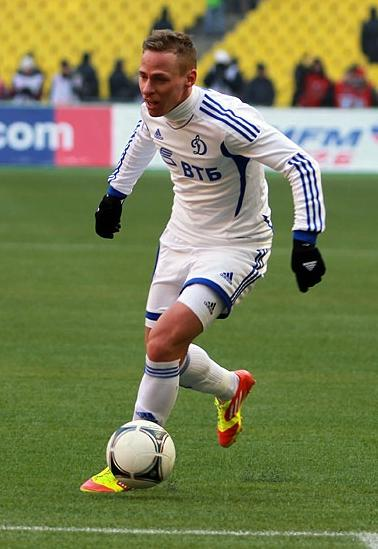
Балаж Джуджак

- Миклош Гаал — Амкар, Волга — 2007—2012
- Балаж Джуджак — Анжи, Динамо М — 2011—2015
- Акош Кечкеш — Нижний Новгород — 2021—2022
- Владимир Коман — Краснодар, Урал — 2012—2014
- Марк Коста — Торпедо — 2022
- Норберт Немет — Томь — 2009, 2010
- Адам Пинтер — Томь — 2013—2014
- Тамаш Пришкин — Алания — 2012—2013
- Сабольч Хусти — Зенит — 2009—2012
- Сабольч Шафар — Спартак М — 2003

## Венесуэла

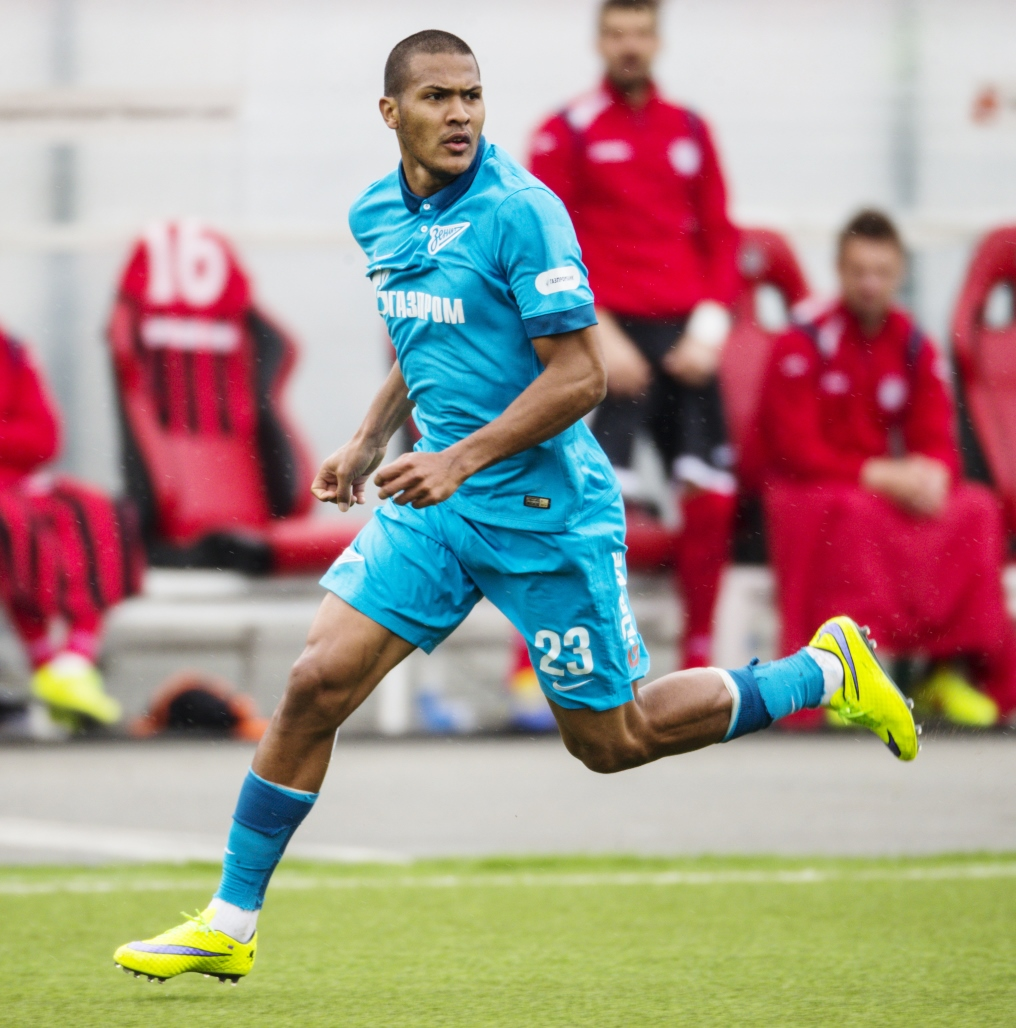
Хосе Саломон Рондон

- Вилькер Анхель — Ахмат — 2016—2021
- Сауль Гуарирапа — Сочи, ЦСКА — 2024—н. в.
- Серхио Кордова — Сочи — 2024
- Диего Луна — Балтика, Химки — 2024—н. в.
- Фернандо Мартинес — Уралан — 2003
- Йордан Осорио — Зенит — 2019—2020
- Андрес Понсе — Анжи, Ахмат, Ротор — 2018—2021
- Хосе Саломон Рондон — Рубин, Зенит, ЦСКА — 2012—2015, 2021
- Леопольдо Хименес — Алания — 2005
- Джон Чансельор — Анжи — 2018

## Габон

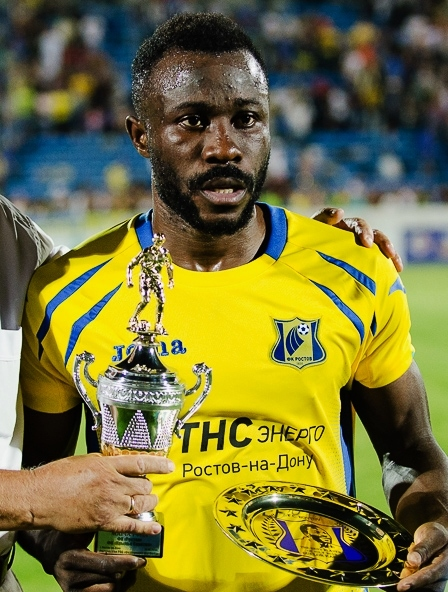
Гелор Канга

- Гелор Канга — Ростов — 2013—2016

## Гаити

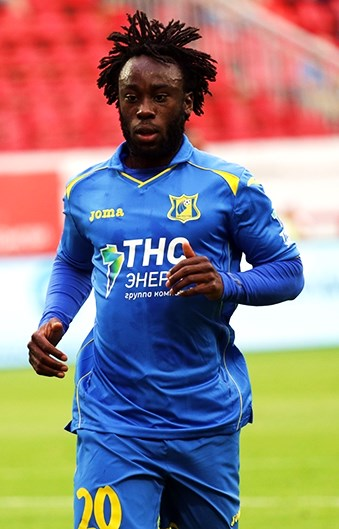
Режиналь Горо

- Режиналь Горо — Крылья Советов, Ростов — 2013—2014

## Гамбия
- Али Соу — Ростов — 2021—2022

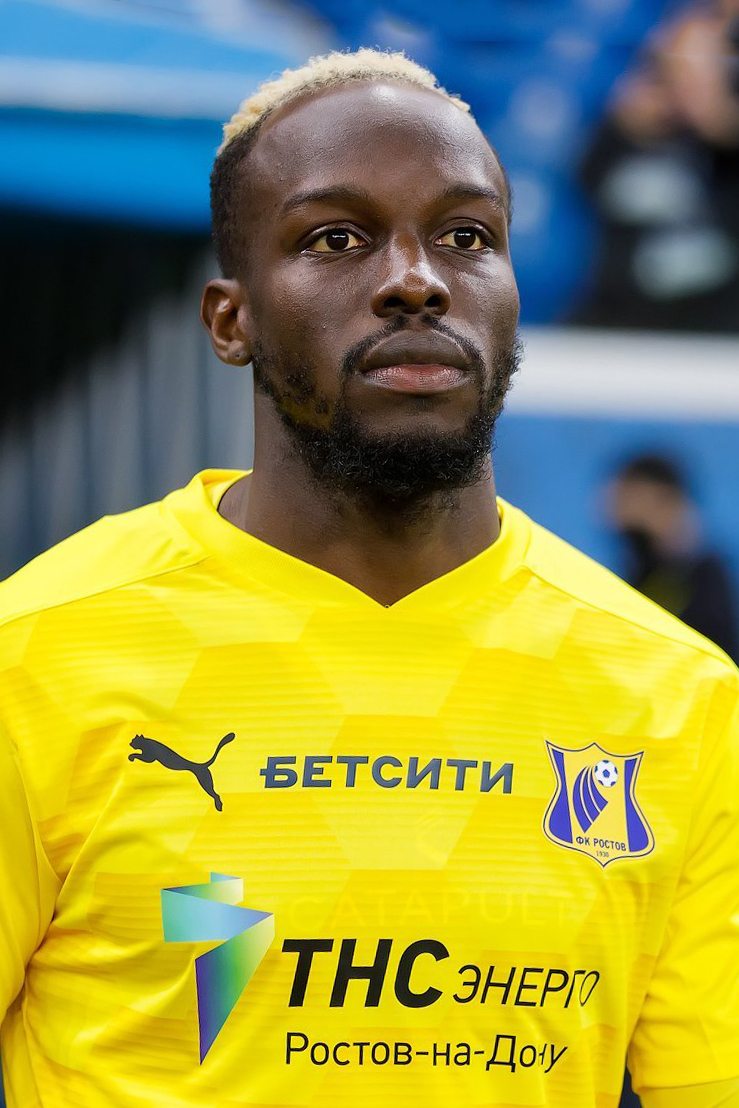
Али Соу

- Эбрима Эбу Силла — Рубин — 2003—2005

## Гана

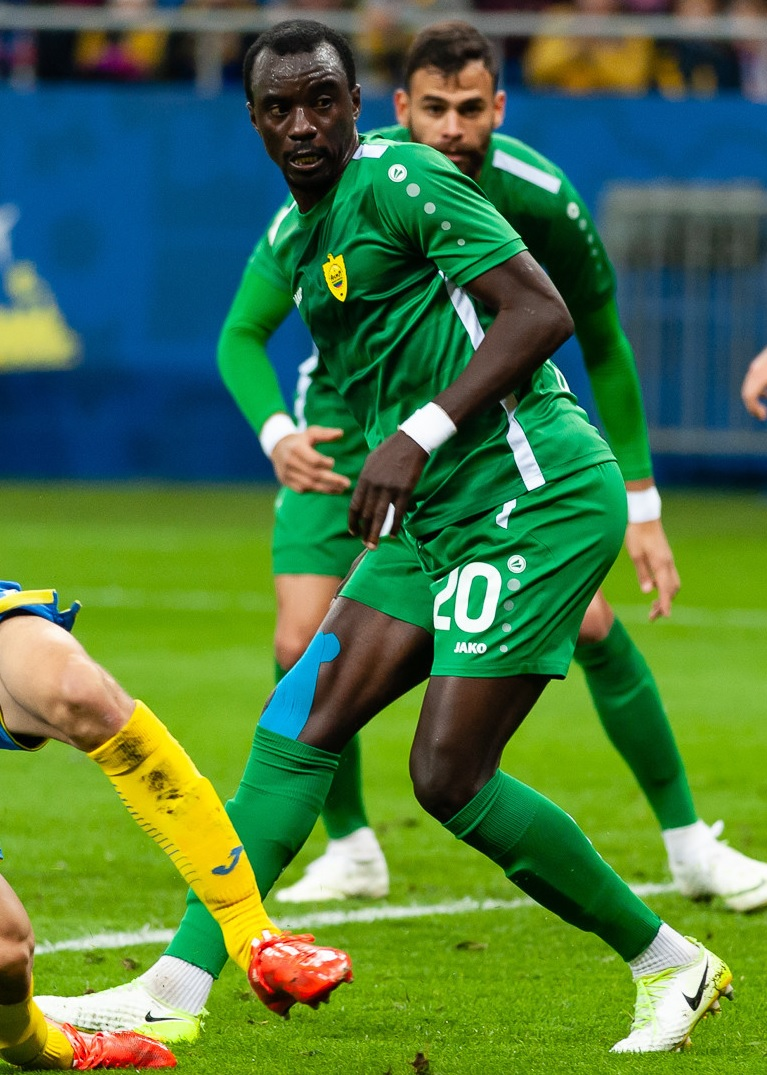
Мохаммед Рабиу в игре за «Анжи»

- Баба Адаму — Черноморец, Ростсельмаш, Локомотив М, Москва, Крылья Советов — 2001, 2002, 2004—2006
- Лоуренс Аджей — Спартак М — 2001
- Принс Амоако — Сатурн — 2001—2004
- Мубарак Вакасо — Рубин — 2013—2014
- Баффур Гьян — Динамо М, Сатурн — 2004—2008
- Хамину Драман — Локомотив М, Кубань — 2007—2011
- Мохаммед Кадири — Арсенал — 2018—2019, 2020
- Квинси — Спартак М — 2006, 2007, 2009
- Ларри Кингстон — Крылья Советов, Терек, Локомотив М — 2004—2006
- Эммануэль Осей Куффур — Анжи — 2002
- Джонатан Менса — Анжи — 2016
- Квадво Поку — Анжи — 2018
- Мохаммед Рабиу — Кубань, Анжи, Крылья Советов, Тамбов — 2013—2019, 2020
- Патрик Твумаси — Амкар — 2014
- Абдул Азиз Тетте — Динамо М — 2018—2019
- Абдул Уорис — Спартак М — 2013, 2014
- Джоэль Фамейе — Оренбург, Рубин, Балтика — 2019—2020, 2023—2024
- Эммануэль Фримпонг — Уфа, Арсенал — 2014—2016
- Илиасу Шилла — Сатурн — 2006—2008

## Гвинея

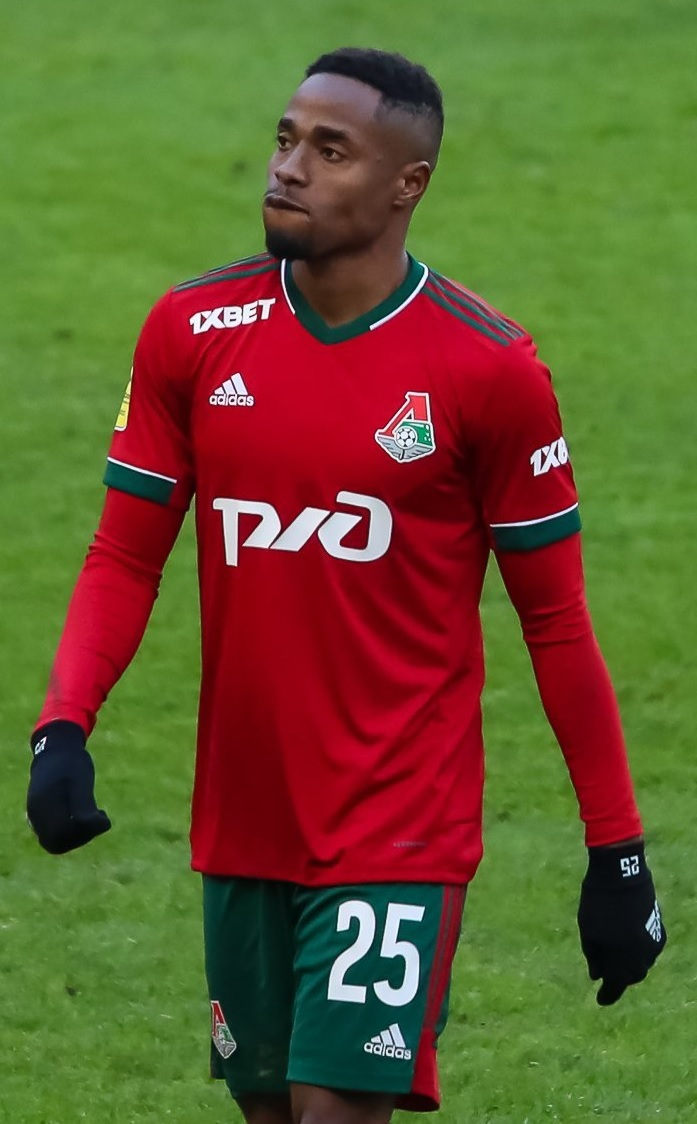
Франсуа Камано

- Франсуа Камано — Локомотив М — 2020—2023
- Секу Конде — Амкар — 2016—2018
- Ибраима Сиссе — Урал — 2022—2024
- Момо Янсане — Пари Нижний Новгород — 2022—2023

## Гвинея-Бисау
- Жаниу Бикел — Химки — 2023

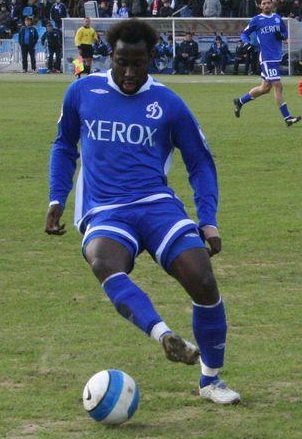
Сисеру

- Зе Турбо — Пари Нижний Новгород — 2023—2024
- Алмами Морейра — Динамо М — 2006
- Сисеру — Динамо М — 2005—2008

## Германия

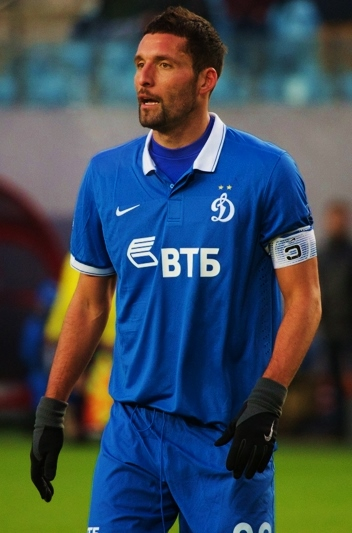
Кевин Кураньи — нападающий «Динамо» в 2010—2015 годах

- Роберт Бауэр — Арсенал — 2019—2021
- Кевин Кураньи — Динамо М — 2010—2015
- Марвин Пурье — Уфа — 2015—2016
- Сердар Таски — Спартак М — 2013—2015, 2016—2018
- Малик Фати — Спартак М — 2008—2010
- Максимилиан Филипп — Динамо М — 2019—2020
- Бенедикт Хёведес — Локомотив М — 2018—2020
- Андре Шюррле — Спартак М — 2019—2020
- Патрик Эберт — Спартак М — 2014—2015

## Греция

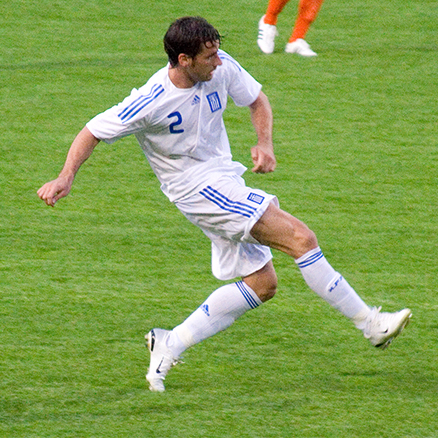
Юркас Сейтаридис — чемпион Европы 2004 в составе сборной Греции

- Николаос Карелис — Амкар — 2012/2013
- Юркас Сейтаридис — Динамо М — 2005, 2006

## Грузия

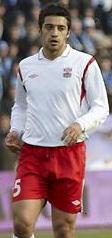
Александр Амисулашвили

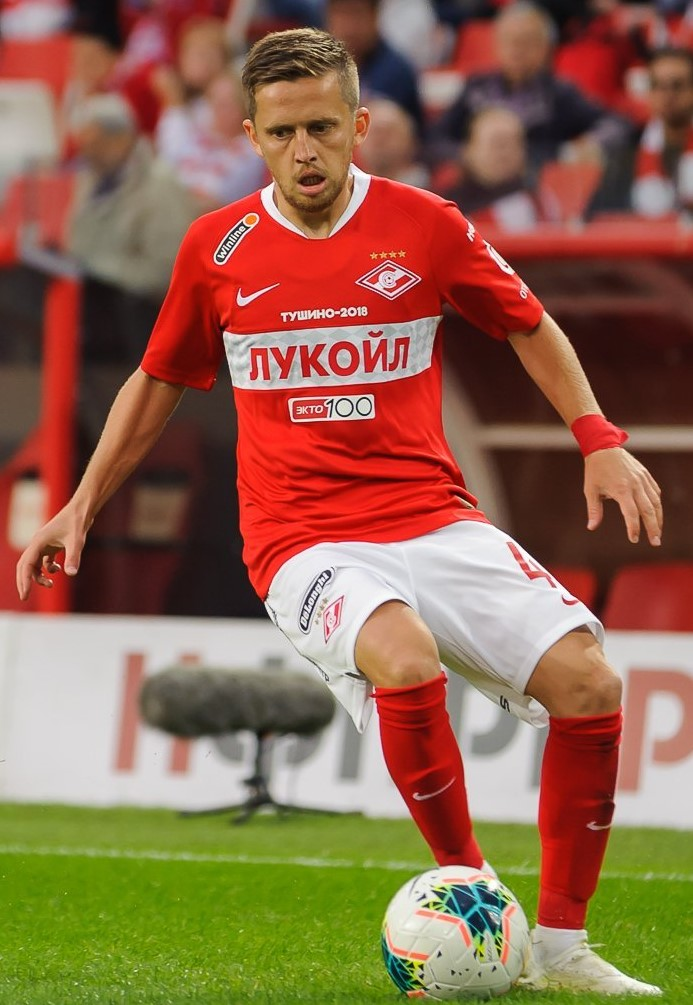
Джано Ананидзе

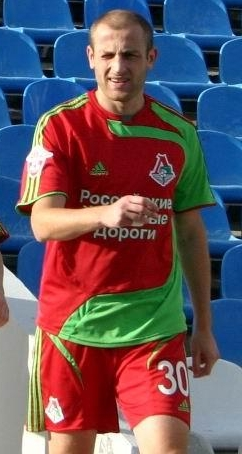
Малхаз Асатиани в игре за «Локомотив»

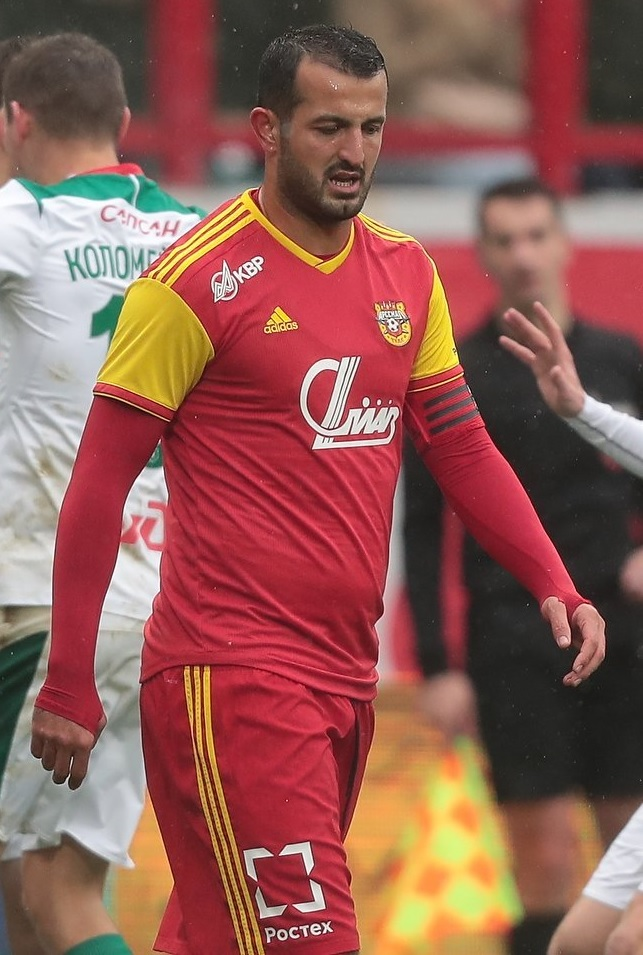
Гиа Григалава

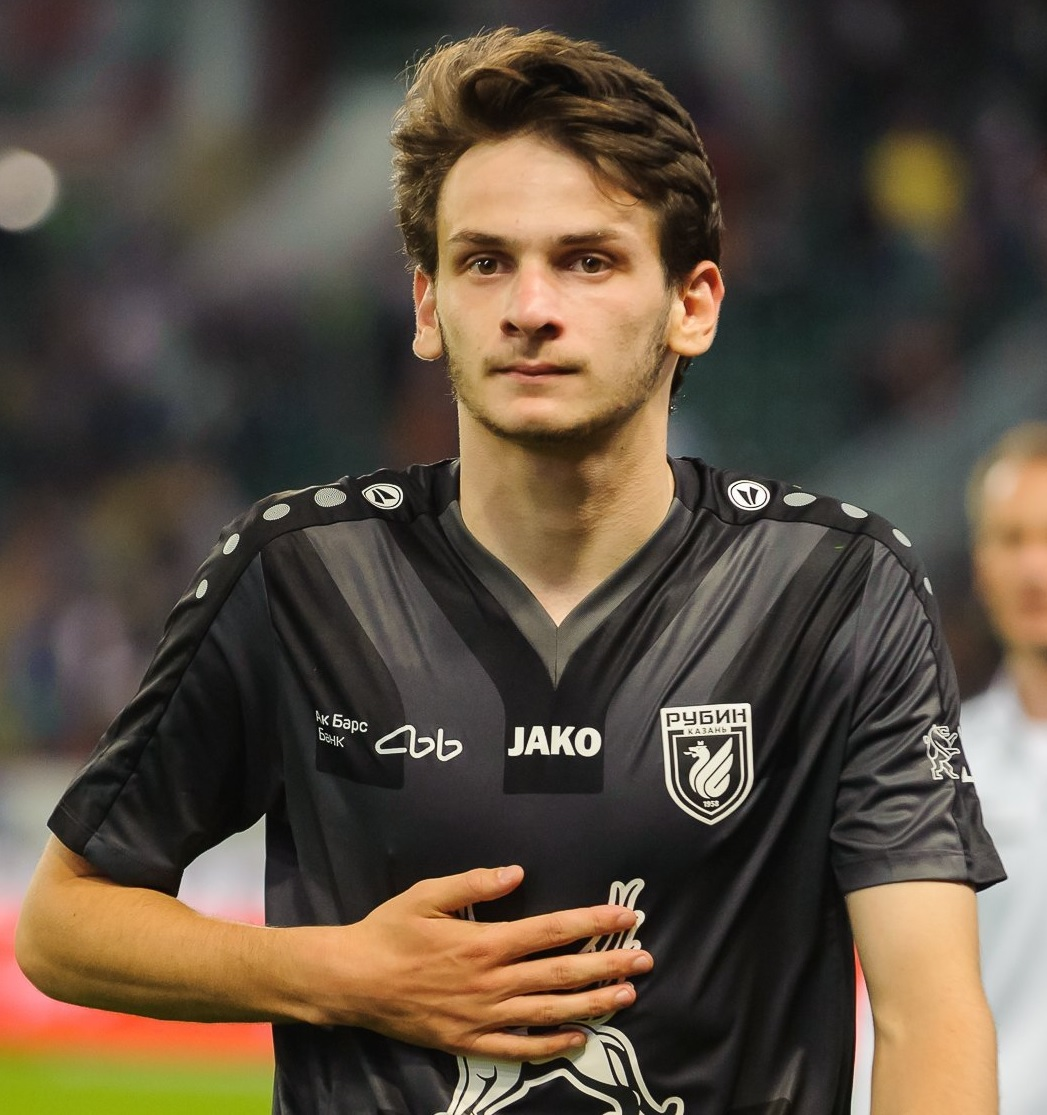
Хвича Кварацхелия

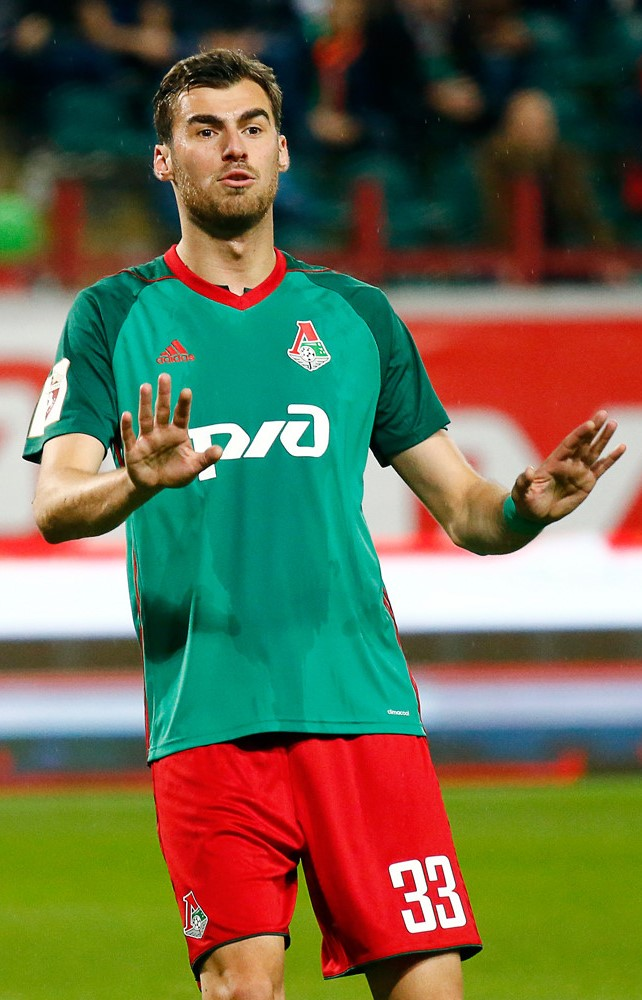
Соломон Кверквелия

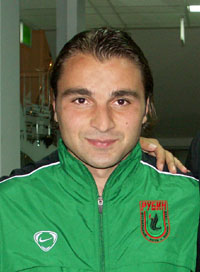
Георгий Кинкладзе

- Валери Абрамидзе — Спартак М, Уралан — 2002, 2003
- Рати Алексидзе — Ростов — 2004
- Бесик Амашукели — Лада — 1996
- Александр Амисулашвили — Шинник, Спартак-Нальчик, Краснодар, Крылья Советов — 2006—2014
- Джано Ананидзе — Спартак М, Ростов, Крылья Советов — 2009—2019
- Гиоргий Арабидзе — Ротор — 2021
- Зураби Арзиани — Рубин, Анжи, Волга — 2005, 2006, 2010, 2011
- Малхаз Асатиани — Локомотив М — 2003—2010
- Михаил Ашветия — Алания, Локомотив М, Ростов, Рубин — 1997, 2000, 2002—2006
- Реваз Барабадзе — Анжи — 2010
- Бесик Берадзе — Черноморец — 1996—1998
- Паата Беришвили — Динамо Ст — 1992
- Владимир Бурдули — Алания — 2005
- Матэ Вацадзе — Волга — 2011
- Юрий Габискирия — КАМАЗ-Чаллы — 1996
- Лука Гагнидзе — Урал, Динамо М, Крылья Советов — 2021—н. в.
- Георгий Гахокидзе — Алания — 1997, 1998
- Левани Гвазава — Алания, Спартак-Нальчик, Луч-Энергия, Терек — 2004—2012
- Давид Гварамадзе — Крылья Советов — 1999, 2000
- Александр Геладзе — Жемчужина — 1998, 1999
- Ираклий Геперидзе — Торпедо-Металлург, Сатурн, Спартак Нч — 2002—2006
- Зураб Гигашвили — Тамбов — 2020—2021
- Васил Гигиадзе — Уралан — 2003
- Георгий Гогиашвили — Жемчужина — 1996—1999
- Александр Гогоберишвили — Анжи — 2000
- Гоча Гогричиани — Жемчужина, Локомотив НН — 1993, 1996—1999
- Гогита Гогуа — Спартак-Нальчик, Сатурн, Терек, Волга — 2006—2011
- Гиа Григалава — Ростов, Москва, Волга, Крылья Советов, Анжи, Арсенал, Химки — 2006, 2009—2014, 2017—2022
- Шота Григалашвили — Алания — 2012
- Иосиф Гришикашвили — Алания — 1995, 1996, 1999
- Гоча Гуджабидзе — Ростсельмаш — 1995
- Георгий Гудушаури — Торпедо — 1998
- Зурико Давиташвили — Рубин, Ротор, Арсенал — 2019—2022
- Георгий Давитнидзе — Уралан — 2000
- Виталий Дараселия — Алания — 2004, 2005
- Акакий Девадзе — Ростсельмаш — 1995, 1996
- Георгий Деметрадзе — Алания, Локомотив М — 1998, 1999, 2002, 2005
- Гоча Джамараули — Алания — 1996
- Давид Джанашия — Жемчужина, Черноморец — 1996, 1997
- Заза Джанашия — Локомотив М — 1996—2001
- Гизо Джеладзе — Жемчужина, Рубин — 1999, 2003
- Михаил Джишкариани — КАМАЗ-Чаллы — 1995—1997
- Георгий Дзнеладзе — Крылья Советов — 1992, 1993
- Георгий Илуридзе — Анжи — 2010, 2011
- Григол Имедадзе — Алания — 2002
- Гела Иналишвили — Крылья Советов — 1997
- Зураб Ионанидзе — Жемчужина, Локомотив НН, Сокол — 1996, 1997, 2001
- Михаил Кавелашвили — Алания — 1995, 2004
- Джаба Канкава — Алания — 2005
- Хвича Кварацхелия — Локомотив М, Рубин — 2019—2022
- Ираклий Квеквескири — Факел — 2022—н. в.
- Дато Квирквелия — Алания, Рубин, Анжи — 2005, 2008—2010
- Соломон Кверквелия — Зенит, Рубин, Локомотив М, Ротор — 2010—2021
- Георгий Кинкладзе — Рубин — 2005, 2006
- Мамука Кобахидзе — Алания, Рубин, Мордовия — 2013, 2014—2016
- Леван Кобиашвили — Алания — 1997
- Дмитрий Кудинов — Жемчужина — 1997
- Георгий Ладария — Черноморец — 1996
- Джаба Липартия — Анжи — 2017
- Нугзар Лобжанидзе — ЦСКА — 1997
- Элгуджа Лобжанидзе — Оренбург — 2017
- Георгий Ломая — Спартак М, Луч-Энергия — 2003, 2004, 2006
- Георгий Лория — Крылья Советов, Анжи — 2015—2018
- Аркадий Малисов — Локомотив НН — 1993
- Отар Марцваладзе — Волга, Краснодар — 2011—2012
- Зураб Ментешашвили — Спартак-Алания, Шинник — 2003, 2006
- Кахабер Мжаванадзе — Спартак М, Анжи — 2001, 2002
- Георгий Микадзе — Черноморец, Сатурн, Химки — 2001—2004, 2007
- Бека Микелтадзе — Рубин, Ротор — 2019, 2020
- Мамука Минашвили — Крылья Советов — 1994—1998
- Лаша Монаселидзе — Торпедо, Крылья Советов — 1998, 1999
- Давид Муджири — Крылья Советов, Локомотив М — 2006—2009
- Георгий Наваловский — СКА-Хабаровск — 2017—2018
- Торнике Окриашвили — Краснодар — 2016—2018
- Зураб Попхадзе — Крылья Советов, Локомотив НН, Алания — 1997—2001
- Михаил Поцхверия — Алания — 2000
- Георгий Ревазишвили — Крылья Советов — 1998
- Заза Ревишвили — Алания — 1995, 1996
- Нукри Ревишвили — Рубин, Анжи, Краснодар, Мордовия — 2006—2013, 2015—2016
- Александр Рехвиашвили — Торпедо-Металлург — 2003
- Эдик Саджая — Торпедо — 2001, 2002
- Саба Сазонов — Зенит, Динамо М — 2020—2023
- Лаша Салуквадзе — Рубин, Волга — 2005—2011
- Василий Сепашвили — Лада — 1996
- Леван Силагадзе — Алания, Рубин — 2000, 2003
- Давид Сирадзе — Спартак-Нальчик — 2008—2012
- Бадри Спандерашвили — Динамо М, Динамо Ст, Ростсельмаш, Черноморец — 1992, 1993, 1995—2001
- Джемал Табидзе — Урал, Уфа Динамо Мх — 2017—2022, 2024—н. в.
- Саид Тарба — Жемчужина — 1995
- Севастьян Тодуа — Уралан — 2002
- Отар Хизанейшвили — Спартак М, Ростсельмаш, Динамо М, Анжи — 2000, 2001, 2004, 2010
- Давид Хмелидзе — Жемчужина, Ростов — 1997—2003
- Гоча Ходжава — Ростов, Анжи, Волга — 2005, 2010, 2011
- Акакий Хубутия — Мордовия — 2013
- Мамука Церетели — Алания — 1998—2000
- Зураб Циклаури — Крылья Советов, Уралан, Алания — 1993, 1995—2000, 2002—2004
- Зураб Цискаридзе — Амкар — 2011—2012
- Кахабер Цхададзе — Спартак М, Динамо М, Алания — 1992, 1997
- Давид Чаладзе — Алания, Рубин — 1998, 2003
- Георгий Чантурия — Алания, Урал — 2013, 2016—2018
- Виссарион Чедия — КАМАЗ-Чаллы — 1996
- Андрей Чекунов — Жемчужина — 1993—1995
- Георгий Челидзе — Локомотив М — 2005, 2006
- Давид Чичвейшвили — Алания — 1999
- Анри Чичинадзе — Оренбург — 2025—н. в.
- Гия Чхаидзе — Алания — 1999
- Георгий Шашиашвили — Алания — 2005
- Муртази Шелия — Алания — 1995—1997

## Дания

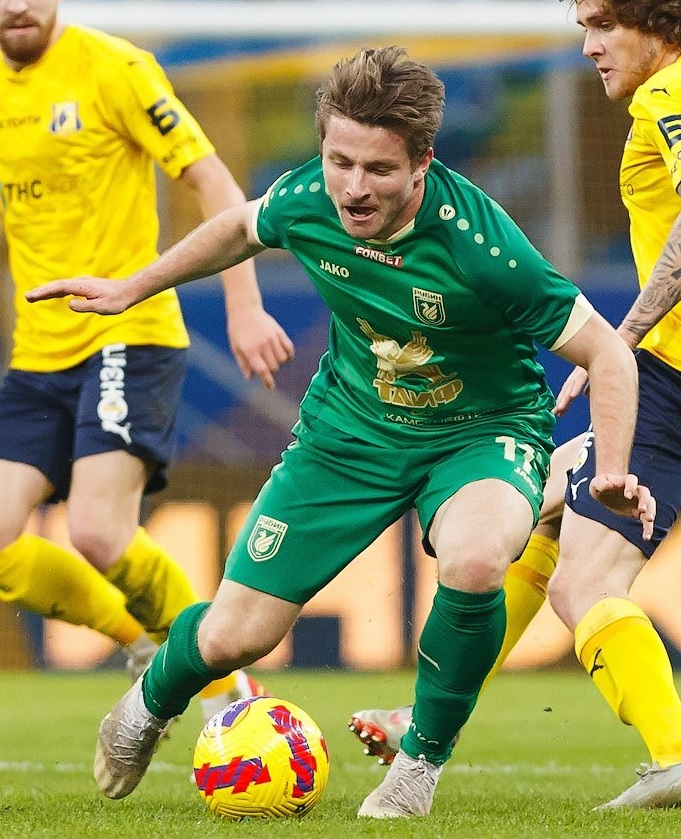
Андерс Дрейер отметился хет-триком в дебютной встрече чемпионата России

- Оливер Абильгор — Рубин — 2020—2022
- Андерс Дрейер — Рубин — 2021—2022
- Микаэль Лумб — Зенит — 2010, 2012
- Юнес Намли — Краснодар — 2019

## Египет
- Эяд Эль-Аскалани — Ростов — 2024—н. в.

## Замбия
- Ламек Банда — Арсенал — 2019—2020
- Гифт Кампамба — Ростов — 2002—2005
- Эванс Кангва — Арсенал — 2017—2022
- Кингс Кангва — Арсенал — 2019—2022
- Чисамба Лунгу — Урал — 2013—2017
- Часве Нсофва — Крылья Советов — 2003
- Стофира Сунзу — Арсенал — 2017—2018

## Зимбабве

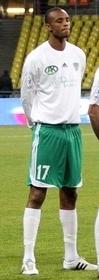
Мусавенкоси Мгуни

- Ньютон Катанья — Спартак Нч — 2006
- Мусавенкоси Мгуни — Терек — 2011—2012

## Израиль
- Дани Бондарь — Волга — 2011, 2012

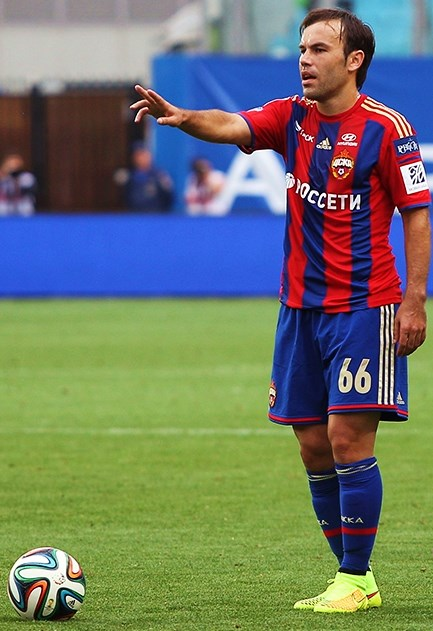
Бибрас Натхо в игре за ЦСКА

- Дан Глейзер — Пари Нижний Новгород — 2024
- Эди Готлиб — Оренбург — 2019—2020
- Эли Даса — Динамо М — 2022—2025
- Бибрас Натхо — Рубин, ЦСКА — 2010—2013, 2014—2018
- Тото Тамуз — Урал — 2013
- Зеэв Хаймович — Терек — 2009—2012

## Иордания
- Бадран Аш-Шагран — КАМАЗ-Чаллы — 1995—1997
- Аднан Аш-Шебат — КАМАЗ-Чаллы — 1995, 1996

## Ирак

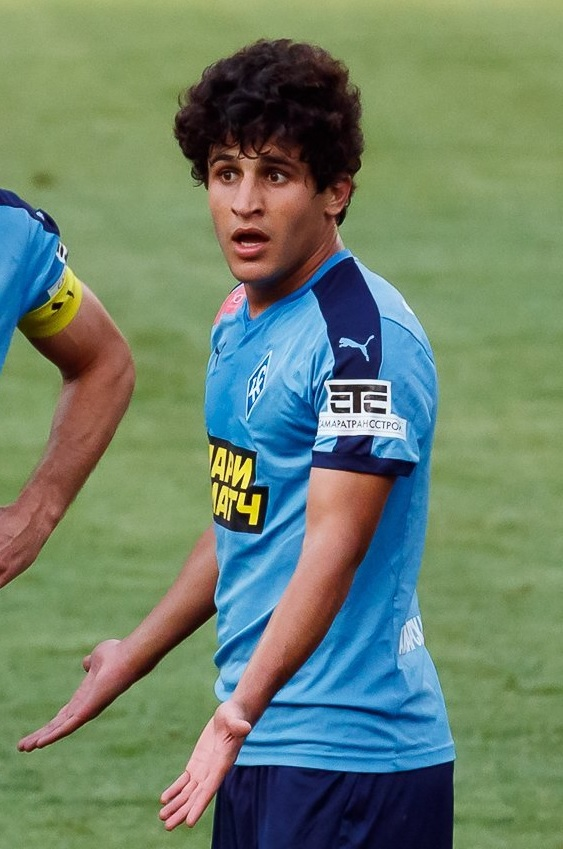
Сафаа Хади

- Сафаа Хади — Крылья Советов — 2020

## Иран

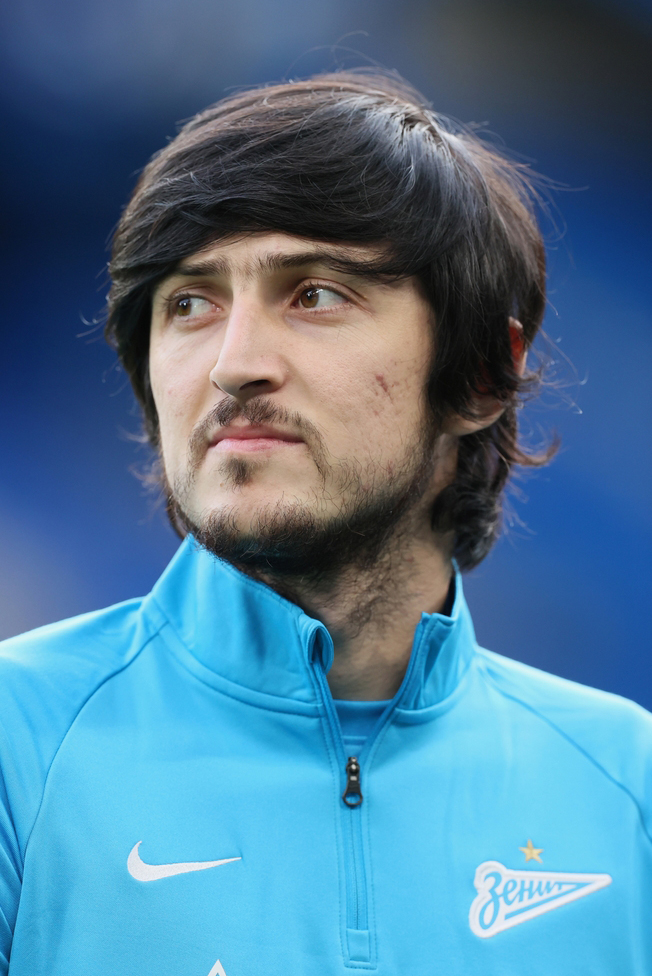
Сердар Азмун — лучший бомбардир чемпионата России 2019/20

- Сердар Азмун — Рубин, Ростов, Зенит — 2013—2021
- Мехди Заре — Ахмат — 2025—н. в.
- Мохаммад Горбани — Оренбург — 2024
- Милад Мохаммади — Ахмат — 2016—2019
- Мохаммад Мохеби — Ростов — 2023—н. в.
- Амирхоссейн Риванди — ЦСКА — 2024—н. в.
- Саид Сахархизан — Оренбург — 2024—2025
- Касра Тахери — Рубин — 2024—н. в.
- Мохаммаджавад Хоссейннеджад — Динамо Мх — 2024—н. в.
- Реза Шекари — Рубин — 2017—2019
- Саид Эззатоллахи — Ростов, Анжи, Амкар — 2016—2018

## Ирландия

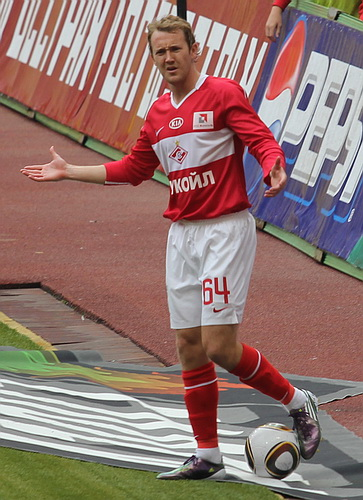
Эйден Макгиди — единственный в истории ирландец, выступавший в чемпионате России

- Эйден Макгиди — Спартак М — 2010—2013

## Исландия
- Сверрир Ингасон — Ростов — 2017—2018
- Видар Кьяртанссон — Ростов, Рубин — 2018—2019
- Хёрдур Магнуссон — ЦСКА — 2018—2022
- Сёльви Оттесен — Урал — 2013—2014
- Арнор Смарасон — Торпедо — 2015
- Бьорн Сигурдарсон — Ростов — 2018—2019
- Арнор Сигурдссон — ЦСКА — 2018—2021
- Рагнар Сигурдссон — Краснодар, Рубин, Ростов — 2014—2016, 2017—2019
- Ханнес Сигурдссон — Спартак-Нальчик — 2011
- Йон Фьолусон — Краснодар — 2018—2020

## Испания

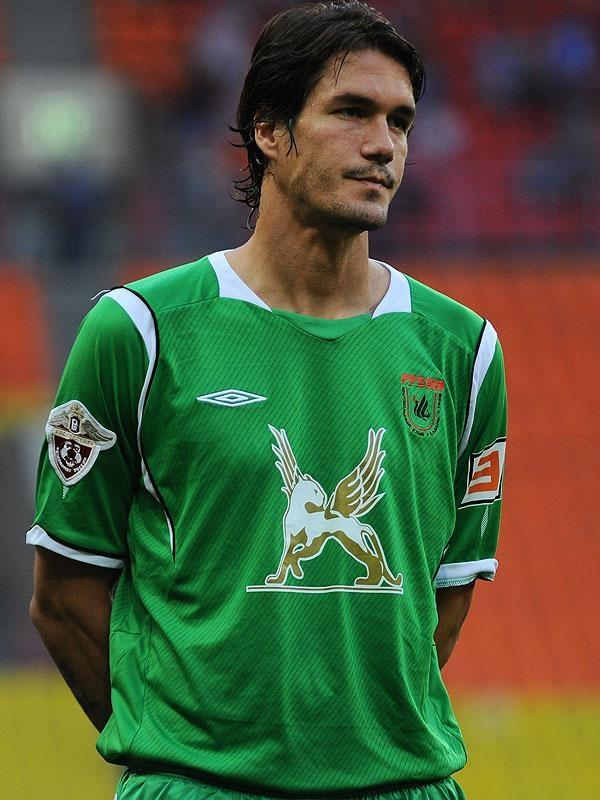
Сесар Навас

- Виктор Альварес — Арсенал — 2017—2020
- Хонатан Валье — Рубин — 2012
- Самуэль Гарсия — Рубин — 2016
- Хави Гарсия — Зенит — 2014—2017
- Анхель Деальберт — Кубань — 2012—2014
- Катанья — Крылья Советов — 2004
- Алекс Корредера — Химки — 2024—2025
- Марк Кросас — Волга — 2011
- Иван Маркано — Рубин — 2012—2013, 2014
- Сесар Навас — Рубин, Ростов — 2009—2018
- Пабло Орбаис — Рубин — 2012—2013
- Родри — Спартак М — 2011—2012
- Рубен Рочина — Рубин — 2016—2017
- Серхио Санчес — Рубин — 2016—2017
- Альберто Сапатер — Локомотив М — 2011—2014
- Антонио Сольдевилья — Амкар — 2007
- Даниэль Фернандес — Химки — 2024—2025
- Чико Флорес — Рубин — 2018
- Хорди — Рубин — 2010
- Хосе Мануэль Хурадо — Спартак М — 2012—2015

## Италия

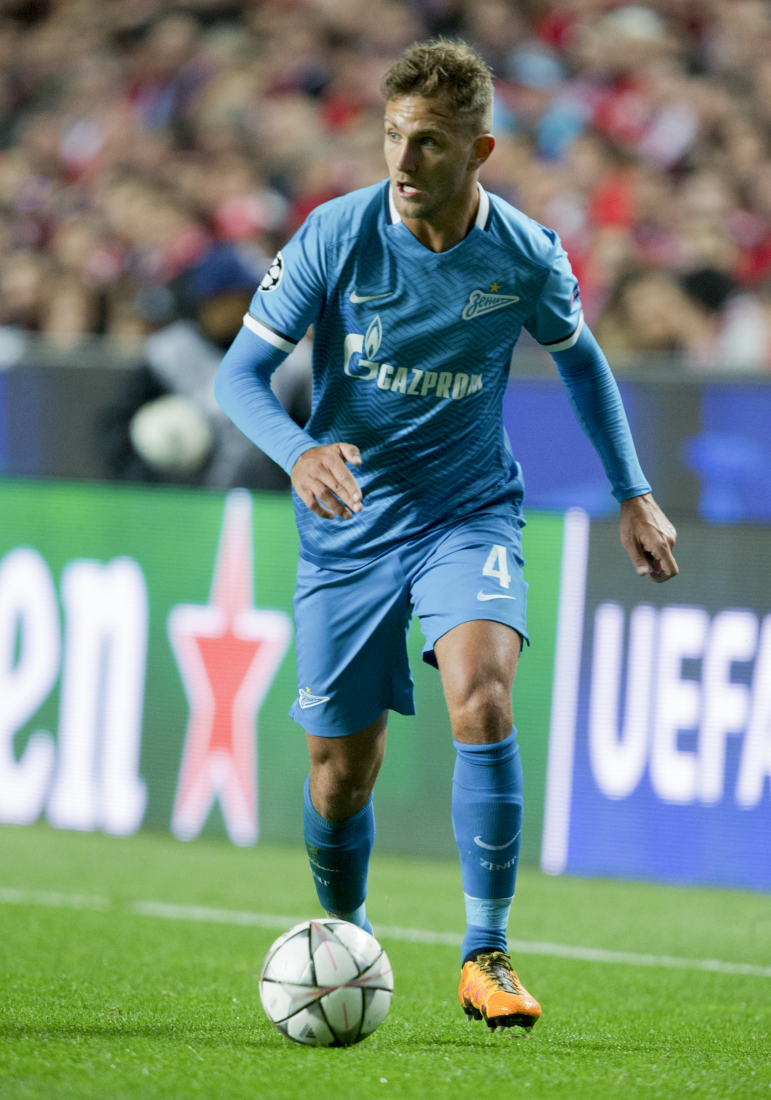
Доменико Кришито — защитник «Зенита» в 2011—2018 годах

- Сальваторе Боккетти — Рубин, Спартак М — 2010—2014, 2015—2019
- Алессандро Даль Канто — Уралан — 2003
- Доменико Кришито — Зенит — 2011—2018
- Клаудио Маркизио — Зенит — 2018—2019
- Кристиан Паскуато — Крылья Советов — 2016—2017
- Дарио Пассони — Уралан — 2003
- Иван Пелиццоли — Локомотив М — 2007—2009
- Алессандро Розина — Зенит — 2009—2012
- Франческо Руополо — Локомотив М — 2005

## Кабо-Верде

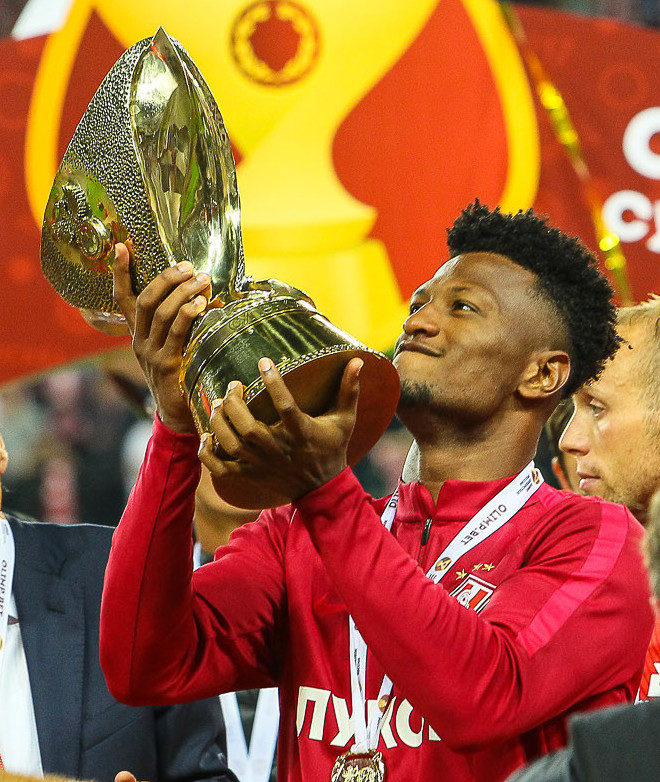
Зе Луиш

- Кевин Ленини — Краснодар — 2022—н. в.
- Зе Луиш — Спартак М, Локомотив М — 2015—2019, 2020—2021
- Нуну Роша — Тосно — 2017—2018
- Жилсон Тавариш — Акрон — 2024—н. в.

## Казахстан

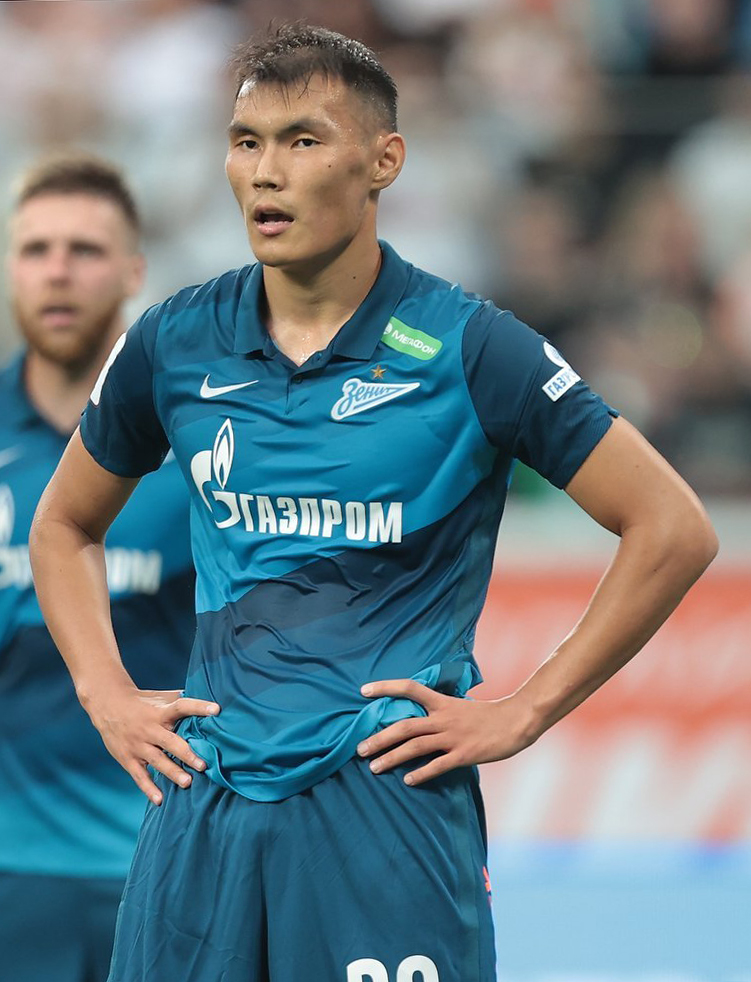
Нуралы Алип

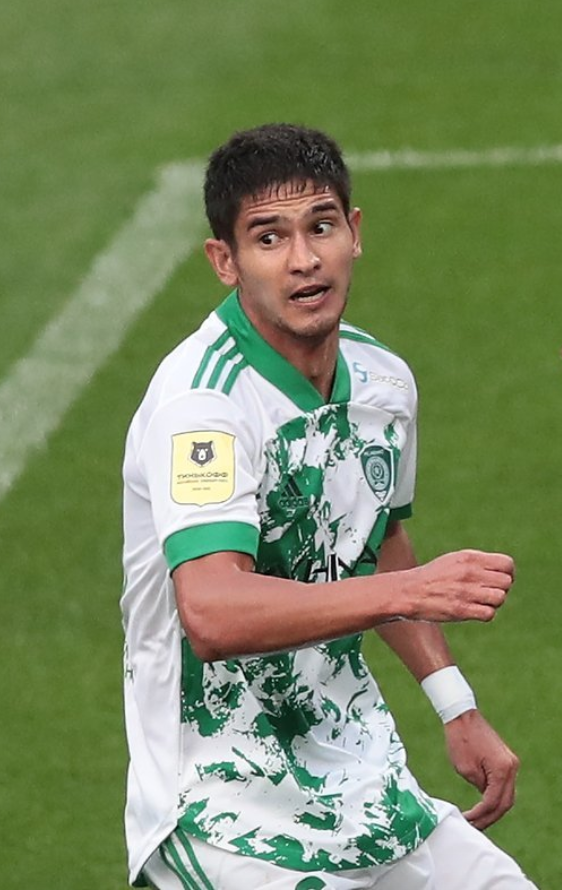
Марат Быстров

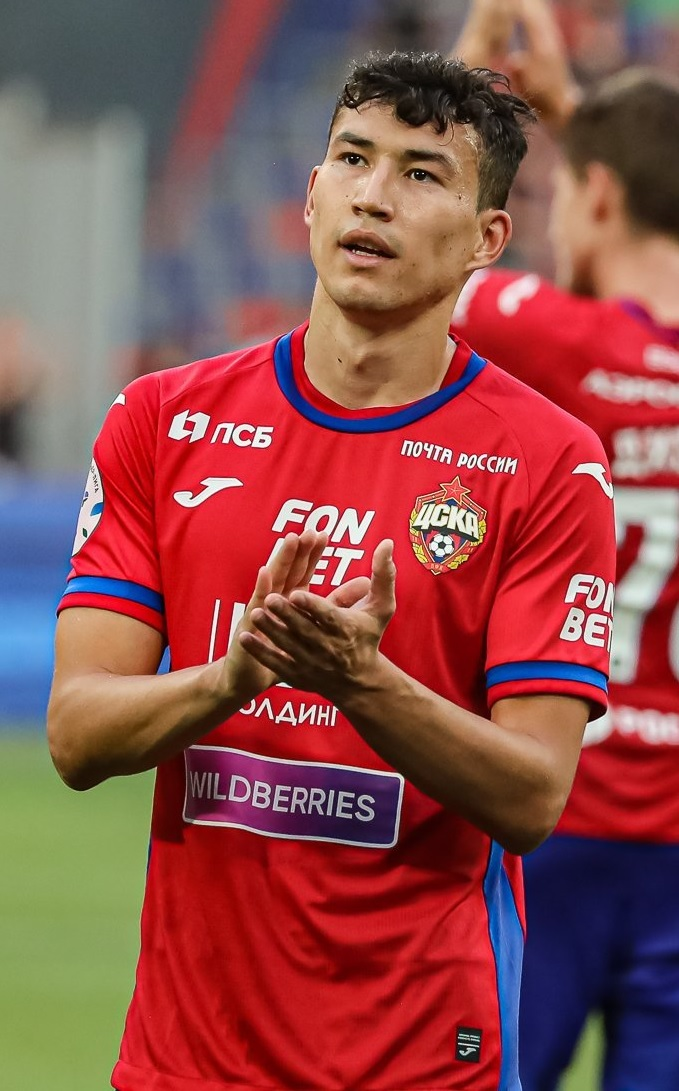
Бахтиёр Зайнутдинов

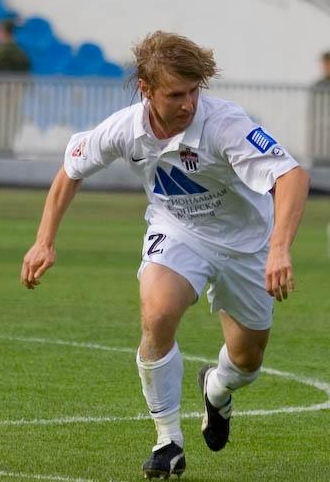
Дмитрий Ляпкин

- Виталий Абрамов — Энергия-Текстильщик, Ротор — 1995—1999
- Игорь Авдеев — Ротор, Алания — 1995, 1997
- Юрий Аксёнов — Ротор, Уралан — 1992, 1994, 1998, 1999, 2002
- Нуралы Алип — Зенит — 2022—н. в.
- Руслан Балтиев — Сокол, Динамо М, Москва, Шинник — 2001—2006
- Акмаль Бахтияров — Сочи — 2019—2020
- Александр Богатырёв — Текстильщик — 1992
- Марат Быстров — Ахмат — 2020—2023
- Сергей Волгин — Текстильщик — 1993—1995
- Казбек Гетериев — Спартак-Нальчик, Алания — 2007—2010, 2012
- Александр Гончаренко — Луч — 1993
- Игорь Гроховский — Динамо М, Локомотив НН — 1994
- Ренат Дубинский — Шинник — 2002—2005
- Сергей Егоров — Уралан — 1999
- Вадим Егошкин — Черноморец — 1996
- Георгий Жуков — Урал — 2016
- Сергей Жуненко — Ротор — 1992, 1994—1997
- Бахтиёр Зайнутдинов — Ростов, ЦСКА, Динамо М — 2019—2023, 2025—н. в.
- Юрий Иванов — Лада — 1994
- Асхат Кадыркулов — ЦСКА — 2000, 2001
- Олег Капустников — КАМАЗ-Чаллы — 1995
- Андрей Карпович — Ростов, Динамо М — 2002, 2003, 2007, 2008
- Олег Корниенко — Алания — 1994—1999
- Исламбек Куат — Оренбург, Химки — 2020
- Андрей Курдюмов — Зенит, Черноморец — 1997—1999
- Константин Ледовских — Уралмаш, Жемчужина — 1993, 1994, 1999
- Давид Лория — Спартак-Нальчик — 2009
- Дмитрий Ляпкин — ЦСКА, Энергия-Текстильщик, Сатурн-REN TV, Химки — 1994—1996, 1999—2002, 2007
- Андрей Мирошниченко — Ротор, Лада — 1993, 1996
- Алексей Мулдаров — Мордовия — 2012
- Олег Мусин — Сокол — 2001, 2002
- Владимир Нидергаус — Ротор — 1992—1997, 1999
- Максим Низовцев — Балтика, ЦСКА, Сокол, Черноморец — 1996—1999, 2001, 2003
- Константин Павлюченко — Лада, Текстильщик — 1994—1996
- Алексей Попов — Амкар, Рубин — 2004—2013
- Михаил Рожков — Ростов — 2009
- Максим Самородов — Ахмат — 2024—н. в.
- Еркебулан Сейдахмет — Уфа — 2018
- Андрей Сидельников — Спартак М, Спартак-Нальчик — 1997—2000, 2007
- Лев Скворцов — Химки — 2023
- Александр Скляров — Балтика — 1996, 1997
- Самат Смаков — Ростсельмаш — 2000, 2001
- Евгений Тарасов — Зенит, Сокол — 2000—2002
- Сергей Тимофеев — Динамо М, Алания — 1992—1997
- Арсен Тлехугов — Локомотив НН — 2000
- Роман Узденов — Динамо М, Спартак-Нальчик — 2003, 2007
- Рафаэль Уразбахтин — Ростсельмаш — 2001
- Александр Фамильцев — Торпедо, Томь — 2001, 2005
- Олег Чухлеба — Лада, Локомотив НН — 1994, 1996
- Максим Шевченко — КАМАЗ-Чаллы, Черноморец — 1997, 1999—2001
- Андрей Шкурин — Динамо М, Черноморец — 1992, 1995—1999
- Дмитрий Шомко — Ротор — 2021
- Алексей Щёткин — Ротор — 2021
- Валерий Яблочкин — Локомотив М — 1997

## Камерун

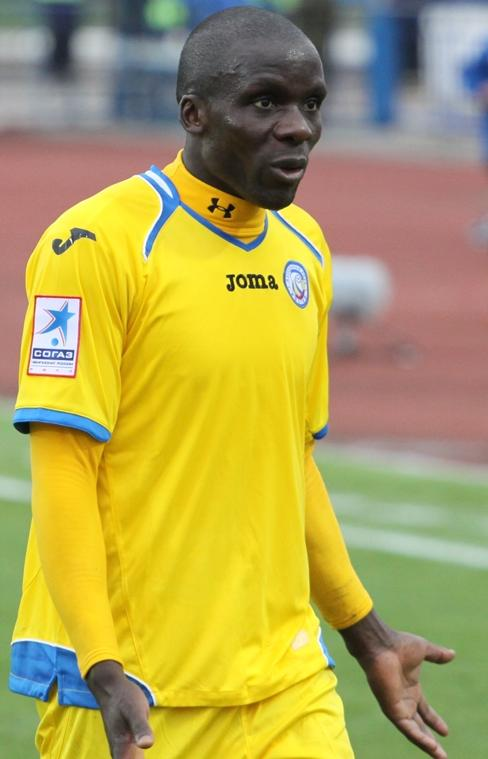
Бенуа Ангбва

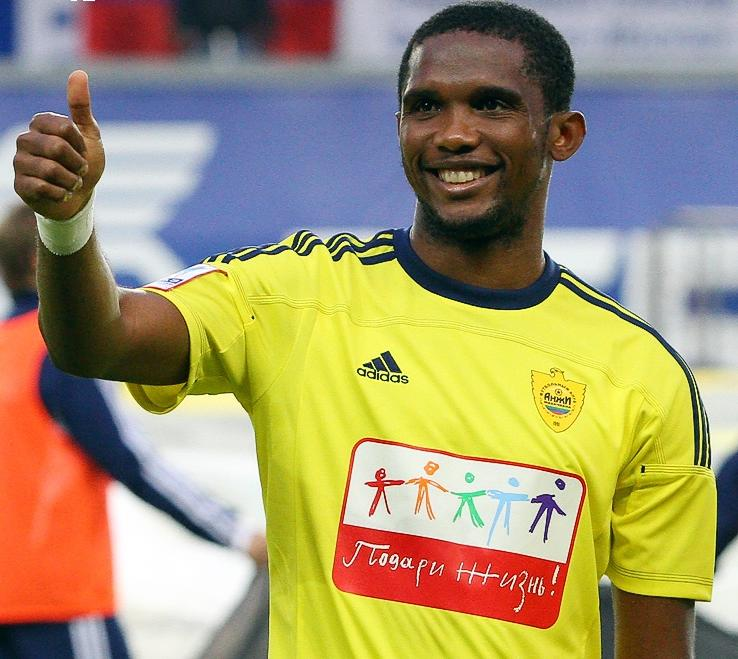
Самюэль Это’о — двукратный победитель Лиги чемпионов УЕФА

- Бенуа Ангбва — Крылья Советов, Сатурн, Анжи, Ростов — 2006—2014
- Симон Атангана — Терек — 2005
- Самюэль Дидье Бианг — Кубань — 2004
- Андре Бикей — Шинник, Локомотив М — 2005, 2006
- Мишель Билонг — Анжи — 2001
- Серж Бранко — Шинник, Крылья Советов — 2005—2007
- Жан Були — Терек — 2008, 2009
- Петрус Бумаль — Урал, Нижний Новгород — 2017—2020, 2021
- Люк Зоа — Спартак М — 2004, 2005
- Брюно Коанье Токам — Черноморец — 1998, 1999
- Дидье Ламкель Зе — Химки — 2022
- Муми Нгамалё — Динамо М — 2022—н. в.
- Ив Нганге — Анжи — 2001
- Бертран Нгапуну — Ростов — 2003, 2004
- Клинтон Н’Жи — Динамо М — 2019—2022
- Амбруаз Ойонго — Краснодар — 2021
- Гаэль Ондуа — ЦСКА, Анжи — 2014—2015, 2018—2019
- Алекс Сонг — Рубин — 2016—2017
- Адольф Тейку — Краснодар, Терек — 2013, 2015
- Жерри-Кристиан Тчуйсе — Черноморец, Спартак М, Москва, Терек — 1998—2007
- Альфонс Чами — Черноморец — 2001
- Ханс Экунга — Черноморец — 1998, 1999
- Давид Эмбе — Черноморец — 2001
- Ги Эссаме — Терек — 2008—2012
- Самюэль Это’о — Анжи — 2011—2013

## Канада

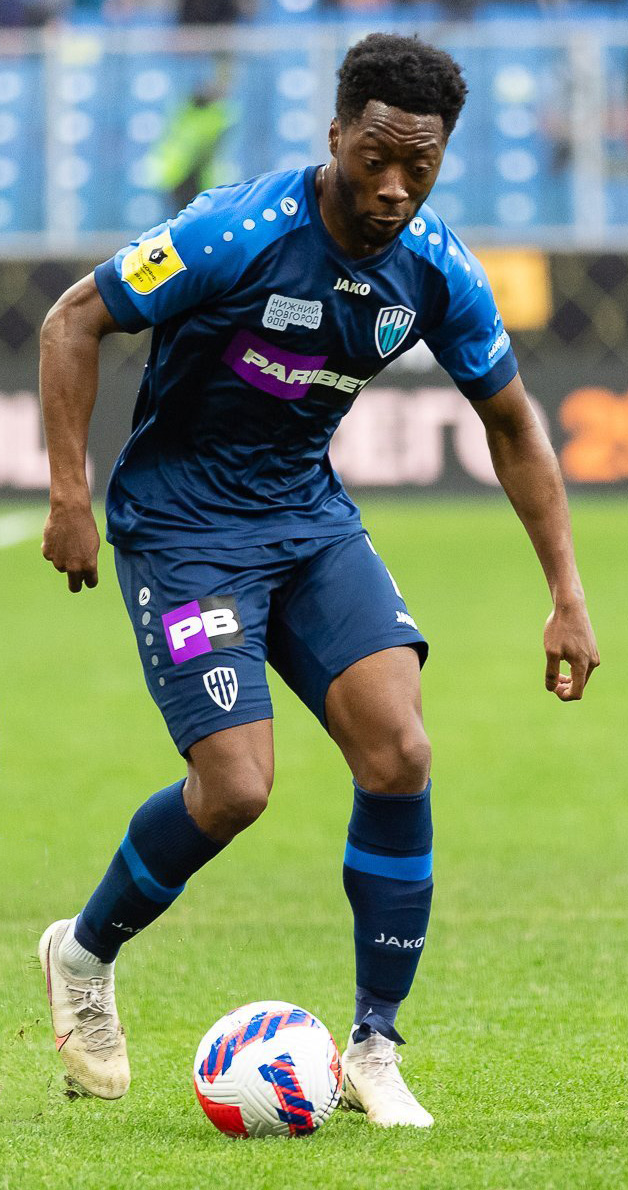
Ричлорд Эннин — автор первого канадского гола в чемпионате России

- Джозеф Ди Кьяра — Крылья Советов — 2011—2012
- Ричлорд Эннин — Нижний Новгород — 2021—2022
- Анте Яжич — Кубань — 2004

## Колумбия

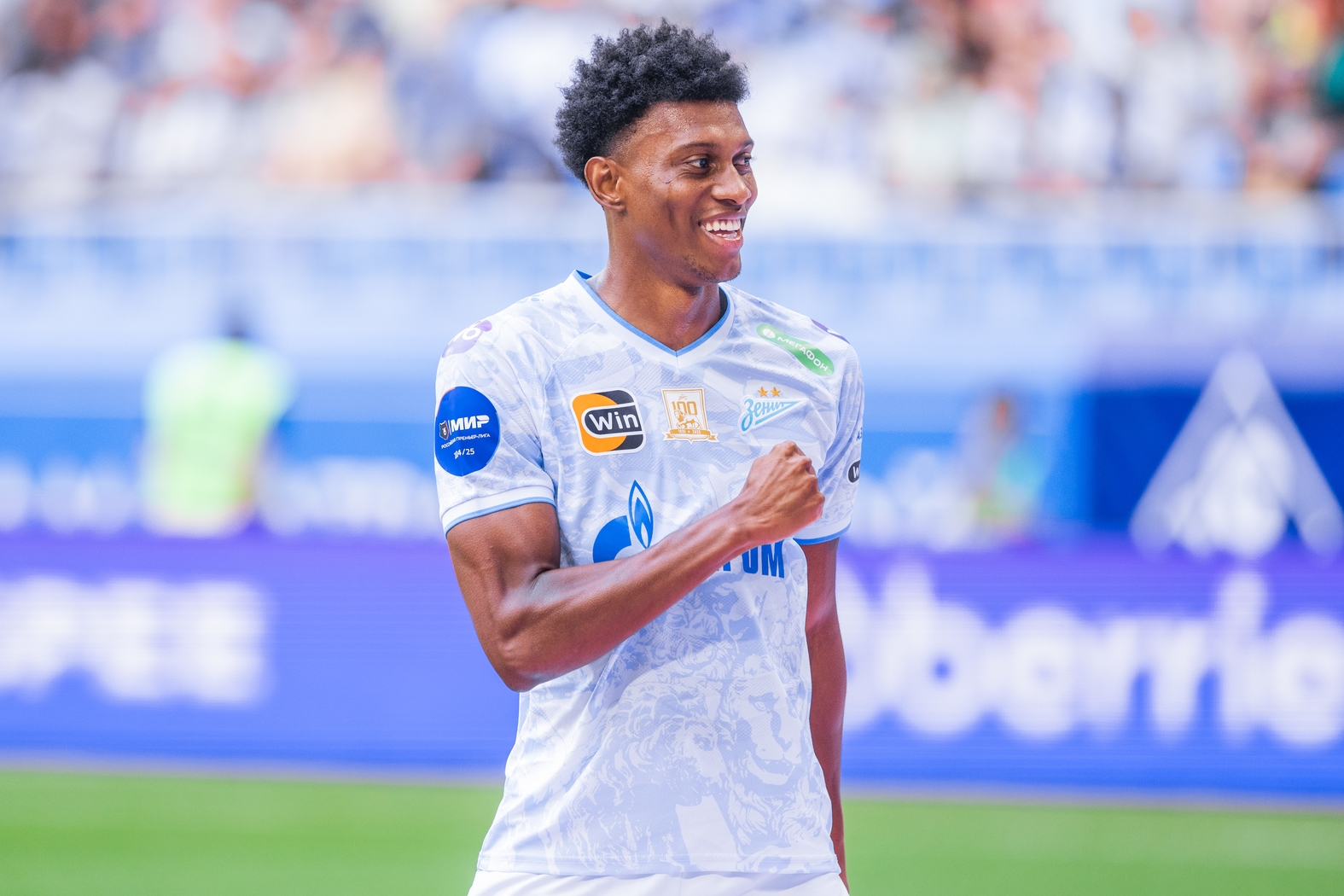
Матео Кассьерра — лучший бомбардир чемпионата России 2023/2024

- Кевин Андраде — Балтика — 2024, 2025—н. в.
- Вильмар Барриос — Зенит — 2019—н. в.
- Даниэль Буитраго — Спартак-Нальчик — 2012
- Джерсон Вергара — Арсенал — 2016—2017
- Роджер Каньяс — Сибирь — 2010
- Хорхе Карраскаль — ЦСКА, Динамо М — 2022—2025
- Матео Кассьерра — Сочи, Зенит — 2021—н. в.
- Кевин Кастаньо — Краснодар — 2024—2025
- Хуан Кастильо — Пари Нижний Новгород — 2025—н. в.
- Дарвин Кинтеро — Крылья Советов — 2007
- Джон Кордоба — Краснодар — 2021—н. в.
- Рикардо Лаборде — Краснодар — 2013—2018
- Роберт Мехия — Химки — 2024—2025
- Дилан Ортис — Уфа — 2022
- Хуан Карлос Эскобар — Крылья Советов — 2007—2011

## Конго (Демократическая Республика Конго)

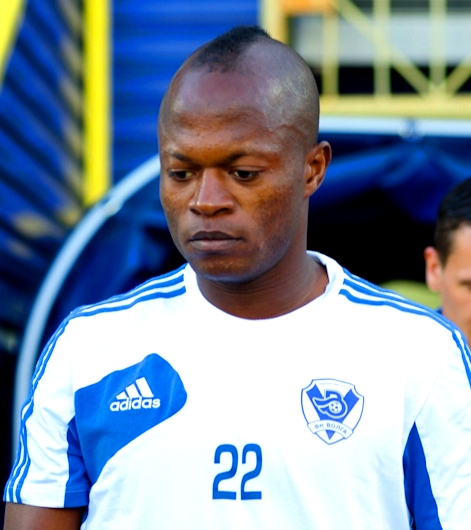
Мулумба Келвин Мукенди

- Джереми Бокила — Терек — 2013—2015
- Тео Бонгонда — Спартак М — 2023—н. в.
- Нгасания Илонго — Спартак Нч, Локомотив М — 2006
- Жанелли Имбюла — Сочи — 2020
- Мулумба Келвин Мукенди — Волга — 2013—2014
- Жоэль Чибамба — Крылья Советов — 2012
- Патрик Этчини — Спартак-Нальчик — 2010

## Конго (Республика Конго)

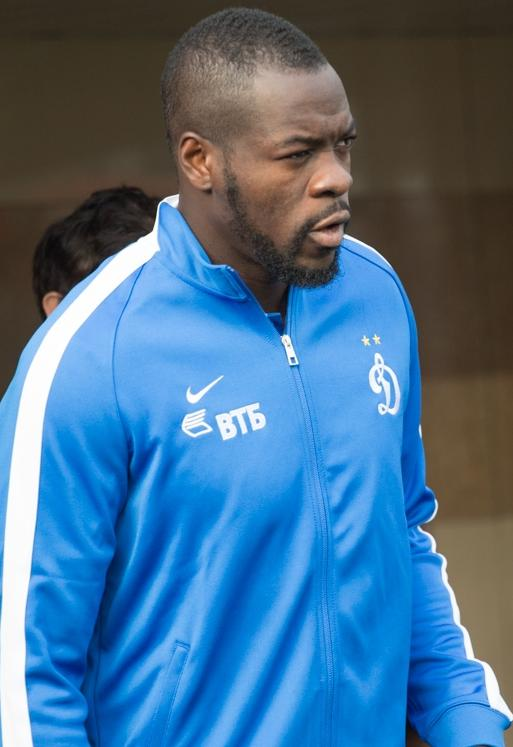
Кристофер Самба

- Дельвин Н’Динга — Локомотив М — 2015—2017
- Морис Педро — Анжи — 2001
- Кристофер Самба — Анжи, Динамо М — 2012, 2013—2016
- Мавис Чибота — Акрон — 2024
- Эммерсон — Урал — 2022—2024

## Косово

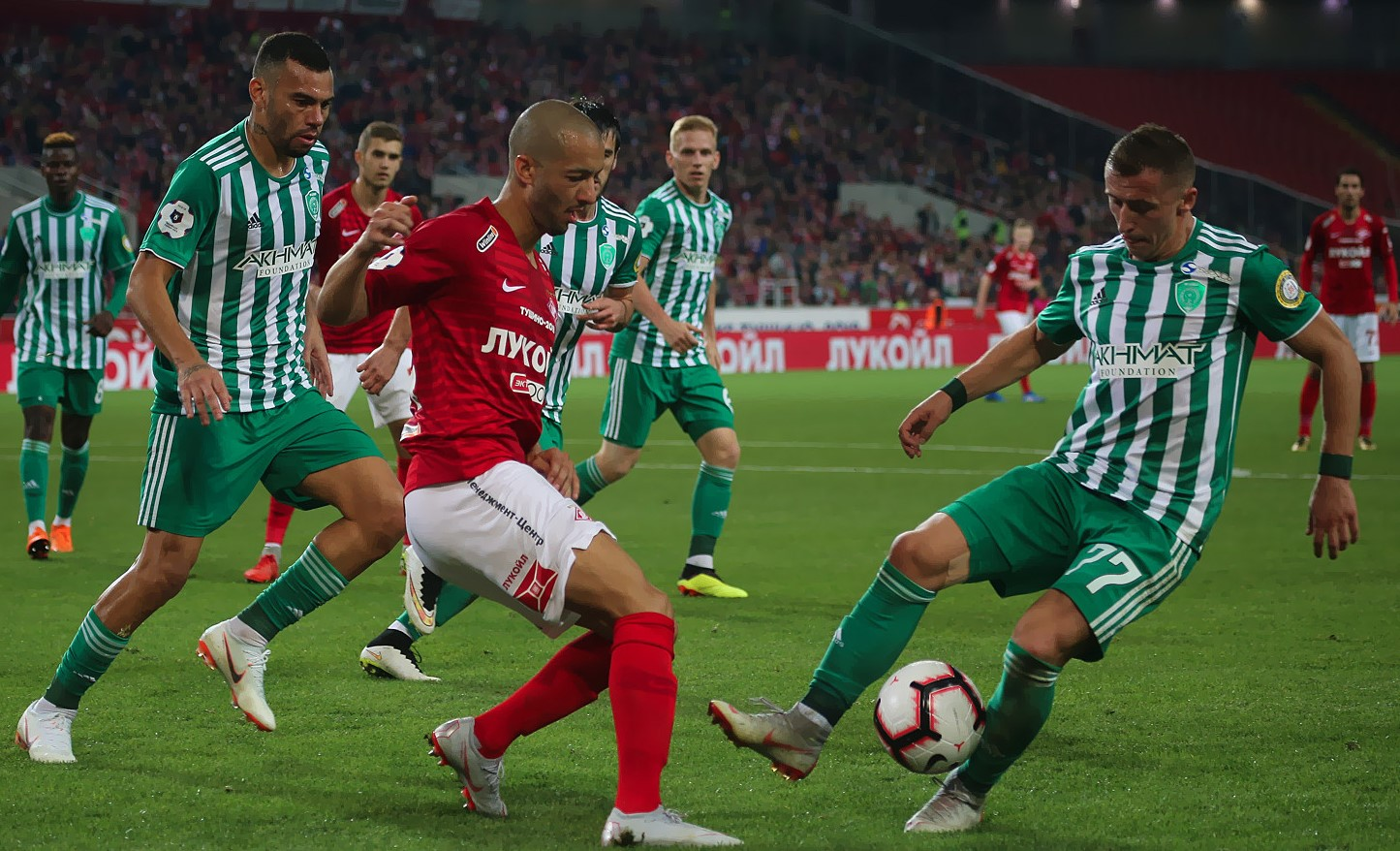
Бернард Бериша против Софьяна Ханни

- Бернард Бериша — Анжи, Ахмат — 2016—2025
- Йилдрен Ибрахимай — Урал — 2021

## Коста-Рика

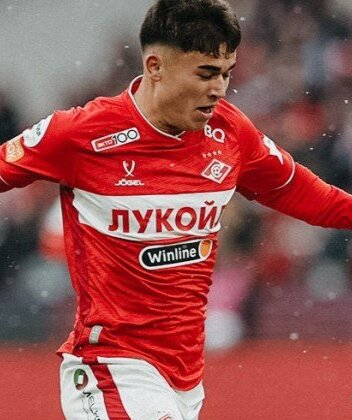
Манфред Угальде — лучший бомбардир чемпионата России 2024/2025

- Фелисио Браун Форбс — Крылья Советов, Уфа, Ростов, Арсенал, Анжи, Амкар — 2013—2018
- Карлос Кастро — Рубин — 2003, 2004
- Джимми Марин — Оренбург, Крылья Советов — 2022—н. в.
- Уинстон Паркс — Локомотив М, Сатурн — 2003—2006
- Берни Райт — Крылья Советов — 2003
- Манфред Угальде — Спартак М — 2024—н. в.
- Маркос Уренья — Кубань — 2011—2014

## Кот-д’Ивуар
- Бони Амиан — Химки — 2025

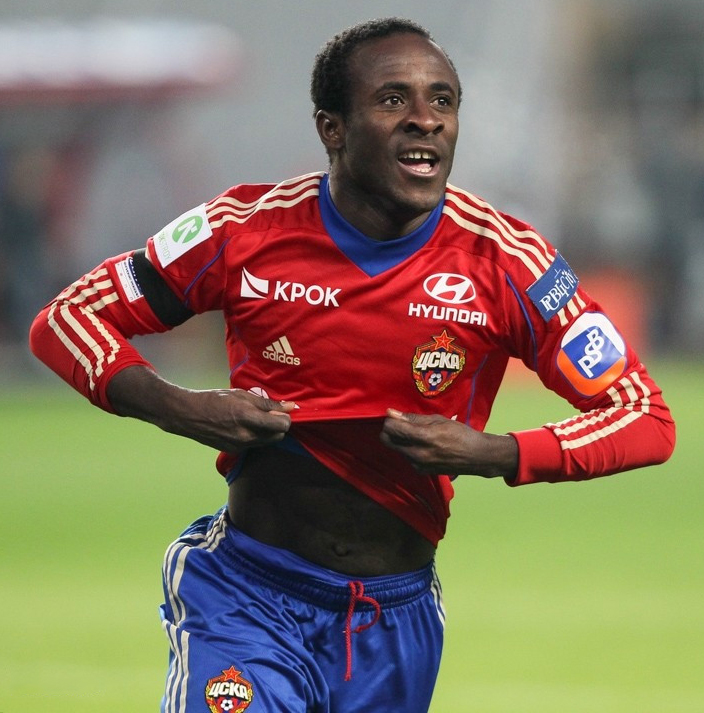
Сейду Думбия — лучший бомбардир чемпионатов России 2011/12 и 2013/2014

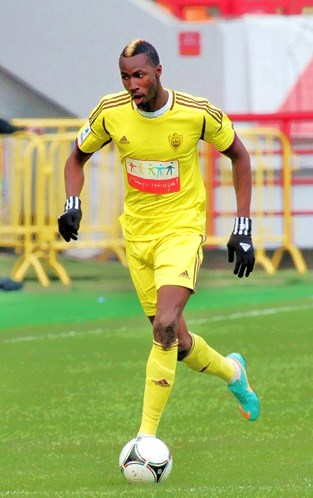
Ласина Траоре в игре за «Анжи»

- Викторьен Ангбан — Сочи, Динамо Мх — 2021—н. в.
- Якуба Бамба — Оренбург — 2016
- Янник Боли — Анжи — 2015—2016
- Жан-Жак Бугуи — Урал — 2016—2017
- Жан-Филипп Гбамен — ЦСКА — 2022
- Нене Гбамбле — Ахмат — 2023—2024
- Роман Гбане — Химки — 2022—2023
- Седрик Гогуа — ЦСКА, Тамбов, Ротор, Химки — 2019—2021, 2024
- Жерар Гоу — Краснодар — 2013—2014
- Дакоста Гур — Луч-Энергия, Москва, Алания — 2008—2010, 2012—2013
- Идрисса Думбия — Ахмат — 2018
- Сейду Думбия — ЦСКА — 2010—2014, 2015
- Секу Думбия — Тамбов — 2019
- Игор Лоло — Кубань, Ростов — 2011—2015
- Хабиб Маига — Арсенал — 2018
- Марко Не — Кубань — 2009, 2011
- Абдул Разак — Анжи — 2013
- Сенин Себаи — Химки, Ахмат — 2021—2022
- Ласина Траоре — Кубань, Анжи, ЦСКА — 2011—2013, 2016
- Эбуэ Куасси — Краснодар — 2016

## Кыргызстан

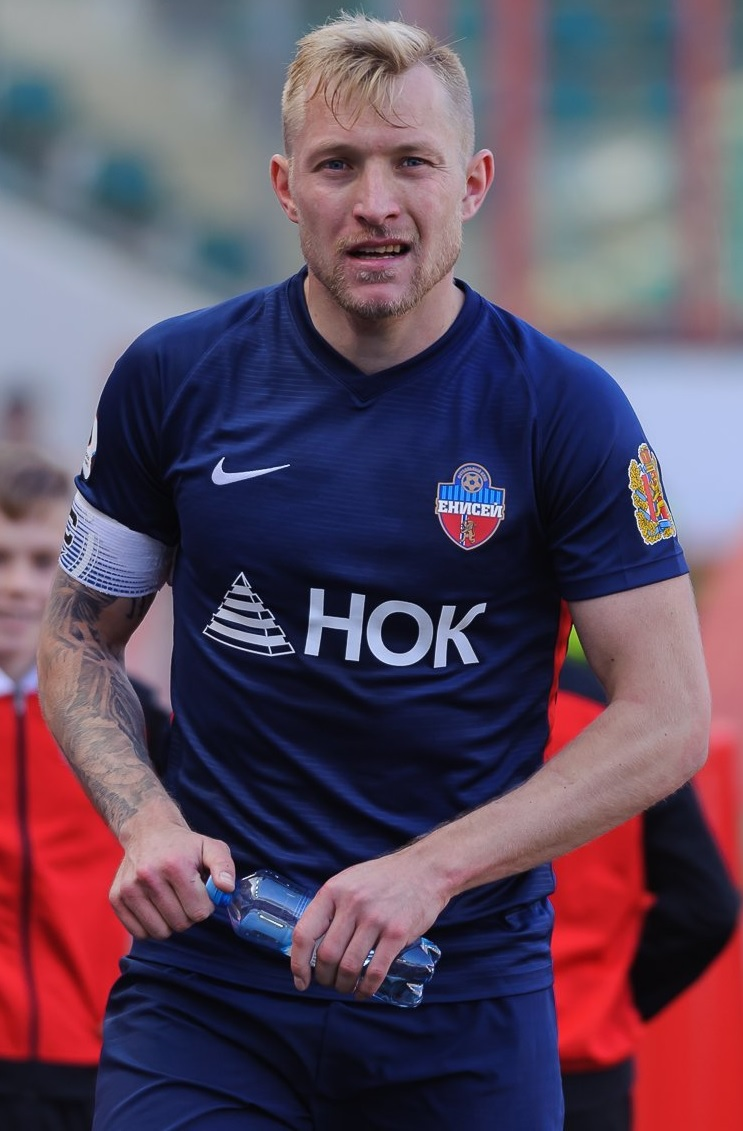
Валерий Кичин

- Назим Аджиев — Локомотив НН — 1995
- Сергей Иванов — Анжи — 2001, 2002
- Валерий Кичин — Волга, Енисей — 2013—2014, 2018—2019

## Латвия

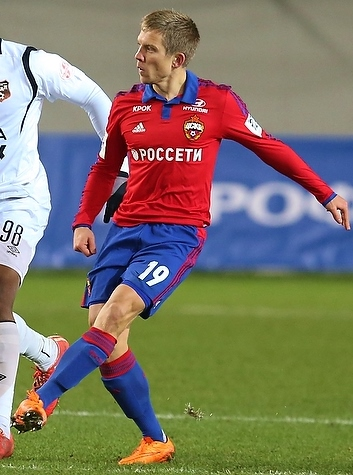
Александр Цауня

- Виталий Астафьев — Рубин — 2004, 2005
- Олег Благонадеждин — Спартак-Алания — 2003
- Кирилл Вараксин — КАМАЗ — 1993
- Александр Елисеев — Уралан — 1998, 1999
- Александр Исаков — Локомотив НН, Спартак-Алания — 1999, 2000
- Валерий Иванов — Уралан, Шинник — 1998, 1999
- Владимир Камеш — Амкар — 2013, 2014
- Гирт Карлсон — Шинник — 2004
- Оскар Клява — Анжи — 2010, 2011
- Владимир Колесниченко — Москва — 2003—2005
- Александр Колинько — Ростов, Рубин, Спартак-Нальчик — 2003—2007, 2010
- Юрис Лайзанс — ЦСКА, Торпедо, Ростов, Кубань, Шинник — 2001—2008
- Валентин Лобанёв — Шинник — 1999
- Михаил Михолап — Спартак-Алания — 2003
- Эрик Пелцис — Анжи — 2002
- Андрей Прохоренков — Динамо М — 2004, 2005
- Вит Римкус — Ростов — 2005
- Андрей Рубин — Шинник, Спартак М — 2003—2006
- Дзинтарс Спрогис — Энергия-Текстильщик — 1996
- Игорь Степанов — Шинник — 2008
- Игорь Троицкий — Балтика — 1997
- Александр Цауня — ЦСКА — 2011—2016
- Андрей Штолцерс — Спартак М — 2000

## Либерия

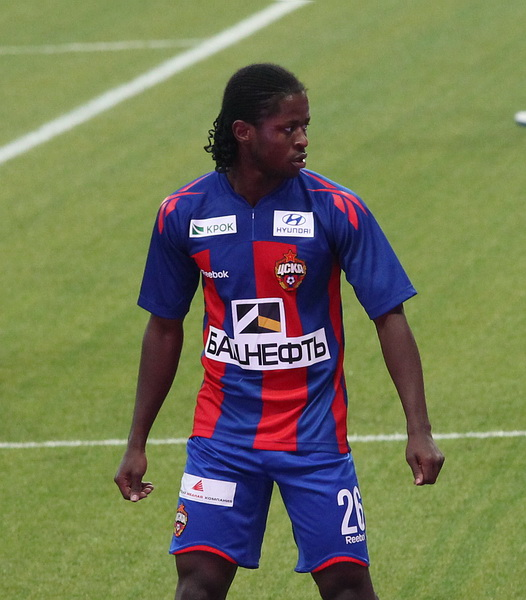
Секу Олисе

- Секу Олисе — ЦСКА, Кубань — 2009—2012, 2014
- Сильванус Нимели — Спартак М — 2018
- Дио Уильямс — Алания — 2010

## Литва

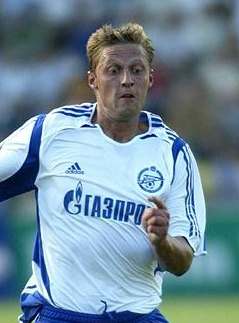
Робертас Пошкус — футболист года в Литве 2003

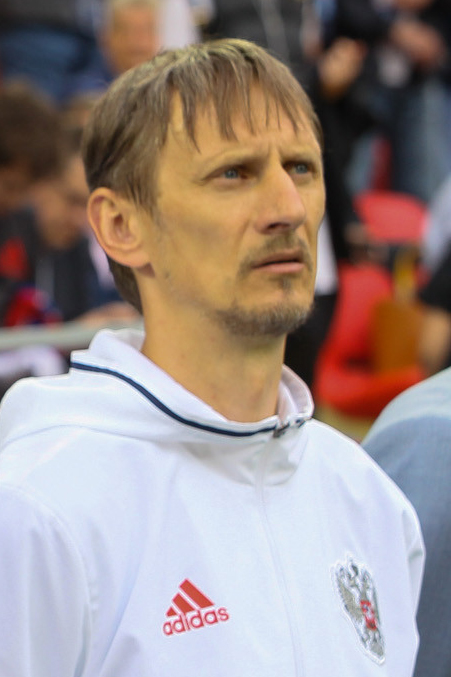
Гинтарас Стауче

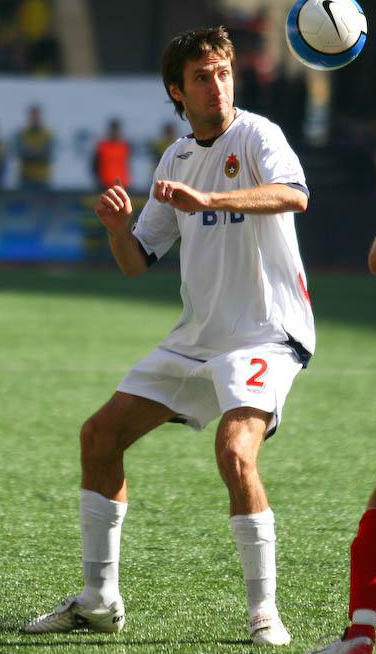
Дейвидас Шемберас — чемпион России 2002, 2005, 2006, обладатель Кубка России 2001/02, 2004/05, 2005/06, 2007/2008, 2008/09, 2010/11, обладатель Суперкубка России 2004, 2006, 2007, 2009, обладатель Кубка УЕФА 2004/05, футболист года в Литве 2005

- Витаутас Апанавичюс — Балтика — 1997
- Гедрюс Арлаускис — Рубин — 2010—2014
- Виргиниюс Балтушникас — Локомотив НН — 1996, 1997
- Нериюс Бараса — Крылья Советов, Алания — 2001—2005
- Альгимантас Бряунис — Асмарал — 1992
- Орестас Буйткус — Балтика, Рубин — 1997, 1998, 2005
- Нериюс Василяускас — Локомотив НН, Анжи — 2000
- Андрюс Величка — Анжи — 2002
- Дарюс Гвильдис — Локомотив НН — 1999
- Андрюс Гедгаудас — Томь — 2005
- Тадас Гражюнас — Ростсельмаш, Торпедо-ЗИЛ — 2000, 2001
- Томас Данилявичюс — Динамо М — 1998
- Видас Данченко — Уралан — 1999, 2000
- Игнас Дедура — Торпедо-ЗИЛ, Спартак М — 2001, 2004—2009
- Роландас Джяукштас — Сатурн, Москва — 2001—2007
- Римантас Жвингилас — Торпедо — 2000, 2001
- Гедрюс Жутаутас — КАМАЗ-Чаллы — 1997
- Дарюс Жутаутас — Алания, Динамо М — 1999—2002, 2005
- Раймондас Жутаутас — Алания — 1997—1999
- Андрюс Йокшас — Крылья Советов — 2000, 2001
- Миндаугас Калонас — Динамо М, Рубин, Кубань — 2002—2004, 2007
- Жидрунас Карчемарскас — Динамо М — 2002—2009
- Игорис Кириловас — КАМАЗ-Чаллы — 1997
- Арунас Климавичюс — Динамо М, Сибирь — 2007, 2008, 2010
- Вальдемарас Мартинкенас — КАМАЗ-Чаллы — 1997
- Дарюс Мацюлявичюс — Алания — 1997
- Саулюс Микалаюнас — Уралан, Торпедо-ЗИЛ — 1999—2002
- Томас Микуцкис — Торпедо — 2014—2015
- Дарюс Мицейка — Зенит — 2002—2004
- Викторас Ольшанскис — Балтика — 1997
- Тадас Папячкис — Анжи — 2002
- Вадим Петренко — Локомотив НН — 2000
- Эймантас Подерис — Алания — 1997
- Робертас Пошкус — Крылья Советов, Зенит, Динамо М, Ростов — 2002—2007
- Айдас Прейкшайтис — Торпедо-Лужники, КАМАЗ-Чаллы — 1997
- Нериюс Раджюс — Черноморец — 2003
- Томас Ражанаускас — Торпедо-Лужники, КАМАЗ-Чаллы — 1997
- Мантас Савенас — Сибирь — 2010
- Мантас Самусёвас — Торпедо, Химки — 2003—2005, 2007, 2008
- Дарюс Санаевас — Алания — 1998
- Андрюс Скерла — Томь — 2005, 2006
- Гинтарас Стауче — Спартак М — 1992—1994
- Ирмантас Стумбрис — Зенит — 1997, 1999
- Томас Тамошаускас — Динамо М — 2003, 2004
- Валдас Тракис — Торпедо, Кубань — 2000, 2001, 2004
- Артурас Фоменко — Ростсельмаш — 2000—2002
- Фёдор Черных — Динамо М, Оренбург — 2018—2020
- Дейвидас Чеснаускис — Динамо М, Локомотив М — 2000—2004
- Эдгарас Чеснаускис — Сатурн, Москва, Динамо М, Ростов — 2006—2015
- Дейвидас Шемберас — Динамо М, ЦСКА, Алания — 1998—2013
- Аудрюс Шлякис — Алания — 1998
- Дарвидас Шярнас — Спартак-Нальчик — 2008
- Альгис Янкаускас — Амкар — 2004, 2005
- Эдгарас Янкаускас — ЦСКА, Торпедо-Лужники — 1996, 1997

## Люксембург

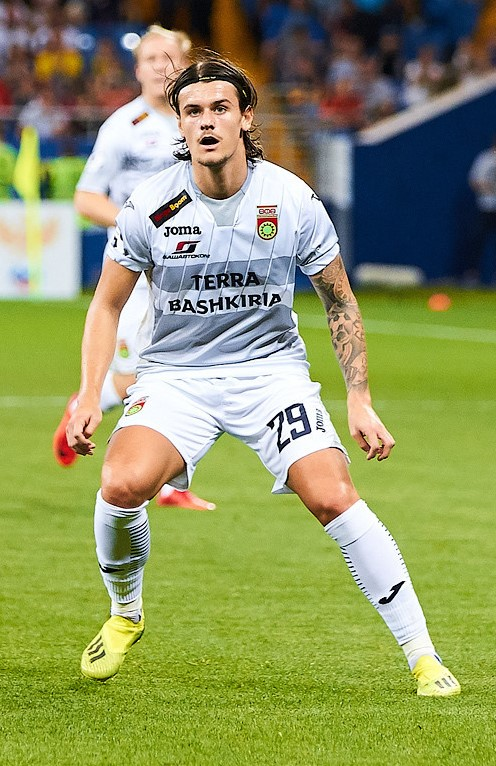
Оливье Тилль — первый представитель страны-карлика в чемпионате России

- Кристофер Мартинс Перейра — Спартак М — 2022—н. в.
- Оливье Тилль — Уфа — 2018—2020
- Себастьен Тилль — Тамбов — 2020

## Малави

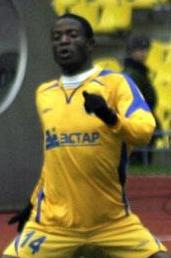
Исо Каньенда

- Исо Каньенда — Ростов, Локомотив М — 2003—2007

## Мали

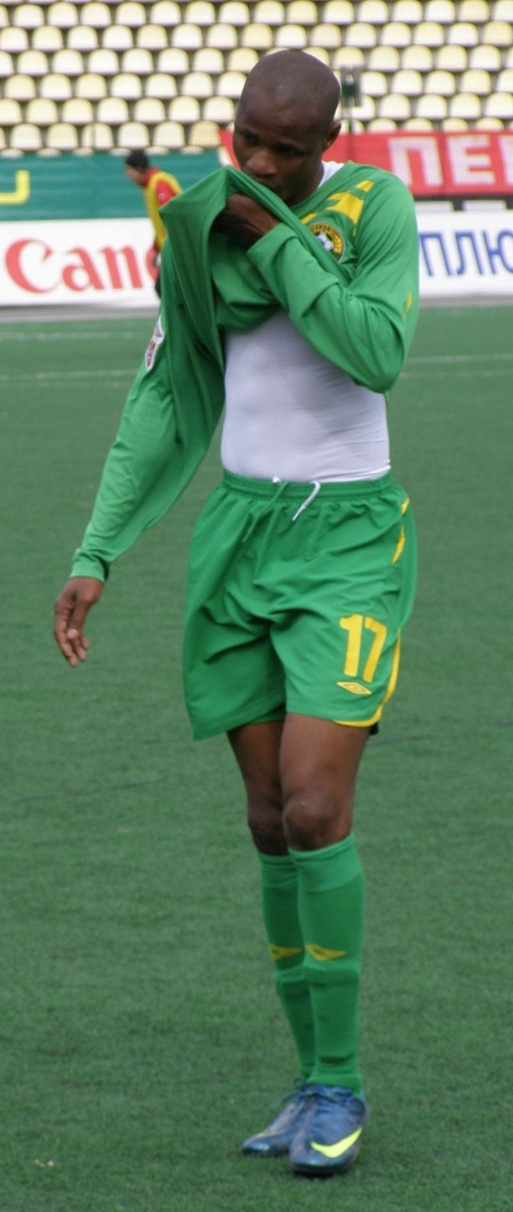
Драман Траоре

- Мусса Думбия — Ростов, Арсенал — 2014—2018
- Секу Койта — ЦСКА — 2024—н. в.
- Мамаду Майга — Пари Нижний Новгород — 2022—н. в.
- Мусса Сиссако — Сочи — 2022—2023
- Самба Соу — Динамо М — 2017—2019
- Драман Траоре — Локомотив М, Кубань — 2006—2010

## Марокко

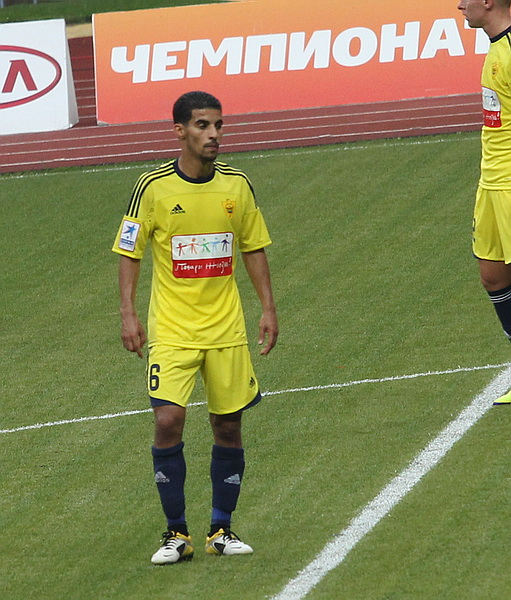
Мубарак Буссуфа в игре за «Анжи»

- Исмаил Айссати — Терек — 2013—2016
- Яхья Аттьят-Алла — Сочи — 2024
- Абдельила Баги — Спартак М, Ростов — 2003, 2005—2006
- Мустафа Бидодан — Ростов — 2005
- Мубарак Буссуфа — Анжи, Локомотив М — 2011—2015
- Нуреддин Зияти — Амкар — 2004—2006
- Мехди Карсела-Гонсалес — Анжи — 2011—2013
- Абделькарим Кисси — Рубин — 2003, 2004
- Мануэл да Кошта — Локомотив М — 2011—2012
- Эль-Мехди Маухуб — Динамо М — 2024—н. в.
- Айман Мурид — Балтика — 2025—н. в.
- Фахд Муфи — Оренбург — 2025—н. в.
- Амин Талал — Ахмат — 2024—н. в.
- Халид Фухами — Алания — 2004

## Мексика
- Сесар Монтес — Локомотив М — 2024—н. в.
- Луис Чавес — Динамо М — 2023—н. в.

## Молдова

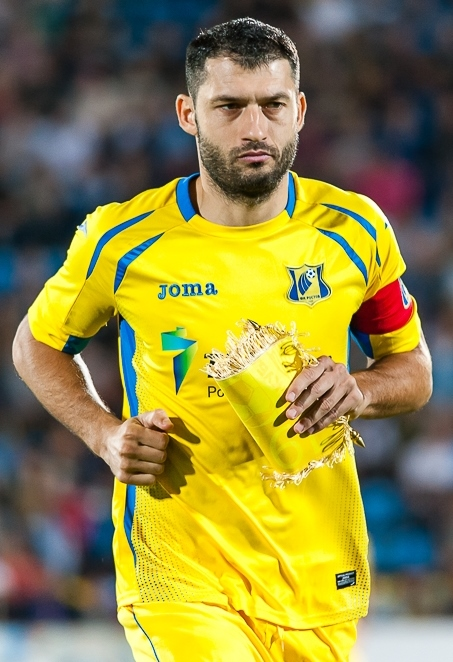
Александр Гацкан

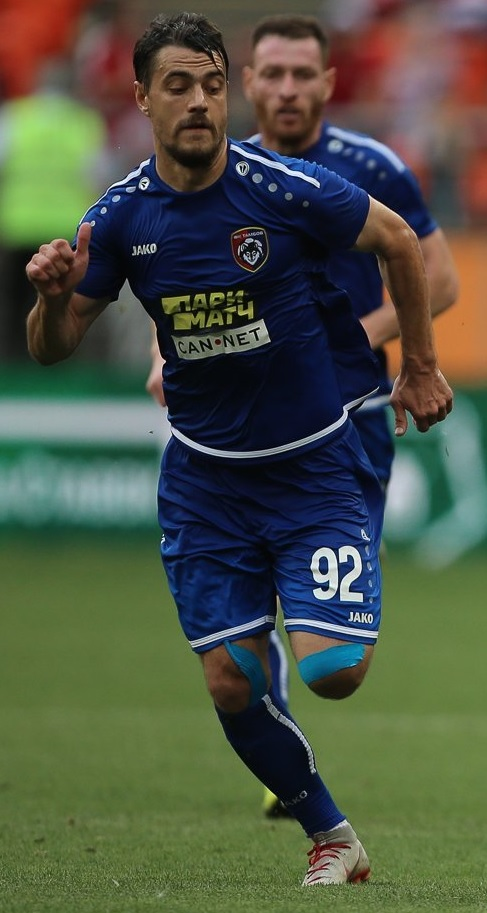
Валерий Чуперка

- Александр Антонюк — Рубин — 2010, 2011
- Игорь Армаш — Кубань, Анжи — 2011—2016, 2017—2018
- Виктор Берко — Шинник — 2002, 2003
- Виталий Бордиян — Локомотив М, Волга — 2002—2004, 2013, 2014
- Симеон Булгару — Алания, Волга — 2010, 2012—2014
- Александр Гацкан — Спартак М, Рубин, Ростов, Крылья Советов — 2004, 2006—2020
- Виктор Головатенко — Химки — 2007—2009
- Раду Гынсарь — Крылья Советов — 2019
- Сергей Даду — Алания, ЦСКА — 2003—2005, 2010
- Дмитрий Долгов — Терек — 2008
- Александр Епуряну — Москва, Динамо М, Крылья Советов, Анжи — 2007—2014
- Сергей Епуряну — Сокол — 2002
- Николай Жосан — Анжи — 2010
- Станислав Иванов — Москва, Локомотив М, Крылья Советов, Ростов — 2004—2012
- Михаил Каймаков — Торпедо — 2022—2023
- Эмил Карас — Тюмень — 1997
- Кэтэлин Карп — Уфа, Тамбов — 2017—2021
- Валерий Катынсус — Томь — 2005—2009
- Сергей Клещенко — Зенит, Черноморец — 1998, 2003
- Александр Коваленко — Динамо М — 2002—2005
- Сергей Ковальчук — Спартак М, Томь — 2004—2010
- Василий Кошелев — Крылья Советов, Уралан — 1999, 2000
- Александр Куртеян — Зенит, Торпедо-ЗИЛ — 1998—2000, 2002
- Владислав Лунгу — Алания — 2005
- Виталий Маевич — Уралан, Алания — 1999—2001
- Иван Мандриченко — Кубань — 1992
- Никита Моцпан — Факел — 2023—2025
- Станислав Намашко — Кубань, Спартак-Нальчик — 2011—2012
- Геннадий Олексич — Амкар, Шинник — 2004—2006, 2008
- Игорь Пикущак — Краснодар, Амкар — 2011—2015
- Михаил Платика — Рубин, Ростов — 2012—2013, 2015
- Александр Попович — Динамо М — 1999
- Раду Ребежа — Уралан, Сатурн-REN TV, Москва, Химки — 1999—2008
- Сергей Рогачёв — Сатурн — 2000—2005
- Олег Рябчук — Спартак М — 2023—н. в.
- Евгений Сидоренко — Томь — 2013
- Степан Сикач — Терек — 2008, 2009, 2011—2012
- Юрий Скала — Лада — 1994
- Андриан Сосновский — Спартак М, Сатурн-REN TV, Черноморец — 1999—2003
- Дмитрий Стажила — Кубань — 2016
- Георгий Стратулат — Алания — 2000, 2001
- Александр Сухарев — Алания — 1997
- Михаил Ткачук — КАМАЗ-Чаллы — 1996
- Борис Тропанец — КАМАЗ-Чаллы — 1993—1997
- Виорел Фрунзе — Спартак-Нальчик — 2008
- Илие Чебану — Рубин, Томь, Мордовия — 2010, 2012, 2013—2016
- Евгений Чеботару — Спартак-Нальчик — 2012
- Валерий Чуперка — Краснодар, Томь, Ростов, Тамбов — 2012, 2013, 2016—2017, 2018 2019—2020
- Олег Шишкин — ЦСКА, Сатурн, Томь — 1999—2001, 2005, 2006

## Нигер
- Мусса Маазу — ЦСКА — 2009
- Амаду Мутари — Анжи — 2015—2016

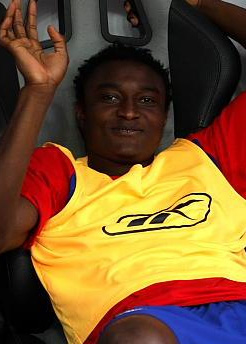
Мусса Маазу

- Умар Сако — Ростов — 2024—н. в.

## Нигерия
- Самину Абдуллахи — Химки — 2024
- Соломон Агбалака — Сочи — 2023

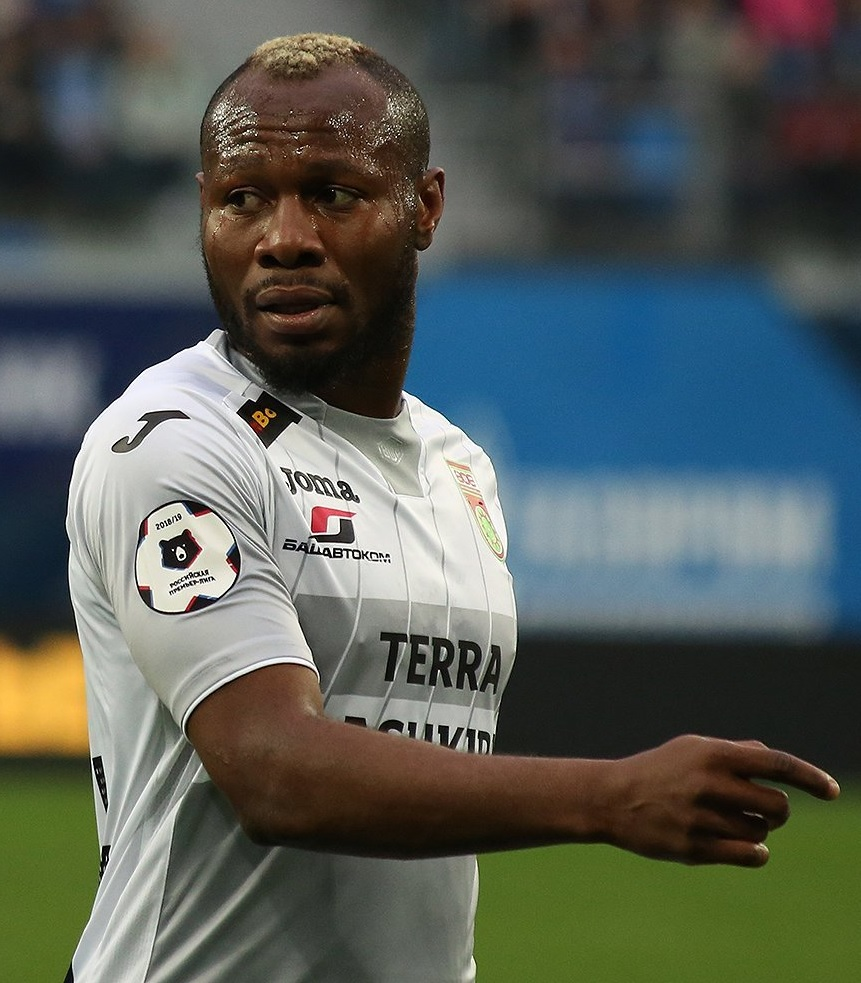
Сильвестр Игбун — лучший бомбардир в истории «Уфы»

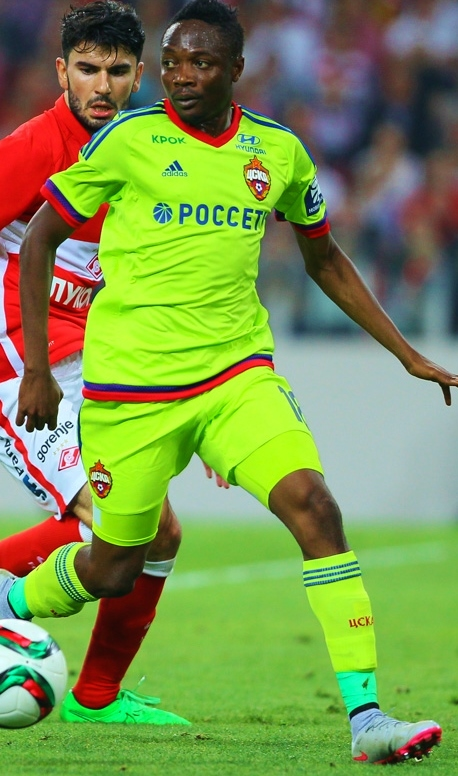
Ахмед Муса

- Айоделе Аделейе — Кубань, Анжи, СКА-Хабаровск — 2013, 2018
- Ибрагим Мафус Аджаса — Ростов — 2025—н. в.
- Лукман Аруна — Анжи — 2015
- Абдулвахид Афолаби — Кубань — 2012
- Аруна Бабангида — Кубань — 2009
- Брайт Дайк — Амкар — 2016
- Сильвестр Игбун — Уфа, Динамо М, Нижний Новгород — 2015—2022
- Брайан Идову — Амкар, Локомотив М, Химки — 2010—2023
- Лаки Изибор — Динамо М — 1998—2000
- Тентон Йенне — Балтика — 2025—н. в.
- Сани Кейта — Кубань, Локомотив М, Алания — 2009, 2010
- Мозес Кобнан — Краснодар — 2023—н. в.
- Бабаджиде Коллинз — Алания — 2010
- Джастис Кристофер — Алания — 2005
- Обафеми Мартинс — Рубин — 2010—2012
- Джерри Мбакогу — Крылья Советов — 2016
- Виктор Мозес — Спартак М — 2020—2024
- Ола Муйива — Тамбов — 2019
- Ахмед Муса — ЦСКА — 2012—2016, 2018
- Давид Ндука — Краснодар — 2022—2023
- Лоуренс Анвон Николас — Тамбов, Химки — 2019—2021, 2022
- Виктор Обинна — Локомотив М — 2011—2013
- Джеймс Обиора — Локомотив М — 2001—2004
- Патрик Овие — Крылья Советов, Динамо М — 2002—2006
- Фегор Огуде — Амкар, Енисей — 2014—2019
- Питер Одемвингие — Локомотив М — 2007—2010
- Чиди Одиа — ЦСКА — 2004—2011
- Самюэль Огунсания — Спартак М — 2002
- Эммануэль Окодува — Кубань — 2007, 2009
- Айзек Окоронкво — Алания, Москва, Ростов — 2005—2013
- Джонатан Окоронкво — Краснодар — 2021—2023
- Соломон Окоронкво — Сатурн — 2008—2010
- Аарон Оланаре — ЦСКА, Амкар — 2016—2018
- Олакунле Олусегун — Краснодар, Пари Нижний Новгород — 2021—н. в.
- Чинонсо Оффор — Балтика — 2025—н. в.
- Омониго Темиле — Крылья Советов — 2004—2006
- Дюк Уди — Крылья Советов — 2002
- Луис Удо — Черноморец — 2000, 2001
- Мохаммед Усман — Тамбов — 2019
- Изунна Узочукву — Амкар — 2015
- Кехинде Фатаи — Уфа — 2016—2018
- Идрис Харуна — Ростсельмаш — 2001
- Эзекиэль Хенти — Локомотив М — 2016
- Августин Эгуавон — Торпедо — 1997, 1998
- Чидера Эджуке — ЦСКА — 2020—2022
- Иса Элиакву — Анжи — 2010—2012
- Эммануэль Эменике — Спартак М — 2011—2013
- Джозеф Энакархире — Динамо М — 2005, 2006
- Ричард Эромоигбе — Химки — 2008, 2009
- Фло Окон Эссиен — Спартак М — 2001—2003
- Эдедем Эссьен — Пари Нижний Новгород — 2023

## Нидерланды

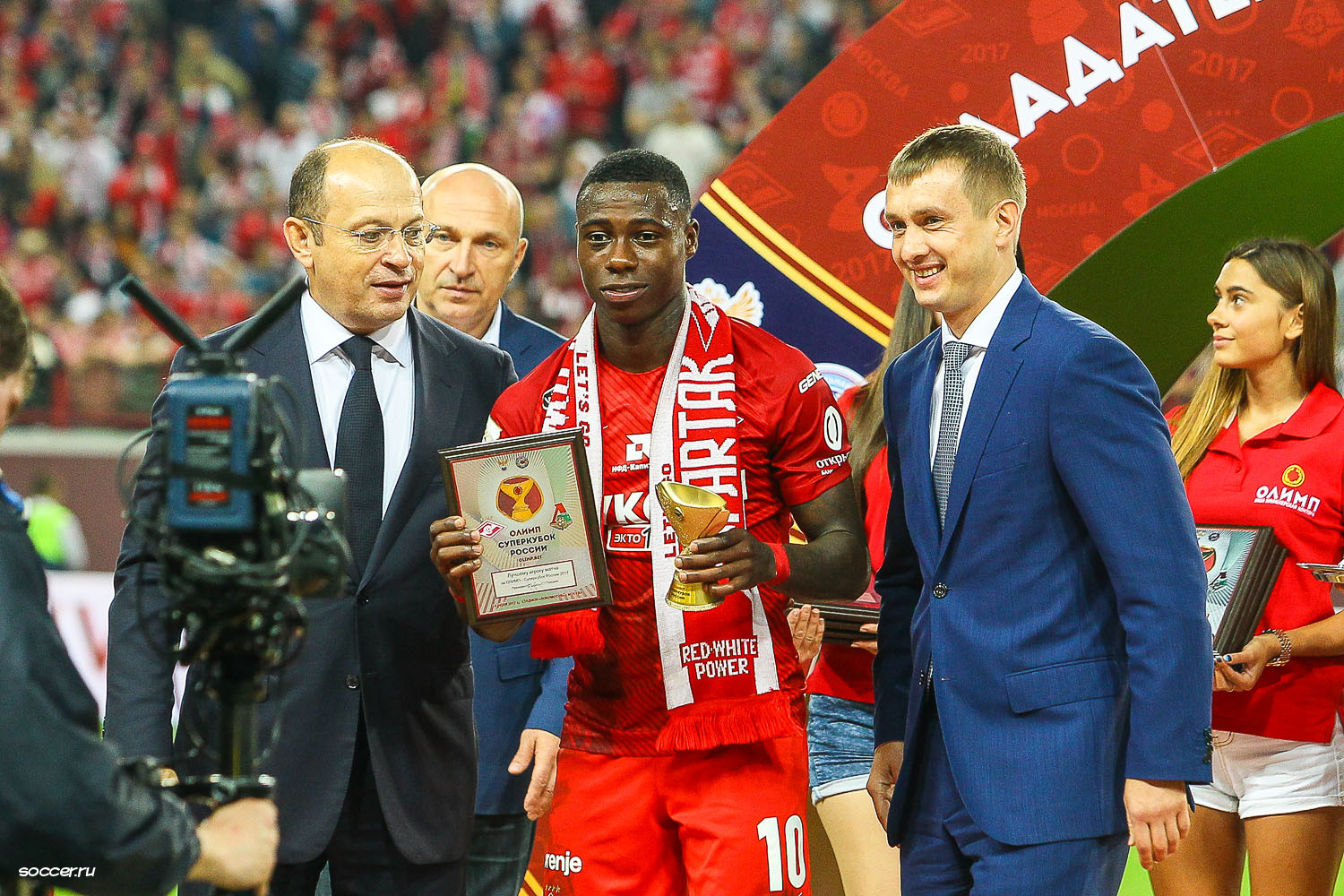
Квинси Промес — чемпион России 2016/2017, обладатель Суперкубка России 2017, лучший бомбардир чемпионата России 2017/2018

- Отман Баккал — Динамо М — 2012—2013
- Гленн Бейл — Крылья Советов — 2021—2025
- Александер Бюттнер — Динамо М — 2014—2015
- Тонни Вильена — Краснодар — 2019—2021
- Рай Влут — Урал — 2022—2024
- Ройстон Дренте — Алания — 2013
- Дуглас — Динамо М — 2013—2015
- Деми де Зеув — Спартак М — 2011—2012
- Ромео Кастелен — Волга — 2013
- Джирано Керк — Локомотив М — 2021—2022
- Дилан Мертенс — Факел — 2024—2025
- Джанлука Нийхолт — Амкар — 2012—2014
- Квинси Промес — Спартак М — 2014—2018, 2021—2023
- Фернандо Риксен — Зенит — 2006—2009
- Гус Тил — Спартак М — 2019—2020
- Йоррит Хендрикс — Спартак М — 2021
- Лоренцо Эбесилио — Мордовия, Анжи — 2014—2016
- Отман Эль-Кабир — Урал — 2018—2021

## Норвегия

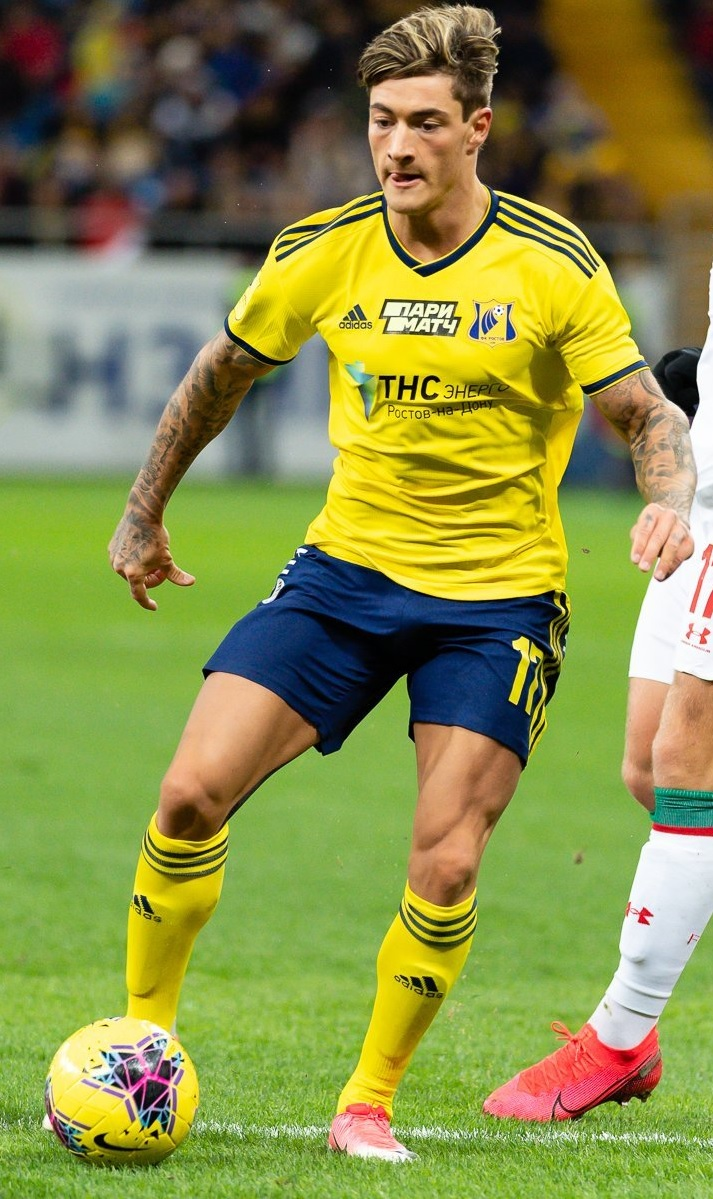
Матиас Норманн

- Хайтам Алеесами — Ростов — 2020—2021
- Чума Анене — Амкар — 2015—2017
- Эмиль Бохинен — ЦСКА — 2021
- Магнус Кнудсен — Ростов — 2022
- Ларс Ларсен — Нижний Новгород — 2022
- Матиас Норманн — Ростов, Динамо М — 2019—2021, 2022—2023
- Стефан Страннберг — Краснодар, Урал — 2015—2016, 2017—2019, 2020—2021
- Эрик Хаген — Зенит — 2005—2007
- Йорген Ялланн — Рубин — 2005, 2006

## Панама
- Альберто Бланко — Алания — 2005
- Эдгардо Фаринья — Химки, Пари Нижний Новгород — 2024—н. в.

## Парагвай

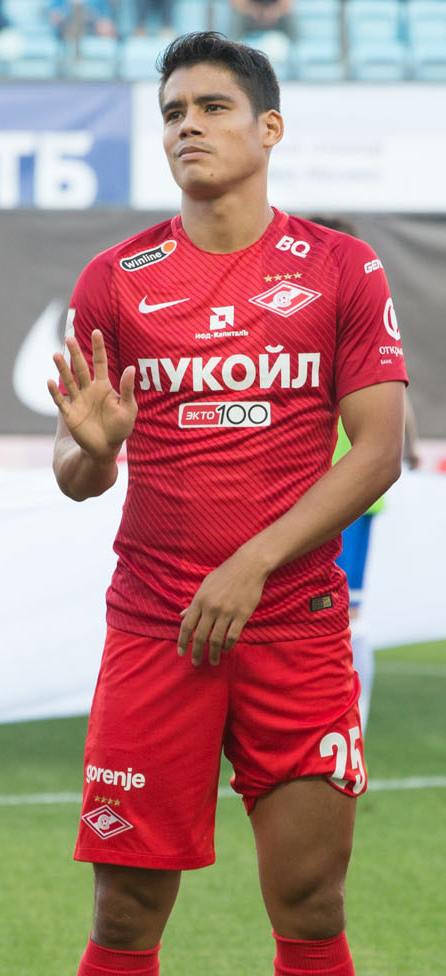
Лоренсо Мельгарехо

- Диего Акоста — Оренбург — 2022—2023
- Хуниор Алонсо — Краснодар — 2023—2024
- Фабиан Бальбуэна — Динамо М — 2021—2022, 2023—н. в.
- Фреди Барейро — Сатурн — 2005, 2006
- Лукас Барриос — Спартак М — 2013—2014
- Нельсон Вальдес — Рубин — 2011—2012
- Оскар Диас Гонсалес — Сатурн, Рубин — 2004, 2005
- Алексис Дуарте — Спартак М — 2023—н. в.
- Луис Кабальеро — Крылья Советов — 2012—2014
- Хуан Касерес — Динамо М — 2025—н. в.
- Хесус Медина — ЦСКА, Спартак М — 2022—н. в.
- Лоренсо Мельгарехо — Кубань, Спартак М — 2013—2020
- Родриго Руис Диас — Ахмат — 2025—н. в.
- Пабло Себальос — Крылья Советов — 2012, 2013
- Роберто Фернандес — Динамо М — 2022—н. в.

## Перу

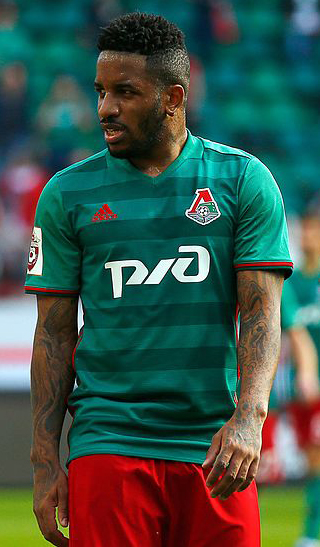
Джефферсон Фарфан

- Мартин Идальго — Сатурн — 2003, 2005
- Ривелино Карасса — Алания — 2003, 2004
- Кристиан Куэва — Краснодар — 2018
- Андрес Мендоса — Динамо М — 2006
- Йорди Рейна — Торпедо — 2023
- Карлос Самбрано — Рубин — 2016—2017
- Джефферсон Фарфан — Локомотив М — 2017—2020

## Польша

Войцех Ковалевски

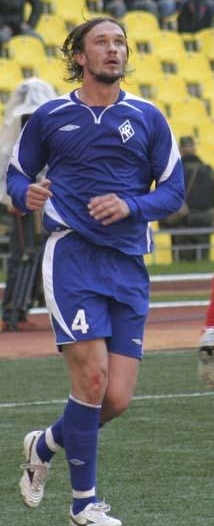
Кшиштоф Лонгевка в игре за «Крылья Советов»

- Рафал Аугустыняк — Урал — 2019—2022
- Ариэль Борысюк — Волга — 2014
- Якуб Вавжиняк — Амкар — 2014
- Мацей Вилюш — Ростов, Урал — 2017—2020
- Бартломей Гжеляк — Сибирь — 2010
- Януш Голь — Амкар — 2013—2018
- Дамиан Горавский — Москва, Шинник — 2005—2008
- Артур Енджейчик — Краснодар — 2013—2015, 2016
- Дамиан Збожень — Амкар — 2014
- Мариуш Йоп — Москва — 2004—2009
- Войцех Ковалевски — Спартак М, Сибирь — 2003—2007, 2010
- Марцин Ковальчик — Динамо М, Волга — 2008—2010, 2013—2014
- Адам Кокошка — Торпедо — 2014—2015
- Марцин Коморовский — Терек — 2012—2016
- Гжегож Крыховяк — Локомотив М, Краснодар — 2018—2021
- Михал Кухарчик — Урал — 2019—2020
- Марчин Кущ — Торпедо — 2006
- Кшиштоф Лонгевка — Шинник, Крылья Советов, Кубань — 2004—2010
- Мацей Макушевский — Терек — 2012—2013
- Конрад Михаляк — Ахмат — 2019
- Рафал Муравски — Рубин — 2009, 2010
- Гжегож Пехна — Торпедо — 2006
- Пётр Польчак — Терек, Волга — 2011—2014
- Мацей Рыбус — Терек, Локомотив М, Спартак М, Рубин — 2012—2016, 2017—2024
- Лукаш Секульский — СКА-Хабаровск — 2018
- Ярослав Ткоч — Шинник — 2004, 2005
- Дамиан Шиманьский — Ахмат — 2019
- Себастиан Шиманьский — Динамо М — 2019—2022
- Давид Янчик — ЦСКА — 2007, 2008

## Португалия

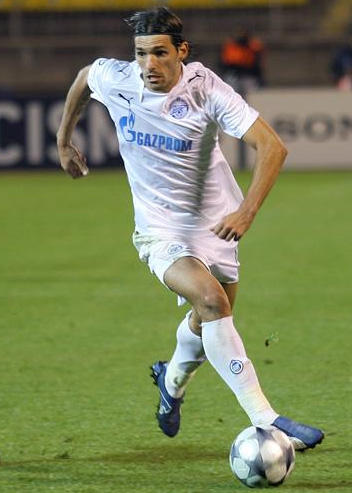
Мигел Данни — лучший игрок матча за Суперкубок УЕФА 2008

- Марсиу Абреу — Краснодар, Торпедо — 2011—2014
- Угу Алмейда — Кубань, Анжи — 2015
- Бруну Алвеш — Зенит — 2010—2013
- Рикарду Алвеш — Оренбург — 2018—2020
- Бруну Башту — Шинник — 2008
- Угу Виейра — Торпедо — 2014—2015
- Данни — Динамо М, Зенит — 2005—2017
- Янник Джало — Мордовия — 2015
- Жуан Мариу — Локомотив — 2019—2020
- Мигел Кардозу — Динамо М, Тамбов — 2018—2020
- Кики — Урал — 2023—2024
- Коштинья — Динамо М — 2005
- Куштодиу — Динамо М — 2007, 2008
- Жуан Ламейра — Балтика — 2023
- Луиш Лорейру — Динамо М — 2005
- Рикарду Мангаш — Спартак М — 2024—н. в.
- Манише — Динамо М — 2005
- Фернанду Мейра — Зенит — 2009—2011
- Руй Мигел — Краснодар — 2011
- Луиш Нету — Зенит — 2013—2017, 2018—2019
- Нуну — Динамо М — 2005, 2006
- Жорже Рибейру — Динамо М — 2005
- Тьягу Родригеш — Уфа — 2022
- Рикарду Силва — Шинник — 2008
- Томаш Тавариш — Спартак М — 2023—2024
- Фабиу Фелисиу — Рубин — 2007
- Жедсон Фернандеш — Спартак М — 2025—н. в.
- Мануэл Фернандеш — Локомотив М, Краснодар — 2014—2020
- Нуну Фрешо — Динамо М — 2005
- Эдер — Локомотив М — 2017—2021
- Жуан Эсковал — Акрон — 2024—н. в.

## Румыния
- Мариан Александру — Алания — 2001

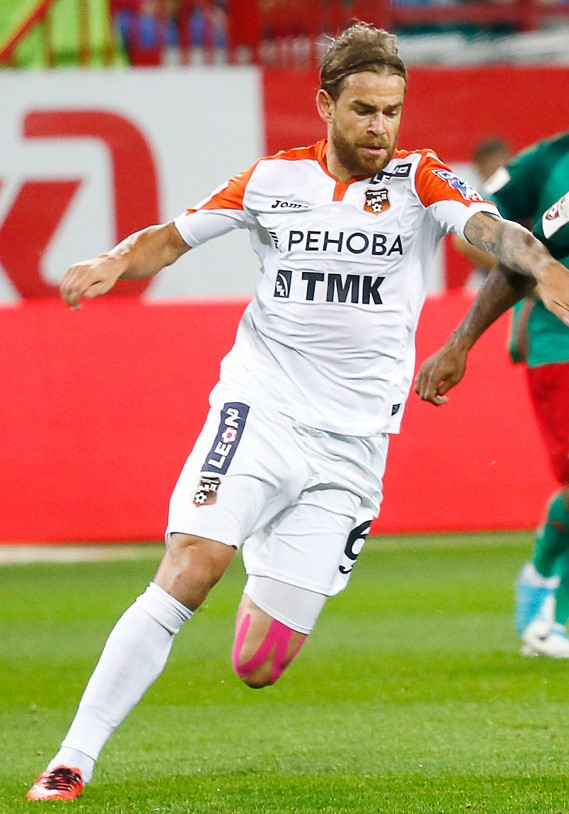
Эрик Бикфалви — полузащитник «Урала»

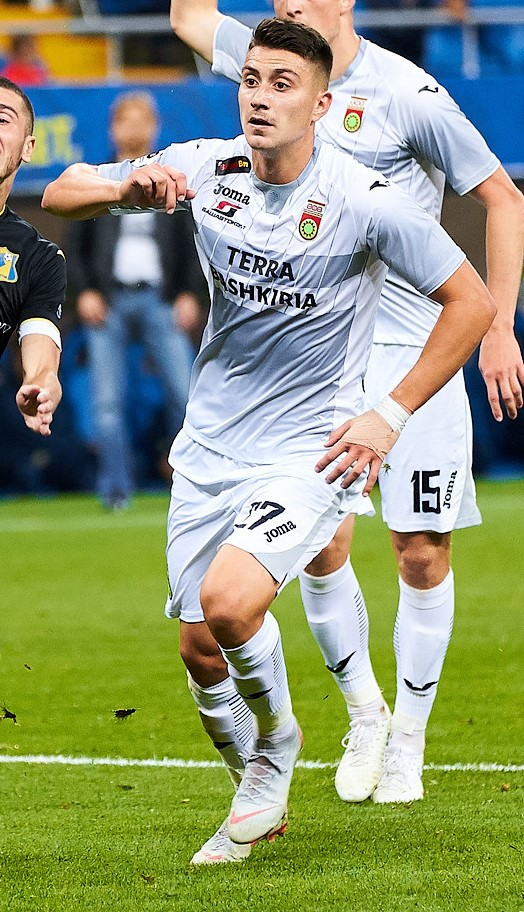
Йонуц Неделчару

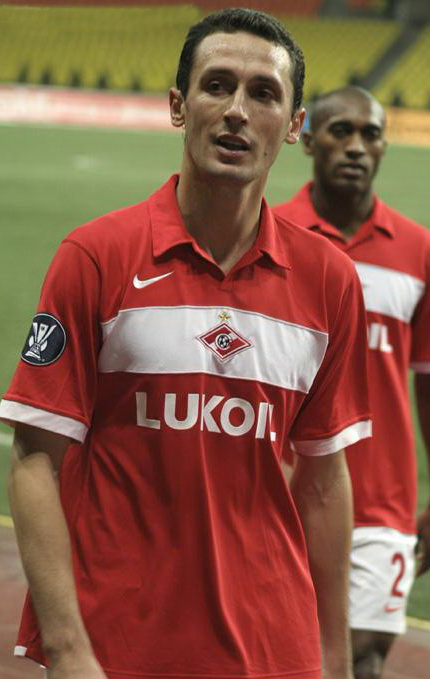
Флорин Шоавэ

- Паул Антон — Анжи, Крылья Советов — 2018—2020
- Юлиан Архире — Алания — 2000
- Эрик Бикфалви — Томь, Урал — 2016—2024
- Валериу Бордяну — Кубань — 2004
- Александру Боурчану — Арсенал — 2017—2018
- Мариус Брату — Уралан — 2002
- Георге Букур — Кубань — 2011—2016
- Зено Бундя — Зенит — 2002
- Космин Бэркэуан — Крылья Советов — 2005
- Дачиан Варга — Кубань — 2011
- Сорин Гионя — Ростов — 2010
- Николае Григоре — Алания — 2001—2003
- Георге Грозав — Терек — 2013—2017
- Кристиан Данча — Торпедо — 2004—2006
- Габриэл Джурджу — Рубин — 2007
- Михай Дрэгуш — Торпедо, Локомотив НН — 1999, 2000
- Юлиан Дэницэ — Черноморец — 2003
- Овидиу Дэнэнаэ — Томь — 2011
- Андрей Иван — Краснодар — 2017—2018, 2019
- Адриан Иордаке — Шинник — 2006
- Адриан Йенчи — Спартак М — 2004—2006
- Даниэл Кирицэ — Зенит — 2002—2004
- Флорин Костя — Арсенал — 2015
- Рэзван Кочиш — Локомотив М, Ростов — 2007—2009, 2011—2013
- Эрик Линкар — Амкар — 2004—2006
- Иоан Мера — Алания — 2012—2013
- Дамьян Милитару — Шинник — 1999
- Флоринел Миря — Алания — 2000, 2001
- Андрей Мурешан — Кубань — 2009
- Габриэль Мурешан — Томь — 2013—2014
- Андрей Мэргэритеску — Терек — 2008, 2009
- Йонуц Неделчару — Уфа, Акрон — 2018—2020, 2025—н. в.
- Даниел Никулае — Кубань — 2012—2013
- Норберт Ницэ — Уралан — 2002, 2003
- Даниэл Оприца — Мордовия — 2013
- Даниэл Панку — Терек — 2008, 2009
- Флорентин Петре — Терек — 2008, 2009
- Михэицэ Плешан — Волга — 2011—2013
- Андрей Препелицэ — Ростов — 2016—2017
- Йонел Пырву — Черноморец — 2003
- Адриан Ропотан — Динамо М, Томь, Волга — 2009—2014
- Янош Секей — Волга — 2011
- Николае Станчу — Анжи — 2002
- Помпилиу Стойка — Москва, Томь — 2004—2008
- Габриэль Тамаш — Спартак М — 2004, 2006
- Юлиан Тамеш — Алания — 2005
- Габриэл Торже — Терек — 2016—2017
- Кристиан Тудор — Алания, Москва — 2003—2006
- Александру Тудорие — Арсенал — 2019, 2021
- Георге Флореску — Торпедо, Алания, Динамо М — 2006, 2010, 2013—2014
- Флорин Шоавэ — Спартак М, Крылья Советов, Химки — 2004—2008
- Габриэл Энаке — Рубин — 2018
- Габриэл Янку — Ахмат — 2021

## Сальвадор
- Родольфо Селайя — Алания — 2013

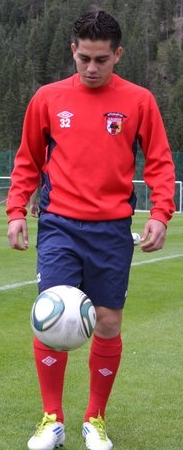
Родольфо Селайя

- Брайан Хиль — Балтика — 2025—н. в.

## Северная Корея (Корейская Народно-Демократическая Республика)

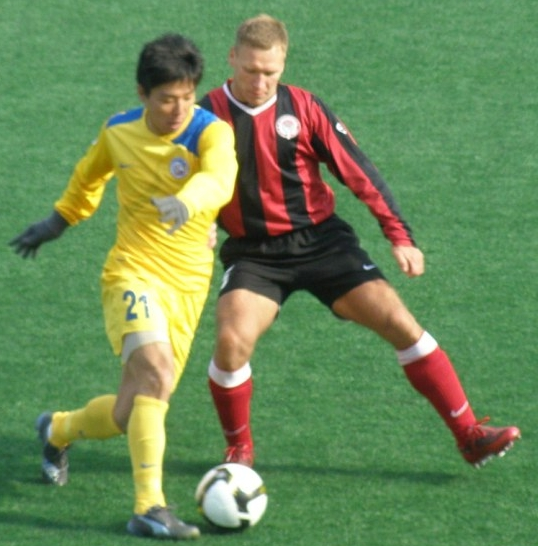
Хон Ён Чо против Виталия Гришина

- Цой Мин Хо — Крылья Советов — 2006—2008
- Хон Ён Чо — Ростов — 2009, 2010

## Северная Македония (до 2018 — Македония)

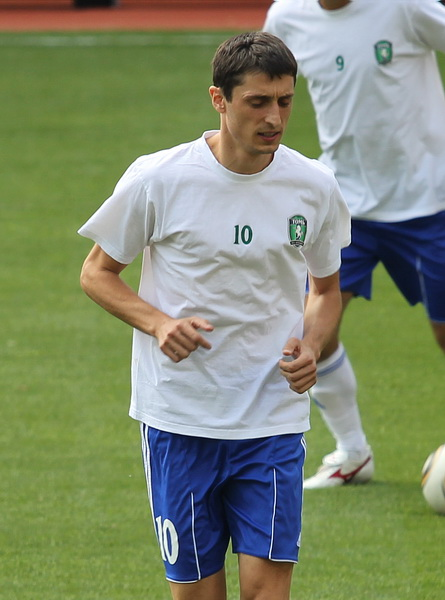
Горан Мазнов

- Фикрет Аломерович — Торпедо-Лужники — 1997
- Никола Джошевский — Спартак М — 2001
- Боян Димоски — Акрон — 2024—н. в.
- Горан Димовски — Терек — 2008
- Никола Карчев — Терек — 2008
- Игор Кралевский — Луч-Энергия — 2007, 2008
- Горан Мазнов — Спартак М, Торпедо-ЗИЛ, Томь — 2001—2003, 2007—2010
- Игор Митрески — Спартак М — 2001—2004
- Стевица Ристич — Амкар — 2010, 2011
- Марко Симоновски — Амкар — 2014—2015
- Игор Стаменовски — Спартак М — 2001
- Давид Тошевский — Ростов, Тамбов — 2020—2021, 2023
- Драган Чадиковский — Зенит — 2005, 2006
- Величе Шумуликоски — Зенит, Сибирь — 2004—2006, 2010
- Адис Яхович — Крылья Советов — 2015—2016

## Сенегал
- Ибраима Бальде — Кубань — 2012—2016
- Кейта Бальде — Спартак М — 2022—2023
- Марсель Гомис — Шинник — 2008
- Папа Гуйе — Ростов — 2016
- Бай Али Ибра Кебе — Спартак М, Алания, Анжи — 2001—2005, 2010, 2011
- Пап Магетт Кебе — Рубин — 2003
- Мусса Конате — Краснодар — 2012—2013, 2014
- Аблай Мбенг — Ахмат — 2015—2020
- Паскаль Менди — Динамо М — 2003—2006
- Даме Н’Дойе — Локомотив М — 2012—2014
- Усман Ндонг — Ахмат — 2025—н. в.
- Бай Гей Ндьяга — Рубин — 2003
- Ибрахима Ньясс — Мордовия — 2014—2015
- Бай Умар Ньясс — Локомотив М — 2014—2015
- Бабакар Сарр — Енисей — 2019
- Мамаду Силла — Оренбург — 2020
- Хали Тиам — Динамо М — 2017—2018
- Пап Тьяв — Динамо М — 2002
- Бай Джиби Фалль — Локомотив М — 2009, 2011

## Сербия (до 2003 — Югославия, 2003—2006 — Сербия и Черногория)

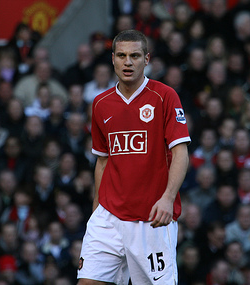
Неманья Видич — защитник «Спартака» в 2004, 2005

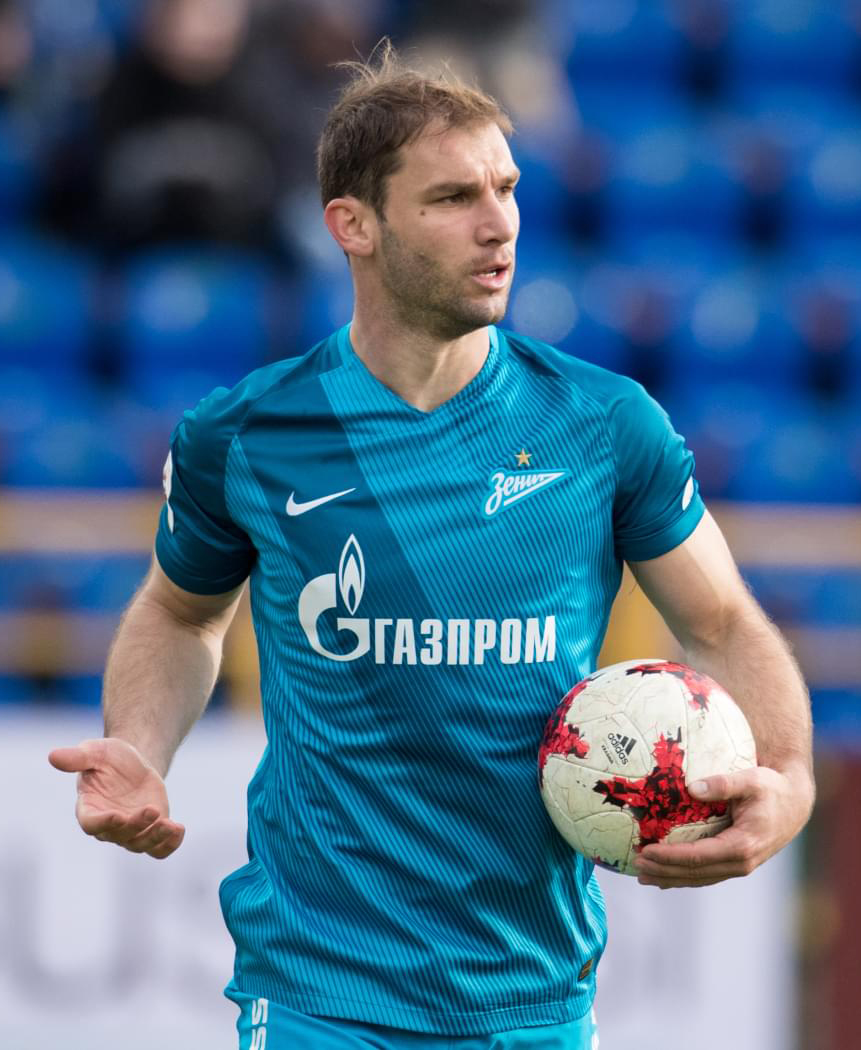
Бранислав Иванович — победитель Лиги чемпионов УЕФА и Лиги Европы УЕФА

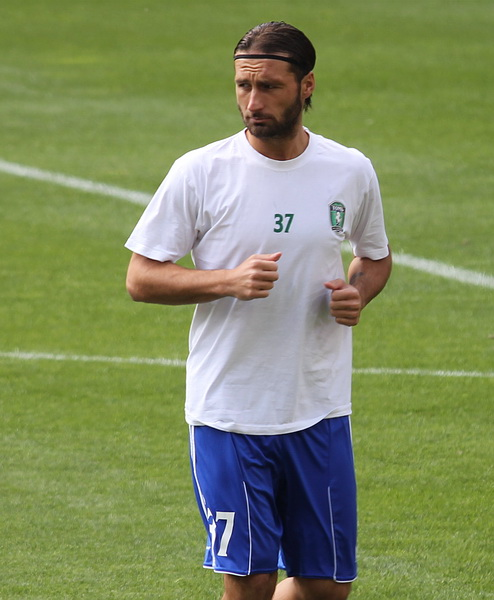
Джордже Йокич

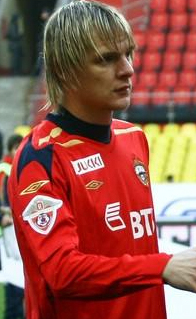
Милош Красич — полузащитник ЦСКА в 2004—2010

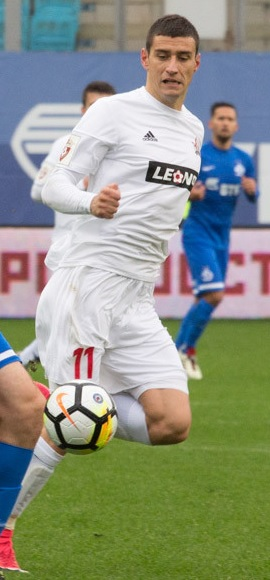
Мирослав Маркович

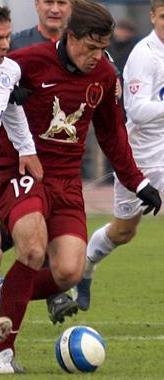
Саво Милошевич — лучший бомбардир Чемпионата Европы 2000 года

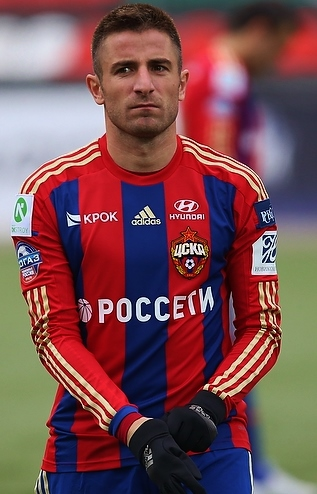
Зоран Тошич — полузащитник ЦСКА в 2010—2017 годах

- Предраг Алемпиевич — Уралан — 2000
- Душан Анджелкович — Ростов, Краснодар — 2009—2014
- Неманья Анджелкович — Химки — 2024—н. в.
- Комнен Андрич — Уфа — 2020—2021
- Никола Антич — Химки — 2023
- Срджан Бабич — Спартак М — 2023—н. в.
- Михайло Баняц — Краснодар, Крылья Советов — 2022—2024, 2025—н. в.
- Стеван Батес — Алания — 2004
- Ненад Бегович — Луч-Энергия — 2008
- Марко Блажич — Амкар — 2011, 2012
- Мирослав Богосавац — Ахмат — 2020—н. в.
- Видак Братич — Динамо М — 2003, 2004
- Никола Валентич — Сибирь — 2010
- Радоица Васич — Уралан — 2000
- Неманья Видич — Спартак М — 2004, 2005
- Мичо Враньеш — Уралан — 2003
- Звонимир Вукич — Москва — 2008, 2009
- Иван Вукоманович — Динамо М, Алания — 2002—2004
- Ваня Вучичевич — Крылья Советов — 2019
- Неманья Вучичевич — Локомотив М — 2001—2003
- Милан Вьештица — Зенит, Ростов, Шинник, Урал — 2002—2008, 2013
- Милан Гайич — ЦСКА — 2022—н. в.
- Неманья Главчич — Химки — 2022—2023
- Йован Голич — Спартак-Нальчик — 2010—2012
- Петар Голубович — Химки — 2023, 2024—н. в.
- Горан Гуталь — ЦСКА — 1999
- Джордже Деспотович — Оренбург, Рубин, Арсенал — 2018—2022
- Ненад Джорджевич — Крылья Советов — 2010, 2011
- Славолюб Джорджевич — Алания, Шинник — 2005, 2008
- Алекса Джурасович — Акрон — 2024—н. в.
- Доминик Динга — Урал — 2016—2019, 2022
- Раде Дугалич — Тосно, Енисей — 2017—2018
- Иван Евич — Алания — 2003, 2004
- Небойша Еленкович — Кубань — 2007
- Иван Живанович — Ростов — 2009—2012
- Саша Зделар — ЦСКА, Зенит — 2022—н. в.
- Миодраг Зец — Алания — 2004
- Бранислав Иванович — Локомотив М, Зенит — 2006, 2007, 2017—2020
- Ненад Иняц — Амкар — 2008
- Горан Йованович — Анжи — 2001
- Милан Йованович — Локомотив М — 2004, 2005
- Миодраг Йованович — Черноморец, Химки — 2000, 2007—2009
- Милан Йович — Спартак М, Черноморец, Ростсельмаш, Сатурн-REN TV — 2000—2003
- Бранко Йовичич — Амкар, Урал — 2014—2017, 2020—2021
- Джордже Йокич — Торпедо, Томь — 2005, 2006, 2008—2011
- Никола Йолович — Торпедо, Сатурн — 2001—2006
- Богдан Йочич — Рубин — 2024—н. в.
- Матея Кежман — Зенит — 2009
- Зоран Кнежевич — Химки — 2008
- Владимир Ковачевич — Динамо Мх — 2024
- Александар Комадина — Москва — 2002—2004
- Огнен Короман — Динамо М, Крылья Советов, Терек — 2002—2005, 2011—2013
- Зоран Костич — Шинник — 2006
- Милош Красич — ЦСКА — 2004—2010
- Милош Крушчич — Ростов — 2001—2007
- Данко Лазович — Зенит, Ростов — 2010—2013
- Дарко Лазич — Анжи — 2015—2016
- Йовица Лакич — Торпедо, Торпедо-ЗИЛ — 2001, 2002
- Огниен Лакич — Крылья Советов — 2000, 2001
- Милан Лешняк — Сатурн — 2003—2005
- Марко Ломич — Динамо М, Мордовия — 2010—2016
- Александар Лукович — Зенит — 2010—2014
- Милан Майсторович — Динамо М — 2023—н. в.
- Никола Максимович — Спартак М — 2018
- Мирослав Маркович — СКА-Хабаровск — 2017—2018
- Стефан Мелентиевич — Химки — 2023, 2024—н. в.
- Предраг Миич — Амкар — 2011, 2012
- Иван Миладинович — Сочи, Нижний Новгород — 2019—2023
- Драшко Милекич — Уралан — 2000
- Неманя Милетич — Уфа — 2021—2022
- Марко Милованович — Амкар — 2007, 2008
- Саво Милошевич — Рубин — 2008
- Александар Милькович — Амкар — 2016—2018
- Огнен Мимович — Зенит — 2025—н. в.
- Никола Мияилович — Химки, Амкар — 2008, 2011—2013
- Срджан Мияилович — Крылья Советов — 2017, 2018—2020
- Драган Мрджа — Химки — 2007, 2008
- Владимир Мудринич — Зенит — 2002
- Альберт Надь — Ростов — 2007
- Ненад Настич — Химки — 2009
- Неманья Николич — Ростов — 2013—2016
- Ратко Николич — Анжи — 2001
- Раде Новкович — Луч-Энергия — 2007, 2008
- Милан Обрадович — Локомотив М — 2001—2003
- Огнен Ожегович — Арсенал, Пари Нижний Новгород — 2018—2019, 2024—н. в.
- Иван Остоич — Балтика — 2023—2024
- Радован Панков — Урал — 2016—2017
- Велько Паунович — Рубин — 2007
- Неманья Пейчинович — Локомотив М — 2014—2018
- Митар Пекович — Анжи — 2010
- Милан Перендия — Мордовия — 2013, 2014—2016
- Душан Петкович — Спартак М, Сатурн — 2004, 2006, 2007
- Марко Петкович — Спартак М — 2017—2018
- Никола Петкович — Томь — 2010
- Александр Петрович — Шинник — 2008
- Бошко Петрович — Алания — 2001
- Бранимир Петрович — Рубин, Ростов, Крылья Советов — 2007, 2009, 2010
- Марко Полетанович — Тосно — 2017—2018
- Михайло Пьянович — Спартак М, Ростов — 2003—2007
- Урош Радакович — Оренбург, Арсенал — 2019—2020, 2021—2022
- Деян Радич — Алания, Спартак-Нальчик, Ростов — 2004, 2005, 2007—2011
- Никола Радмановац — Балтика — 2023—2024
- Милан Радойчич — Торпедо-ЗИЛ — 2001
- Слободан Райкович — Локомотив М — 2020
- Лазар Ранджелович — Урал, Рубин — 2022—2024
- Предраг Ранджелович — Анжи, ЦСКА, Зенит — 2000—2003
- Вук Рашович — Крылья Советов — 2002, 2003
- Михайло Ристич — Краснодар — 2017
- Милан Родич — Зенит, Волга, Крылья Советов — 2013—2017
- Срджан Савичевич — Уралан — 2000
- Сеад Салахович — Алания — 2000
- Предраг Сикимич — Амкар — 2007—2009
- Александр Симчевич — Мордовия — 2012
- Урош Спаич — Краснодар — 2018—2020, 2021
- Горан Стретенович — Уралан — 2000
- Сретен Сретенович — Кубань — 2009
- Срджан Станич — Спартак М — 2003, 2004
- Деян Стойкович — Уралан — 2000
- Небойша Стойкович — Анжи — 2000—2002
- Ненад Стоянович — Луч-Энергия — 2007, 2008
- Зоран Тошич — ЦСКА — 2010—2017
- Горан Тробок — Спартак М — 2003, 2004
- Никола Труйич — Тосно — 2017—2018
- Неманья Тубич — Краснодар, СКА-Хабаровск — 2011—2014, 2018
- Иван Цветкович — Химки — 2009
- Горан Чаушич — Арсенал — 2017—2018, 2019—2022
- Александр Чиркович — Крылья Советов — 2022—2023
- Никола Чумич — Рубин — 2023—н. в.
- Ненад Чиркович — Уралан — 2000
- Владица Чурчич — Алания — 2000
- Стефан Шапич — Торпедо — 2022—2023
- Петар Шкулетич — Локомотив М — 2015—2017
- Ненад Шливич — Ростов — 2009
- Марко Шчепович — Терек — 2015
- Страхиня Эракович — Зенит — 2023—н. в.

## Сирия
- Ассаф аль-Халифа — Жемчужина — 1994, 1998
- Нихад Буши — Крылья Советов — 1996, 1997
- Анас Махлюф — Крылья Советов, Шинник — 1996—1999

## Словакия
- Ладислав Алмаши — Ахмат — 2021
- Марек Бакош — Шинник — 2006

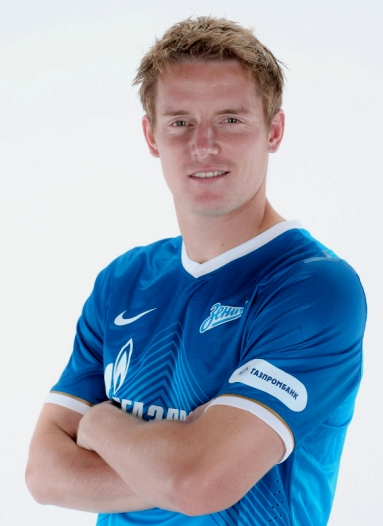
Томаш Губочан

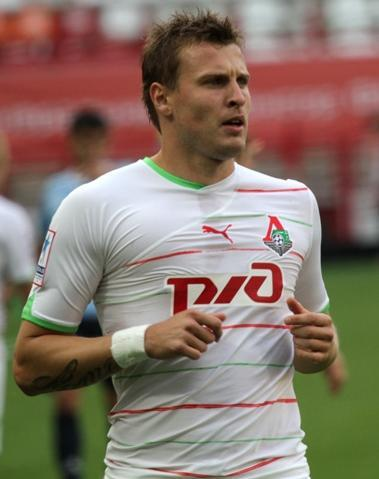
Ян Дюрица

- Михал Брезнаник — Амкар — 2012—2013
- Михал Ганек — Динамо М — 2003—2005
- Томаш Губочан — Зенит, Динамо М — 2008—2016
- Юрай Довичович — Локомотив М — 2000—2002
- Норберт Дьёмбер — Терек — 2017
- Ян Дюрица — Сатурн, Локомотив М — 2006—2009, 2010—2016
- Михал Дюриш — Оренбург — 2017
- Радослав Забавник — Терек — 2008, 2009
- Камил Копунек — Сатурн — 2010
- Франтишек Кубик — Кубань — 2011
- Роберт Мак — Зенит — 2016—2017, 2018—2019
- Ян Муха — Крылья Советов, Арсенал — 2013—2014, 2015
- Бранислав Обжера — Сатурн — 2006
- Павол Павлус — Черноморец — 2001
- Петер Петраш — Сатурн — 2006—2008
- Корнел Салата — Ростов, Томь — 2011—2014
- Лукаш Тесак — Торпедо, Арсенал — 2014—2015, 2016
- Бранислав Фодрек — Сатурн — 2006
- Марьян Хад — Локомотив М — 2006—2008
- Рихард Хогер — Локомотив НН — 1999
- Марек Холли — Локомотив НН, ЦСКА, Алания, Анжи — 1999—2001
- Жольт Хорняк — Динамо М — 2001, 2002
- Камил Чонтофальски — Зенит — 2003—2009
- Мартин Шкртел — Зенит — 2004—2007
- Мартин Якубко — Сатурн, Химки, Москва, Динамо М, Амкар — 2006—2010, 2012—2015

## Словения
- Грегор Балажиц — Урал — 2017—2019
- Ловро Бизяк — Уфа — 2018—2020

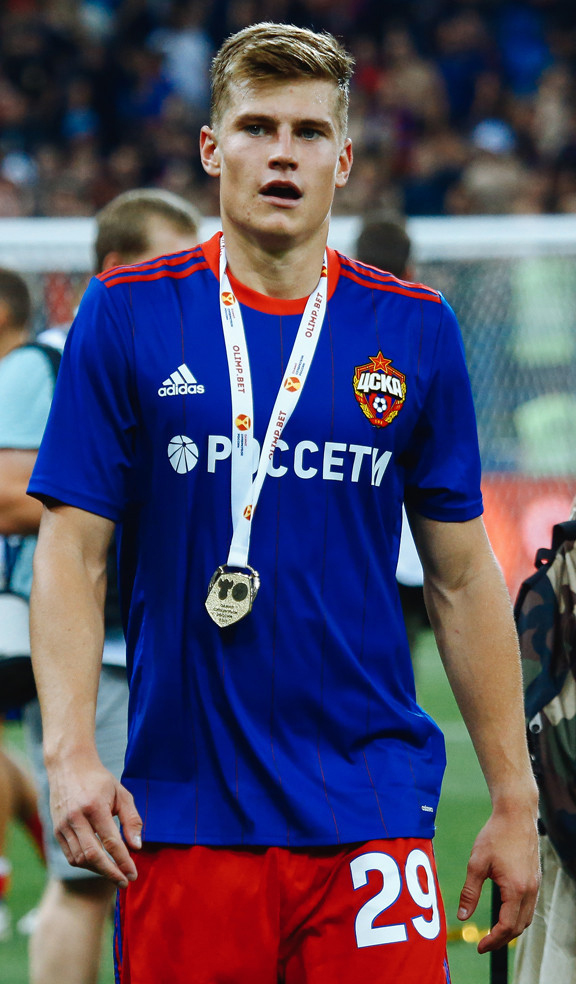
Яка Бийол

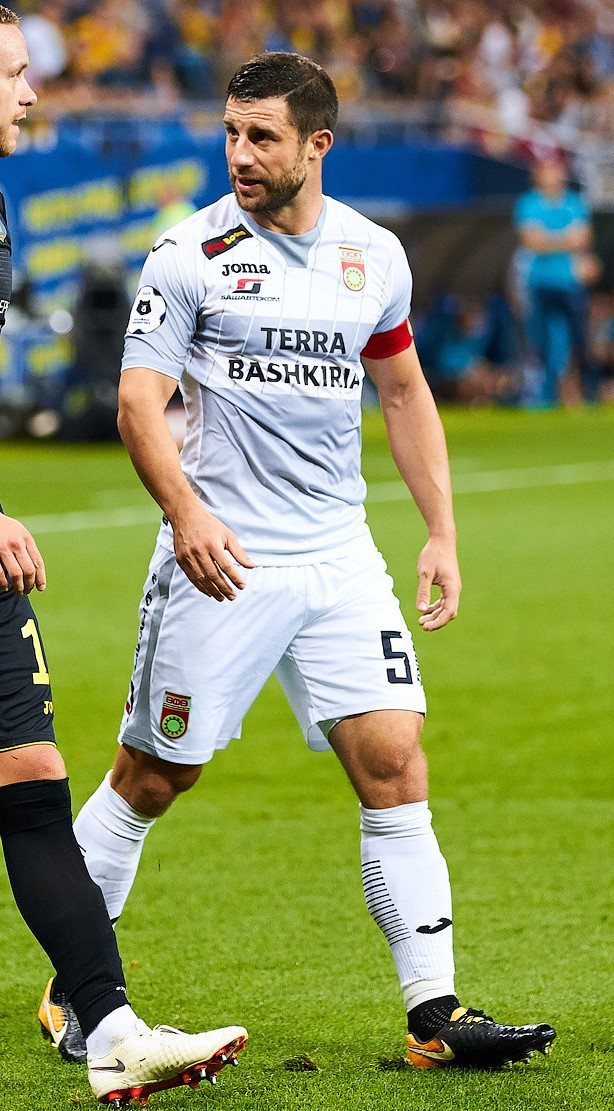
Боян Йокич

- Яка Бийол — ЦСКА — 2018—2020, 2021—2022
- Матия Бобен — Ростов — 2017—2018
- Далибор Волаш — Мордовия — 2012—2013
- Андрес Вомбергар — Уфа — 2019—2020
- Ян Джапо — Динамо Мх — 2024—н. в.
- Ваня Дркушич — Сочи, Зенит — 2022—2024, 2025—н. в.
- Драган Елич — Крылья Советов — 2010
- Лука Жинко — Амкар — 2010
- Бранко Илич — Москва, Локомотив М — 2009—2011
- Боян Йокич — Уфа — 2017—2022
- Амир Карич — Москва — 2004
- Свен Карич — Пари Нижний Новгород — 2024—н. в.
- Миха Клин — Шинник — 2006
- Мартин Крамарич — Сочи — 2023—2024, 2025—н. в.
- Игор Лазич — Терек — 2005
- Жан Майер — Ростов — 2017—2018
- Дарьян Матич — Шинник, Спартак-Нальчик — 2006, 2007
- Миха Мевля — Ростов , Зенит, Сочи, Спартак М — 2016—2021, 2022—2022
- Нейц Печник — Крылья Советов — 2011
- Ялен Покорн — Терек — 2005
- Денис Попович — Оренбург, Крылья Советов — 2017, 2018—2019, 2020
- Александр Радосавлевич — Шинник, Томь — 2002—2009
- Деян Русич — Спартак-Нальчик — 2010
- Мирал Самарджич — Анжи, Крылья Советов — 2017—2019
- Далибор Стеванович — Торпедо, Мордовия — 2014—2016
- Душан Стоинович — Химки — 2021
- Лука Тичич — Пари Нижний Новгород — 2024—н. в.
- Денис Халилович — Сатурн — 2009, 2010
- Настя Чех — Химки — 2007, 2008
- Суад Филекович — Крылья Советов — 2006, 2007
- Жига Шкофлек — Оренбург — 2019—2020

## Соединённые Штаты Америки

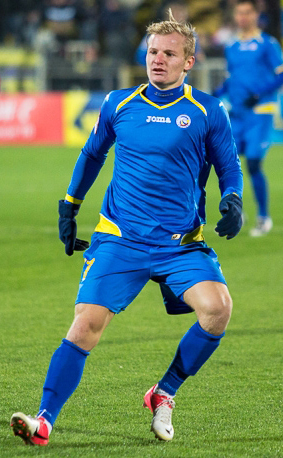
Евгений Стариков

- Евгений Стариков — Зенит, Томь, Ростов — 2009—2014

## Суринам

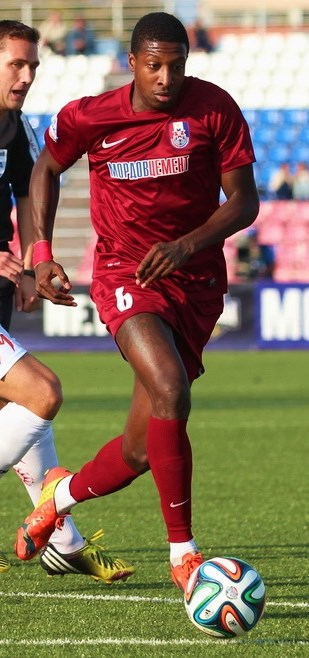
Митчелл Дональд

- Миенти Абена — Спартак М — 2024—2025
- Митчелл Дональд — Мордовия — 2014—2015

## Сьерра-Леоне
- Мохамед Камара — Факел — 2001

## Таджикистан

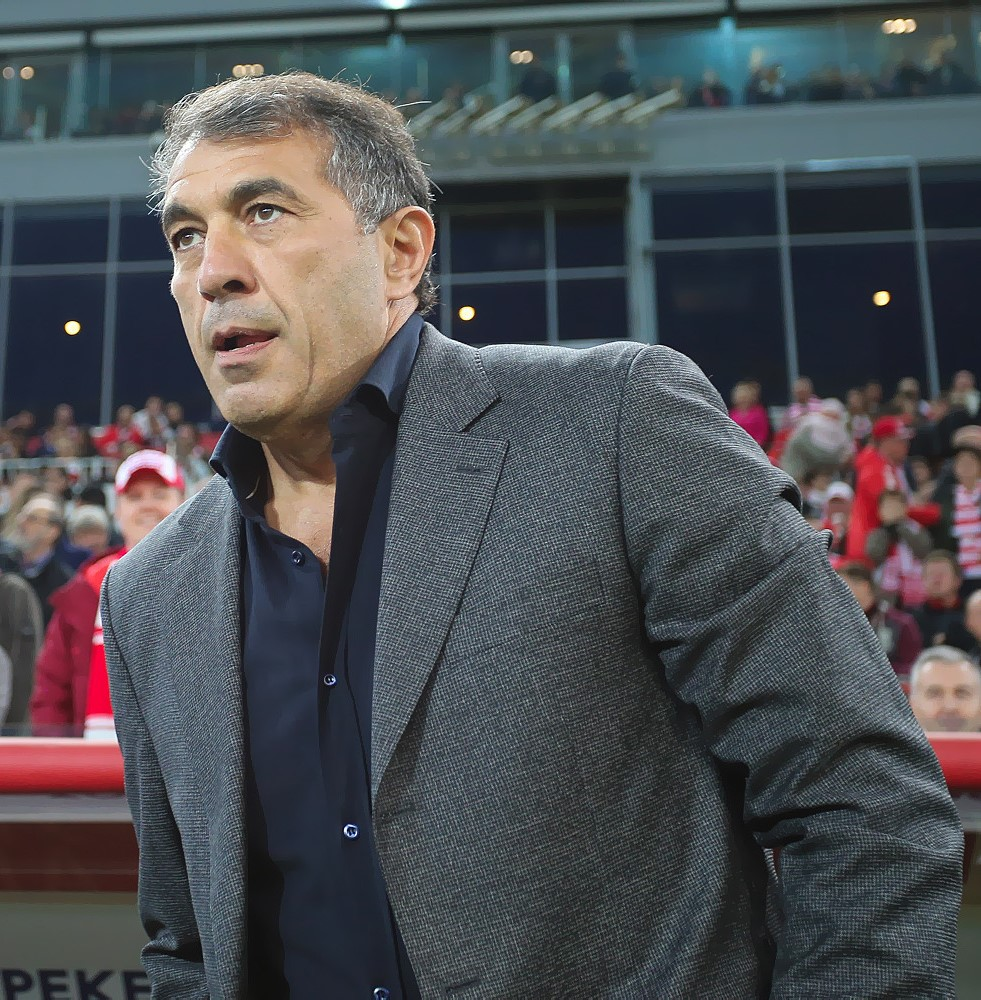
Рашид Рахимов

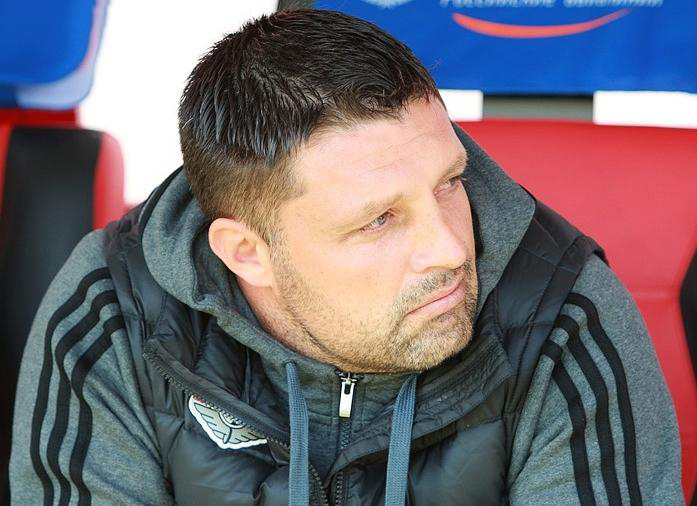
Игорь Черевченко выигрывал Кубок России в составе «Локомотива» в качестве игрока и в качестве главного тренера

- Арсен Аваков — Торпедо, Шинник, Локомотив НН, Уралан — 1996—2000, 2002
- Алиёр Ашурмамадов — Локомотив М — 1993, 1994
- Юрий Батуренко — Локомотив М, Тюмень — 1992—1995, 1997
- Фарход Васиев — Сатурн, Крылья Советов, Оренбург, Тамбов — 2007—2010, 2016, 2021
- Анатолий Воловоденко — Уралмаш — 1992—1994
- Валерий Горбач — Факел — 1992
- Андрей Мананников — Зенит, Ротор — 1992, 1993
- Вазген Манасян — Зенит — 1992
- Виталий Парахневич — Локомотив М — 1995
- Василий Постнов — Локомотив М — 1992
- Алимджон Рафиков — Зенит, КАМАЗ-Чаллы — 1992—1995
- Рашид Рахимов — Спартак М, Локомотив М — 1992—1994
- Георгий Тахохов — Спартак Влк — 1992
- Хаким Фузайлов — Локомотив М — 1992—1994
- Рахматулло Фузайлов — Шинник, Алания — 2002—2005
- Рустам Хайдаралиев — Локомотив НН — 1996, 1997
- Игорь Черевченко — Локомотив М, Торпедо, Алания — 1996—2002
- Олег Ширинбеков — Торпедо — 1994, 1995
- Рустам Ятимов — Ростов — 2024—н. в.

## Того

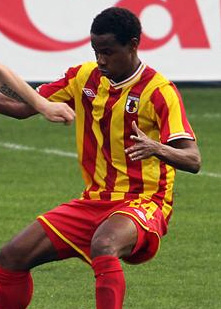
Абдул-Гафар Мамах

- Арафат Джако — Анжи — 2011
- Абдул-Гафар Мамах — Алания — 2010

## Тринидад и Тобаго

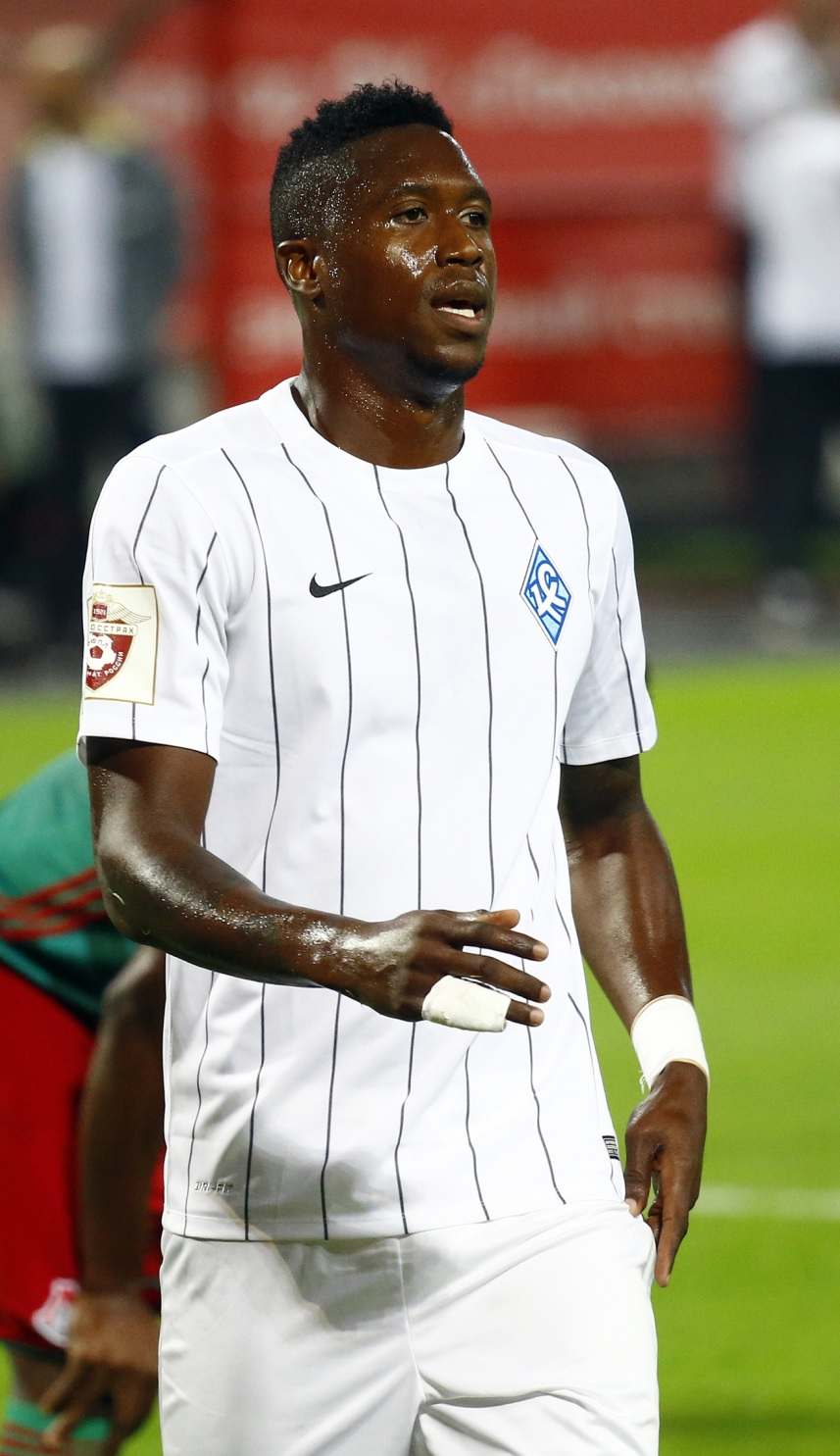
Шелдон Бато

- Шелдон Бато — Крылья Советов — 2015—2017
- Ливай Гарсия — Спартак М — 2025—н. в.

## Тунис

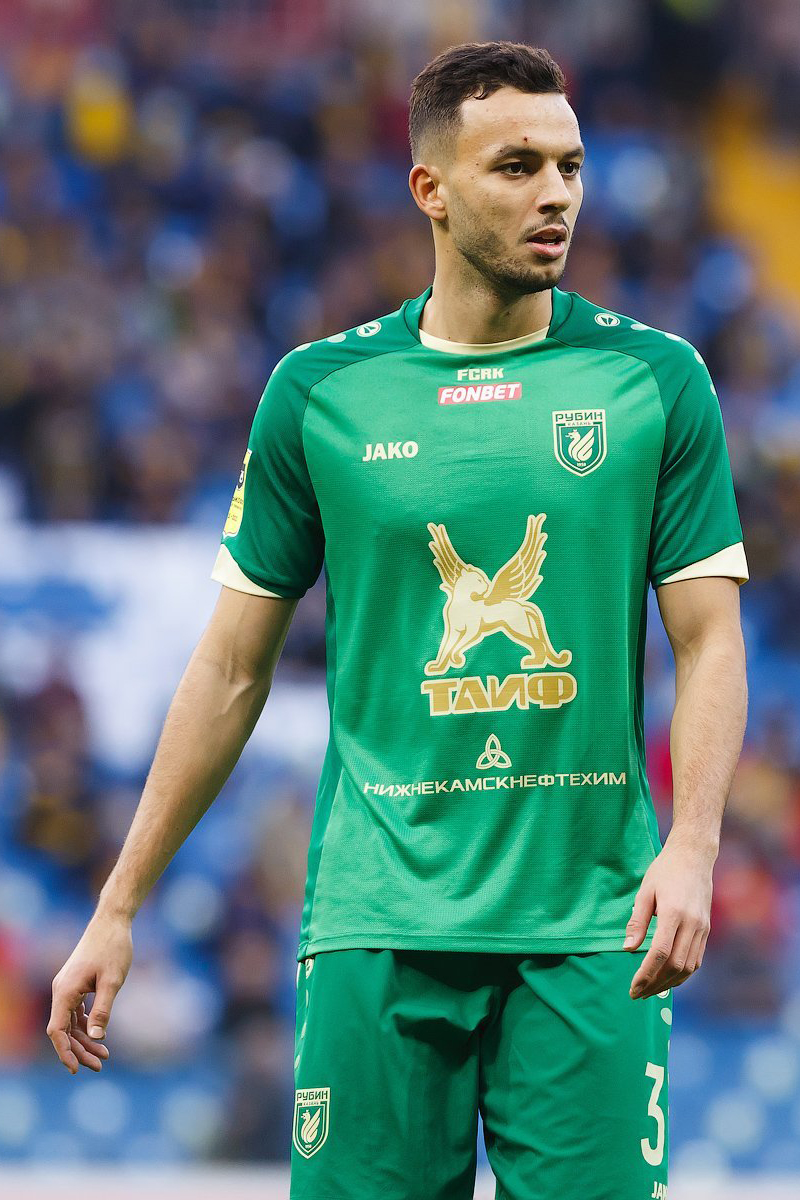
Монтассар Тальби

- Селим Бен Ашур — Рубин — 2006, 2007
- Анис Буссаиди — Ростов — 2011
- Надер Гандри — Ахмат — 2024—н. в.
- Шакер Зуаги — Локомотив М — 2006—2008
- Хазем Мастури — Динамо Мх — 2025
- Монтассар Тальби — Рубин — 2021—2022

## Туркменистан

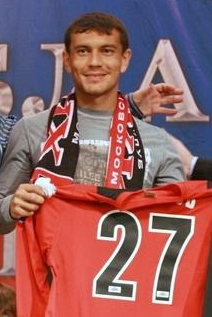
Владимир Байрамов

- Владимир Байрамов — Рубин, Химки — 2003—2008
- Валерий Брошин — ЦСКА — 1993, 1994
- Владимир Костюк — Динамо М — 1992, 1993
- Андрей Мартынов — Торпедо, Шинник — 1992, 1997
- Чарыяр Мухадов — Лада — 1996
- Дмитрий Нежелев — Уралмаш, Зенит — 1992—1994, 1996
- Вахыт Оразсахедов — Рубин, Ростов — 2008—2012, 2015
- Денис Переменин — Анжи — 2000—2002
- Павел Харчик — Рубин — 2003—2007
- Дмитрий Хомуха — Зенит, ЦСКА, Шинник, Терек — 1996—2000, 2002, 2003, 2005

## Турция
- Мехмет Аксу — Ростов — 2003, 2004

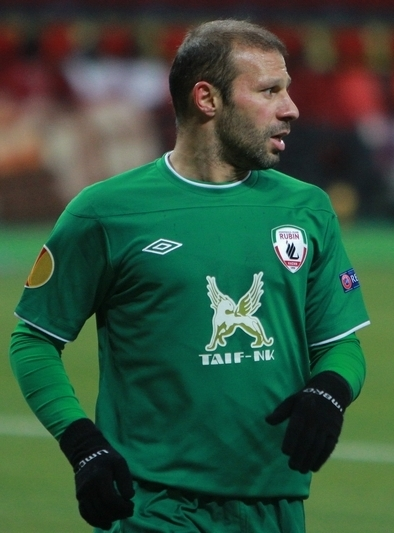
Гёкдениз Карадениз — полузащитник «Рубина» 2008—2018 годах, чемпион России 2008 и 2009, обладатель Кубка России 2011/2012, обладатель Суперкубков России 2010 и 2012

- Эмирджан Гюрлюк — Оренбург — 2023—н. в.
- Хасан Кабзе — Рубин — 2007—2010
- Гёкдениз Карадениз — Рубин — 2008—2018
- Казымджан Караташ — Оренбург — 2024—н. в.
- Туна Тамер — Терек — 2005
- Фатих Текке — Зенит, Рубин — 2006—2010
- Гёкхан Тёре — Рубин — 2012—2013
- Джанер Эркин — ЦСКА — 2007—2009
- Юсуф Языджи — ЦСКА — 2022

## Узбекистан

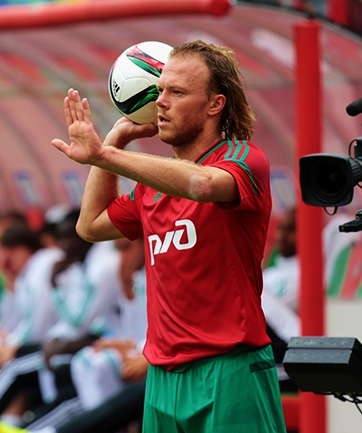
Виталий Денисов в составе «Локомотива»

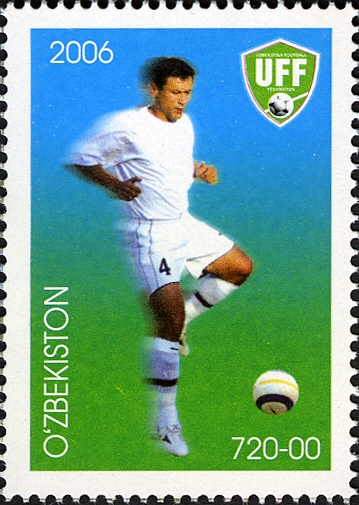
Мирджалол Касымов

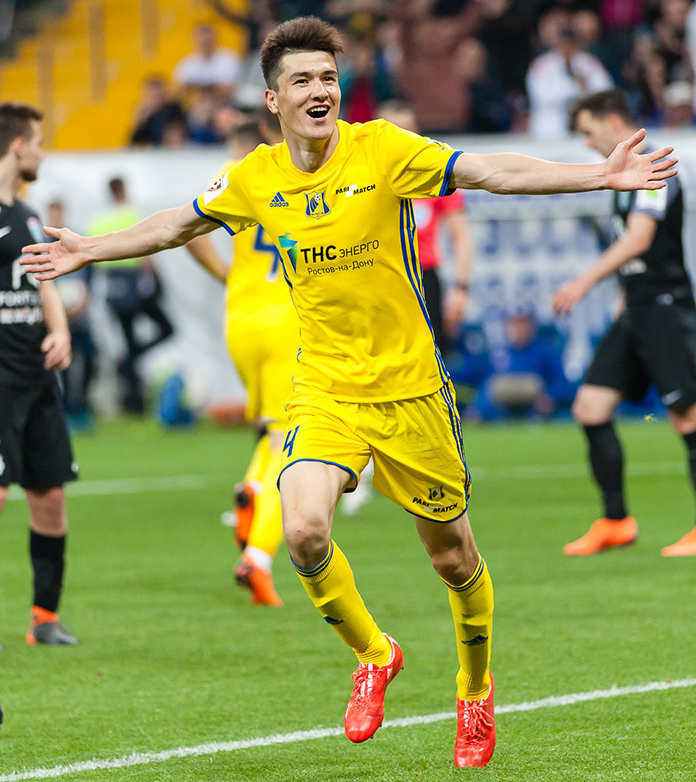
Элдор Шомуродов — победитель Лиги конференций УЕФА

- Руслан Агаларов — Анжи — 2000—2002
- Андрей Акопянц — Ростов — 2000—2005
- Сергей Андреев — Крылья Советов — 1998
- Вадим Афонин — Рубин, Оренбург, Анжи — 2006—2008, 2016—2017, 2018—2019
- Одил Ахмедов — Анжи, Краснодар — 2011—2016
- Бахтиёр Ашурматов — Спартак-Алания, Торпедо-Металлург, Крылья Советов — 2003, 2005, 2006
- Рустам Ашурматов — Рубин — 2023—2025
- Улугбек Бакаев — ЦСКА, Торпедо-ЗИЛ — 2001, 2002
- Марат Бикмаев — Крылья Советов, Рубин, Спартак-Нальчик, Алания — 2004—2010
- Павел Бугало — Алания — 2000, 2001
- Игорь Волков — Торпедо-Лужники — 1994—1996
- Вагиз Галиулин — Рубин, Сибирь, Уфа, Тосно — 2007—2010, 2013—2015, 2017—2018
- Александр Гейнрих — ЦСКА, Торпедо — 2003—2006
- Виталий Денисов — ЦСКА, Локомотив М, Крылья Советов, Рубин — 2004—2006, 2013—2019
- Геннадий Денисов — Спартак Влк — 1992—1994
- Жафар Ирисметов — Черноморец, Спартак М, Анжи — 1998, 2001, 2002
- Виктор Карпенко — Шинник — 2003, 2004
- Мирджалол Касымов — Алания, Крылья Советов — 1992, 1994—1996, 1999—2001, 2003, 2004
- Игорь Кичигин — Факел — 1992
- Леонид Кошелев — Шинник — 2005, 2006
- Ярослав Крушельницкий — Ротор — 2004
- Сергей Лебедев — Шинник — 1999
- Сергей Лущан — Крылья Советов, Ростсельмаш — 1997—2003
- Владимир Маминов — Локомотив М — 1993—2008
- Даврон Мирзаев — Рубин — 2007—2010
- Эдуард Момотов — Черноморец — 1998, 1999
- Баходир Насимов — Рубин — 2010
- Алексей Николаев — Шинник — 2006
- Олег Пашинин — Локомотив М — 1992—2007
- Алексей Поляков — Локомотив М, Крылья Советов, Луч-Энергия, Томь — 1995—1997, 1999—2010
- Владимир Радкевич — Ротор — 2002—2004
- Баходыр Рахманов — Океан — 1993
- Умарали Рахмоналиев — Рубин — 2023—2024
- Андрей Резанцев — Океан, Крылья Советов, Шинник — 1993—1999
- Евгений Сафонов — Шинник — 2002—2006
- Александр Саюн — Торпедо, Уралан, Локомотив НН — 1998—2000
- Павел Соломин — Сатурн — 2007
- Геннадий Скрипник — Динамо Ст — 1992
- Санжар Турсунов — Волга, Алания — 2011, 2012
- Остон Урунов — Уфа, Спартак М, Урал — 2020—2022
- Давронжон Файзиев — ЦСКА, Алания — 2000—2002
- Аббосбек Файзуллаев — ЦСКА — 2023—2025
- Андрей Фёдоров — Алания, Рубин — 1998, 1999, 2003—2008
- Достонбек Хамдамов — Анжи — 2018
- Николай Ширшов — Ростов — 2000—2005
- Игорь Шквырин — Спартак Влк — 1992
- Элдор Шомуродов — Ростов — 2017—2020
- Хожимат Эркинов — Торпедо — 2022—2023
- Шерзод Эсанов — Акрон — 2024—2025
- Иброхимхалил Юлдошев — Пари Нижний Новгород — 2021—2023

## Украина

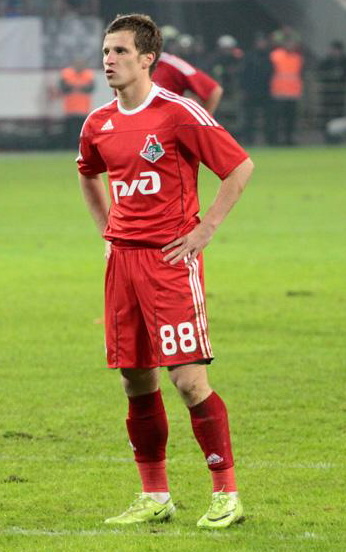
Александр Алиев в составе московского «Локомотива»

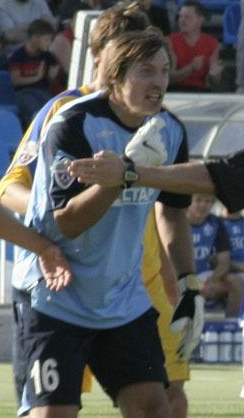
Илья Близнюк, выступая за «Томь», отразил два пенальти в игре против московского «Динамо»

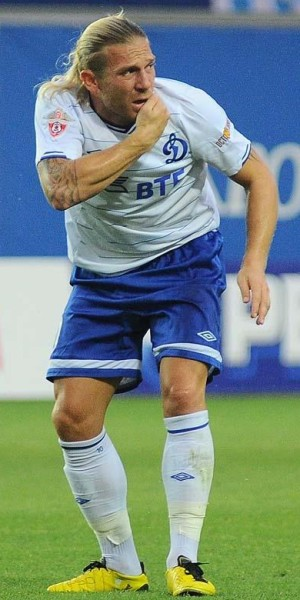
Андрей Воронин

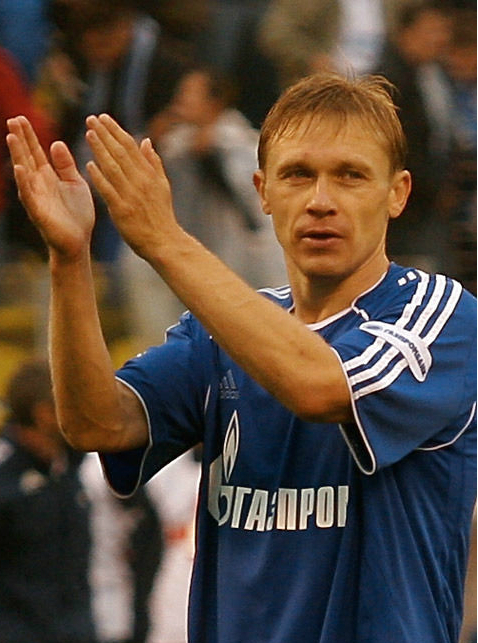
Александр Горшков

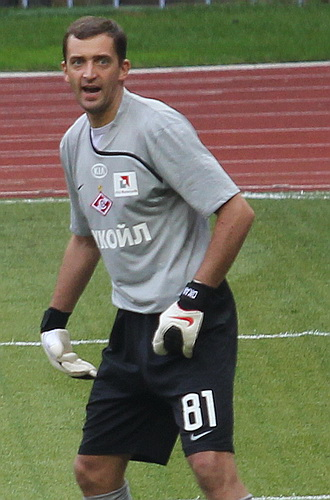
Андрей Дикань в воротах «Спартака»

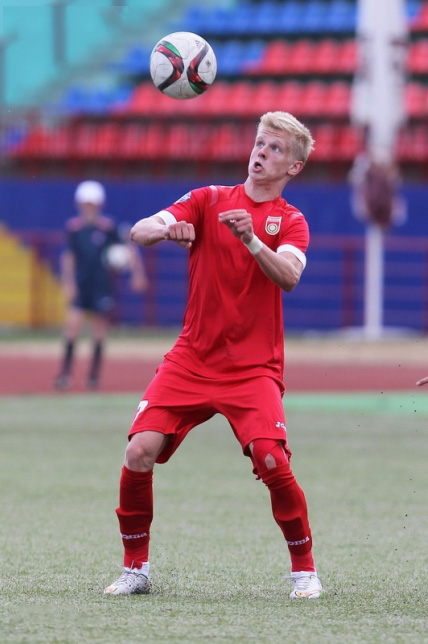
Александр Зинченко

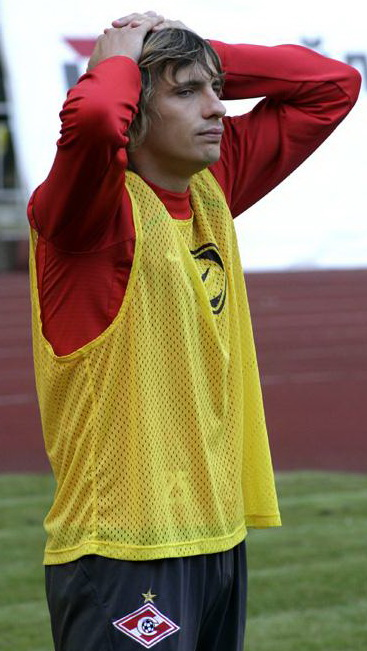
Максим Калиниченко — полузащитник «Спартака» в 2001—2008 годах

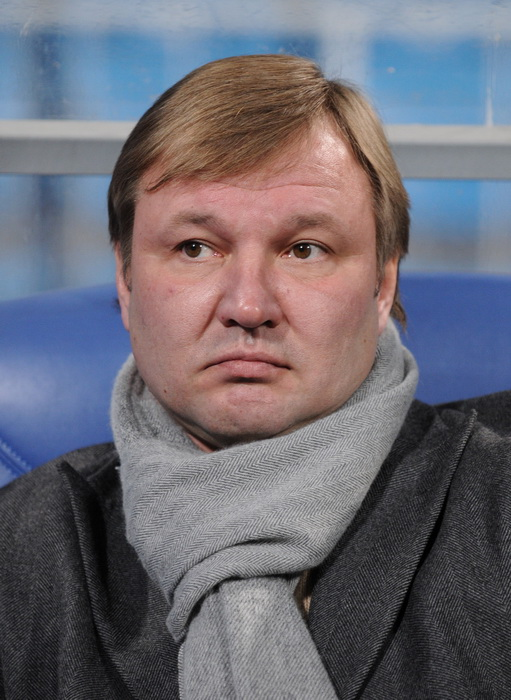
Юрий Калитвинцев

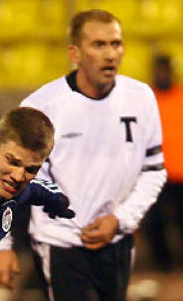
Сергей Кормильцев

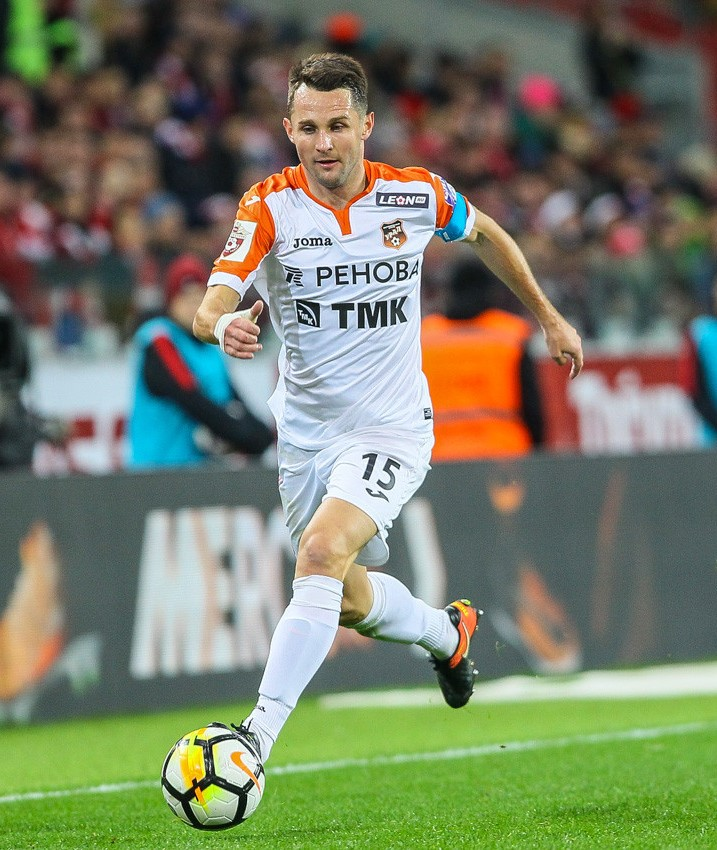
Денис Кулаков

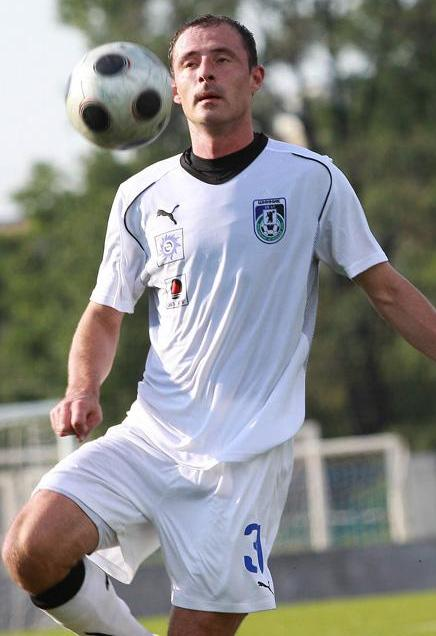
Роман Монарёв — автор лучшего гола чемпионата России 2008 года по версии телеканала «Спорт»

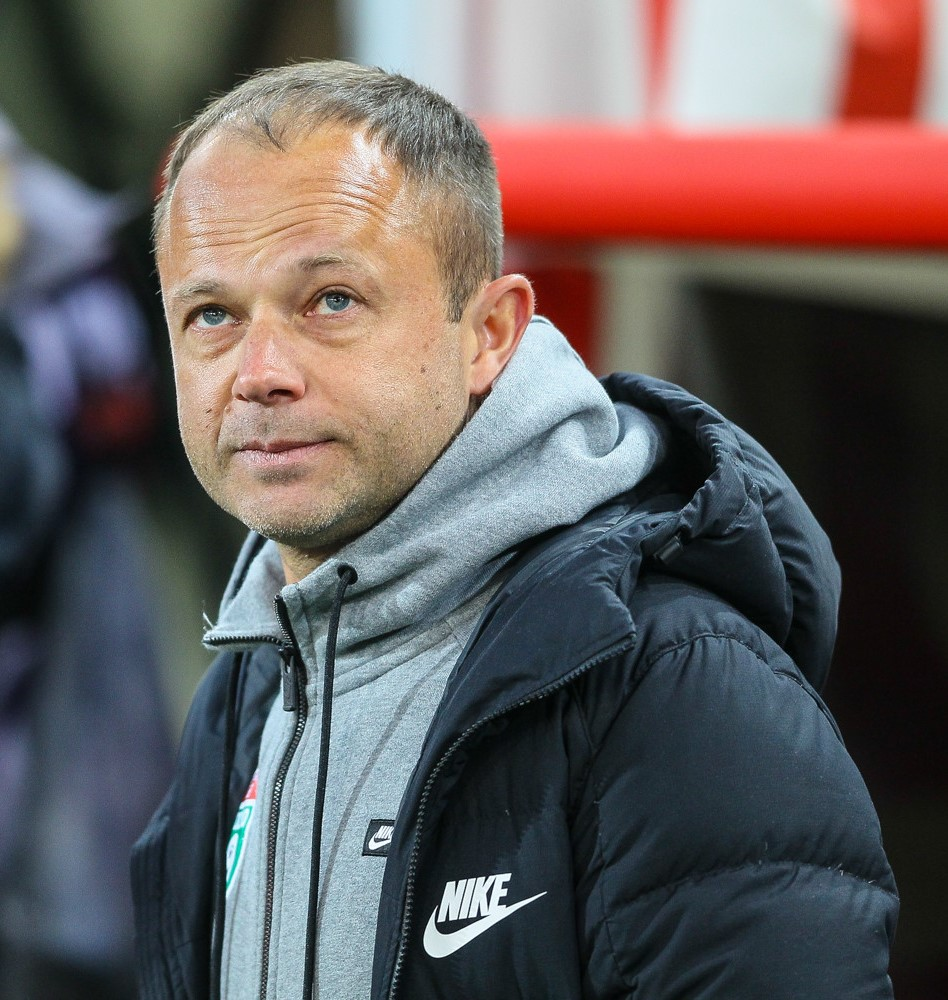
Дмитрий Парфёнов

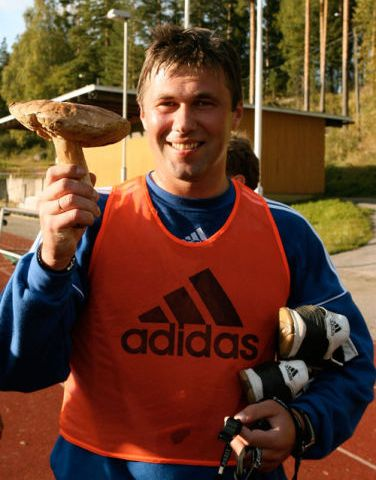
Геннадий Попович

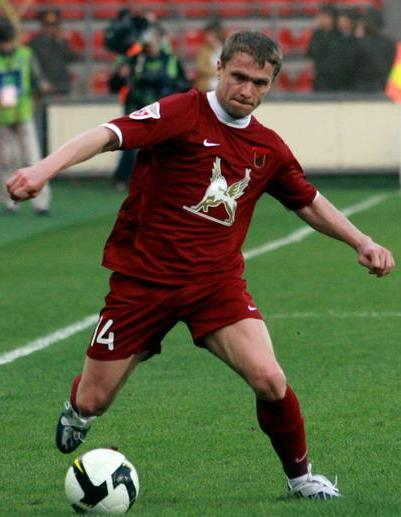
Сергей Ребров

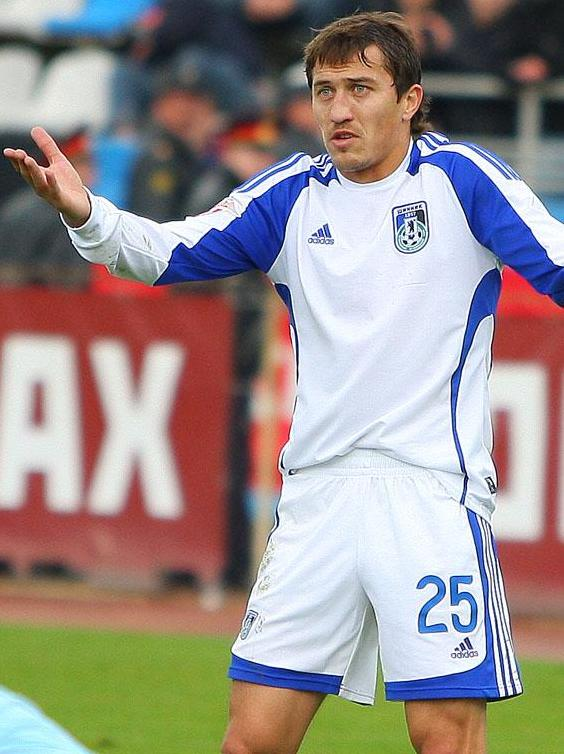
Дмитрий Семочко в игре за «Шинник»

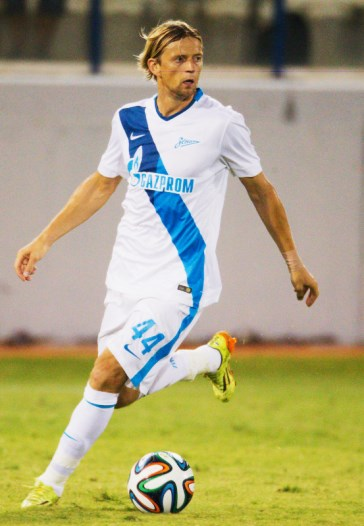
Анатолий Тимощук

- Андрей Алексаненков — КАМАЗ-Чаллы — 1995, 1996
- Ахмед Алибеков — Уфа — 2020
- Александр Алиев — Локомотив М, Анжи — 2010, 2014
- Вадим Алпатов — Локомотив НН — 2000
- Андрей Анищенко — Крылья Советов — 1995, 1996
- Алексей Антюхин — Черноморец — 2003
- Александр Бабий — Зенит — 1998—1999
- Александр Бабич — Анжи — 2002
- Виталий Балашов — Тамбов — 2020
- Виталий Балицкий — Алания — 2002
- Алексей Бахарев — Лада, Спартак М, Ротор, Рубин — 1994, 1996—1998, 2005
- Сергей Беженар — Черноморец — 2001
- Максим Белецкий — ЦСКА, Москва, Ростов — 1998—2007
- Анатолий Бессмертный — Тюмень, Ростсельмаш — 1994, 1995, 1997—2001
- Дмитрий Билоног — Урал — 2015—2016, 2017
- Илья Близнюк — Ростов, Спартак-Алания, Томь, Шинник — 2000—2007
- Сергей Бойко — Терек — 2005
- Сергей Борисенко — Алания — 2000
- Виктор Бровченко — Торпедо, Локомотив НН — 1999, 2000
- Филипп Будковский — Анжи — 2016—2017, 2018
- Богдан Бутко — Амкар — 2015—2016
- Андрей Василитчук — Жемчужина, Энергия-Текстильщик — 1996
- Владислав Ващук — Спартак М — 2003
- Юрий Вернидуб — Зенит — 1997—2000
- Константин Визёнок — Балтика — 1998
- Олег Волотёк — Асмарал — 1993
- Валерий Воробьёв — Торпедо — 1997—2003
- Андрей Воронин — Динамо М — 2010—2012, 2013—2014
- Владимир Гапон — Уралан — 2003
- Олег Гарас — Локомотив М, Факел — 1996—2001
- Сергей Гаращенков — Амкар — 2011, 2012
- Владимир Геращенко — Ротор — 1992—1998
- Алексей Гетьман — Ростсельмаш — 2001
- Иван Гецко — Локомотив НН, Алания — 1995—1997
- Дмитрий Горбатенко — КАМАЗ-Чаллы — 1994, 1995
- Дмитрий Горбушин — Кубань — 2009
- Валерий Городов — Уралмаш, Факел — 1994, 1995, 1997
- Александр Горшков — Жемчужина, Зенит, Сатурн-Ren TV — 1996—2008
- Александр Грановский — Спартак М — 2001
- Юрий Грицына — Динамо-Газовик — 1994, 1995
- Дмитрий Гришко — СКА-Хабаровск — 2017—2018
- Артём Громов — Крылья Советов — 2017
- Юрий Гудименко — Динамо М, Лада — 1993, 1994
- Андрей Гузенко — Крылья Советов — 1998
- Юрий Гуляев — Локомотив НН — 1992, 1993
- Александр Гуменюк — Черноморец — 1998
- Андрей Гусин — Крылья Советов, Сатурн — 2005—2008
- Олег Данченко — Анжи, Енисей, Рубин, Уфа — 2017—2018, 2019—2020
- Сергей Даценко — Ростов, Терек — 2000—2005
- Марко Девич — Рубин, Ростов — 2014—2017
- Денис Дедечко — Амкар, СКА-Хабаровск — 2010, 2017
- Анатолий Диденко — Амкар — 2004, 2005
- Андрей Дикань — Кубань, Терек, Спартак М, Краснодар — 2004, 2007, 2009—2016
- Сергей Дмитриев — Анжи — 2001, 2002
- Юрий Дмитрулин — Шинник — 2006
- Сергей Доронченко — Лада — 1994
- Евгений Драгунов — Лада — 1994
- Игорь Дудник — Терек — 2008
- Юрий Дудник — ЦСКА, Ростсельмаш — 1993, 1997—1999
- Владислав Дуюн — Спартак М, Локомотив НН, Ростсельмаш, Сокол — 1996—2002
- Константин Дымарчук — Зенит, Тюмень, Жемчужина — 1997—1999
- Василий Евсеев — Текстильщик — 1993
- Богдан Есып — Ростсельмаш — 1999
- Игорь Жабченко — Ротор — 1996
- Геннадий Жилкин — Черноморец — 1995
- Игорь Жураховский — Кубань — 2016
- Сергей Заец — Уралмаш — 1994, 1995
- Вячеслав Запояска — Сокол — 2002
- Артём Засядьвовк — Шинник — 2003—2006
- Владимир Заярный — КАМАЗ-Чаллы, Черноморец — 1996, 1997, 1999—2001
- Владимир Зинич — Факел — 1997
- Александр Зинченко — Уфа — 2015—2016
- Владислав Зубков — КАМАЗ-Чаллы, Локомотив НН — 1993—1997, 1999
- Дмитрий Иванисеня — Крылья Советов — 2021—н. в.
- Максим Калиниченко — Спартак М — 2000—2008
- Юрий Калитвинцев — Динамо М, Локомотив НН — 1992—1994
- Александр Каплиенко — Тамбов — 2020
- Сергей Каретник — Кубань, Анжи — 2013, 2014—2017
- Олег Касторный — Балтика, Факел — 1998, 2000, 2001
- Александр Касьян — Томь — 2016
- Олег Кириллов — Асмарал — 1993
- Александр Кирюхин — Крылья Советов, Черноморец — 2000, 2001
- Александр Коваль — Сокол — 2001
- Кирилл Ковальчук — Томь — 2009—2011, 2016
- Сергей Кормильцев — Уралан, Торпедо — 1998, 2000—2006
- Игорь Корниец — Ротор — 1995—1997
- Игорь Король — Балтика — 1998
- Игорь Костюк — Тюмень — 1997
- Павел Котовенко — Ротор — 2001—2004
- Олег Кошелюк — Торпедо-Лужники — 1997
- Сергей Круковец — Торпедо, Локомотив НН — 1996—2000
- Сергей Кузнецов — КАМАЗ — 1994
- Сергей Кузнецов — Алания — 2010
- Денис Кулаков — Урал — 2015—2024
- Константин Кулик — Ротор — 1995
- Игорь Кутепов — Тюмень, ЦСКА, Ростсельмаш — 1994—1995, 1997—2000
- Александр Лавренцов — Крылья Советов, Торпедо-Металлург — 2000—2004
- Игорь Лагойда — Уралан — 1999
- Максим Левицкий — Черноморец, Спартак М, Динамо М — 1999—2005
- Евгений Левченко — ЦСКА, Сатурн — 1996, 2009, 2010
- Виктор Леоненко — Динамо М — 1992[2]
- Евгений Лисицын — Спартак М, Терек — 2001, 2005
- Владимир Лобас — Жемчужина, Энергия-Текстильщик — 1996
- Андрей Лопушинский — Факел — 1997
- Егор Лугачёв — Спартак М — 2006—2010
- Евгений Луценко — Динамо М, Шинник — 2003, 2004
- Тарас Луценко — Уралан — 1999, 2000, 2002, 2003
- Василий Мазур — Крылья Советов, Локомотив НН — 1996—1998, 2000
- Юрий Максимов — Ростов — 2003
- Роман Максимюк — Зенит — 1998, 1999
- Александр Малыгин — Ростсельмаш — 1998—2002
- Сергей Мамчур — Асмарал, ЦСКА — 1992—1997
- Александр Марцун — Балтика — 1998
- Владимир Мацигура — Ростсельмаш — 1996—2000
- Роман Мелешко — Спартак Вл — 1993
- Владимир Микитин — Ростов — 2001—2003
- Александр Митрофанов — Анжи — 2002
- Илья Михалёв — Амкар — 2010, 2011
- Тарас Михалик — Локомотив М — 2013—2019
- Олег Мищенко — Амкар — 2016
- Вячеслав Могильный — Жемчужина — 1993—1995
- Игорь Моисеев — Асмарал — 1993
- Юрий Мокрицкий — Жемчужина — 1997, 1998
- Роман Монарёв — Алания, ЦСКА, Торпедо-Металлург, Луч-Энергия, Шинник — 1998, 2001—2003, 2006, 2008
- Антон Монахов — Спартак М, Торпедо-ЗИЛ, Уралан — 2001—2003
- Юрий Мороз — Алания, Торпедо-ЗИЛ — 1997, 1998, 2001
- Руслан Мостовой — Спартак Нч, Томь — 2006, 2007
- Олег Мочуляк — Уралмаш — 1996
- Асан Мустафаев — Уралмаш — 1995
- Сергей Нагорняк — Спартак М — 1995, 1996
- Олег Надуда — Спартак М — 1994, 1995
- Александр Нефёдов — Уралмаш — 1995
- Александр Никифоров — КАМАЗ-Чаллы — 1993, 1994, 1996
- Денис Онищенко — Томь — 2006
- Виктор Опаренюк — Жемчужина — 1995
- Анатолий Опря — Жемчужина — 1998, 1999
- Геннадий Орбу — Ротор, Сокол — 1996, 1997, 2001, 2002
- Иван Ордец — Динамо М — 2019—2022
- Алексей Осипов — Крылья Советов, Черноморец — 2000, 2001
- Олег Остапенко — Факел — 2001
- Дмитрий Парфёнов — Спартак М, Динамо М, Химки, Сатурн — 1998—2007, 2009, 2010
- Олег Патяк — Спартак-Нальчик — 2008
- Геннадий Перепаденко — Спартак М — 1992[3]
- Сергей Перепаденко — Спартак М, Локомотив М — 1992, 1994—1996
- Сергей Перхун — ЦСКА — 2001
- Олег Пестряков — ЦСКА, Ростсельмаш, Спартак М — 1996—1999, 2003
- Сергей Пилипчук — Спартак-Нальчик, Химки — 2006—2009, 2011
- Андрей Пилявский — Рубин — 2016
- Эдуард Пискун — КАМАЗ — 1994
- Сергей Погодин — Спартак М — 1993, 1994
- Артём Полярус — Химки, Ахмат — 2020—2021
- Александр Помазун — Спартак М, Балтика, Торпедо-ЗИЛ, Сатурн-Ren TV — 1993, 1994, 1996—1998, 2001, 2002
- Виталий Пономаренко — Динамо-Газовик — 1995
- Сергей Попов — Зенит — 1996, 1997
- Геннадий Попович — Зенит — 1997—2001
- Андрей Порошин — Локомотив М, Спартак Нч — 2004, 2006
- Владимир Приёмов — Сатурн, Крылья Советов — 2005, 2011—2012
- Александр Призетко — Тюмень, Торпедо, Черноморец — 1995, 1997, 1998, 2000, 2001, 2003
- Алексей Прохоренков — Динамо — 1998
- Вячеслав Проценко — Жемчужина — 1993—1995
- Андрей Прошин — Томь, Ростов — 2006, 2007, 2010, 2011
- Владислав Прудиус — Ростсельмаш, Анжи — 1996—2002
- Сергей Пучков — КАМАЗ — 1994
- Виталий Пушкуца — Черноморец — 2000, 2001
- Ярослав Ракицкий — Зенит — 2019—2022
- Сергей Ребров — Рубин — 2008, 2009
- Виталий Розгон — Крылья Советов — 1999—2001
- Александр Ролевич — Балтика — 1996
- Пётр Русак — Черноморец — 1996, 1997
- Роман Русановский — Черноморец — 1996—1998
- Олег Рыпан — Ростсельмаш — 1996—1999
- Владимир Савченко — Ростов, Терек — 1997—2003, 2005
- Юрий Сак — Спартак М, Крылья Советов — 1994, 1999
- Виталий Самойлов — Сокол, Ротор — 2001, 2002, 2004
- Олег Самсоненко — Уралмаш — 1992—1993
- Андрей Сапуга — Торпедо, Локомотив НН — 1998—2001
- Виктор Сахно — КАМАЗ — 1993
- Вячеслав Свидерский — Алания, Динамо М, Сатурн — 2002—2005
- Александр Свистунов — Зенит, Черноморец — 1997, 2000, 2001
- Александр Севидов — Торпедо — 1993
- Евгений Селезнёв — Кубань — 2016
- Сергей Селезнёв — Торпедо-ЗИЛ — 2001
- Юрий Селезнёв — Ростсельмаш — 2000, 2001
- Дмитрий Семочко — Уралан, Луч-Энергия, Шинник, Химки — 2000, 2002, 2003, 2006—2009
- Сергей Серебренников — Шинник — 1998
- Андрей Сидельников — ЦСКА — 1997
- Сергей Симоненко — Торпедо, Алания — 1999—2002
- Сергей Скаченко — Торпедо — 1992, 1993, 1998, 1999
- Денис Скепский — Динамо М — 2006, 2007, 2009
- Виталий Скиш — Алания — 1996
- Мирослав Славов — Анжи — 2010, 2011
- Валентин Слюсар — Ростсельмаш — 1999
- Сергей Снытко — Шинник, Черноморец, Кубань — 1997—2001, 2003, 2004
- Олег Соловьёв — Лада, Энергия-Текстильщик, Черноморец, Сатурн, Уралан — 1994—1997, 1999, 2000, 2002
- Евгений Сонин — Крылья Советов — 1994, 1995
- Александр Спивак — Зенит — 2000—2007
- Михаил Старостяк — Шинник — 2004, 2005
- Павел Степанец — ЦСКА, Мордовия, Уфа — 2004—2006, 2012—2013, 2014—2015
- Александр Степанов — Спартак-Алания — 2003
- Василий Сторчак — Асмарал — 1992, 1993
- Сергей Сурело — Динамо-Газовик — 1992
- Геннадий Сушко — Жемчужина — 1998, 1999
- Олег Терещенко — Текстильщик, Уралан, Сокол, Факел — 1993, 1998—2001
- Анатолий Тимощук — Зенит — 2007—2009, 2013—2015
- Максим Тищенко — Ротор — 1996—2002
- Максим Трусевич — Ростов — 2007
- Дмитрий Тутиченко — Уралан — 1999, 2000
- Дмитрий Тяпушкин — Спартак М, ЦСКА, Динамо М — 1994—1998
- Виталий Федорив — Амкар — 2008—2011
- Виталий Федотов — СКА-Хабаровск — 2017—2018
- Алексей Храмцов — Уралан — 2000
- Вячеслав Хруслов — Динамо-Газовик — 1994, 1995
- Игорь Худобяк — Ростов — 2013—2014
- Эдуард Цихмейструк — Спартак М — 2001, 2002
- Николай Цыган — Алания, Крылья Советов — 2002—2005, 2010
- Игорь Чайковский — Анжи — 2017—2018
- Вячеслав Шевченко — Торпедо-Металлург — 2003
- Вячеслав Шевчук — Шинник — 2002—2004
- Богдан Шершун — ЦСКА — 2002—2005
- Антон Шиндер — Амкар — 2016—2017
- Сергей Шищенко — Балтика — 1998
- Павел Шкапенко — Уралан, Торпедо, Кубань — 1999—2001, 2004
- Сергей Шматоваленко — Крылья Советов — 1999
- Сергей Шубин — Жемчужина — 1996, 1997
- Виталий Шумейко — Спартак-Нальчик — 2007—2009
- Александр Шутов — Ростсельмаш, ЦСКА, Черноморец, Амкар — 1995—1999, 2004, 2005
- Игорь Шуховцев — Уралмаш — 1996
- Дмитрий Щербак — Кубань, Анжи — 2015—2017
- Андрей Юдин — Текстильщик, Факел — 1993, 1994, 1997
- Виктор Яблонский — Балтика — 1996—1998
- Дмитрий Яковенко — ЦСКА — 1997
- Сергей Яковенко — Жемчужина, Факел — 1993, 1994, 2000
- Иван Яремчук — КАМАЗ, Энергия-Текстильщик — 1994, 1996
- Сергей Ярмолич — Черноморец — 1995
- Константин Ярошенко — Урал — 2014—2016
- Юрий Яськов — Зенит — 2000, 2001
- Артём Яшкин — Шинник, Уралан — 1992, 1998, 2002

## Уругвай
- Луис Агиар — Динамо М — 2009

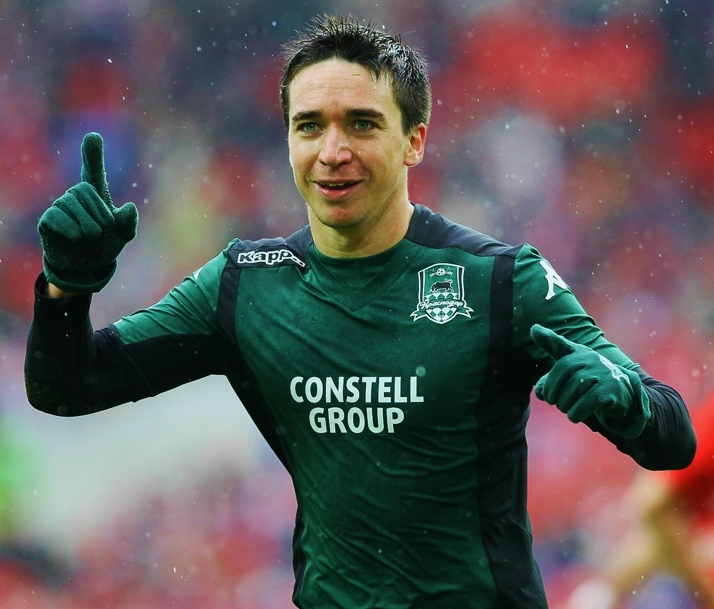
Маурисио Перейра

- Хуан Мануэль Боселли — Пари Нижний Новгород — 2023—н. в.
- Гонсало Буэно — Кубань — 2013—2014
- Гильермо Варела — Динамо М — 2020—2022
- Тиаго Весино — Пари Нижний Новгород — 2025—н. в.
- Джованни Гонсалес — Краснодар — 2024—н. в.
- Кристиан Гонсалес — Химки — 2023
- Карлос Гутьеррес — Ростов — 2004—2006
- Хавьер Дельгадо — Сатурн — 2004, 2005
- Гильермо Котуньо — Рубин — 2015—2016
- Диего Лаксальт — Динамо М — 2021—н. в.
- Маурисио Лемос — Рубин — 2015
- Виктор Лопес — Уралан — 2003
- Хавьер Манчини — Ростов — 2005
- Николас Маричаль — Динамо М — 2022—н. в.
- Себастьян Моркио — Уралан — 2003
- Лукас Оласа — Краснодар — 2023—н. в.
- Маурисио Перейра — Краснодар — 2013—2019
- Омар Перес — Ростов — 2004—2006
- Факундо Пирис — Терек — 2013—2017
- Агустин Рохель — Крылья Советов — 2018—2019
- Родриго Саравия — Ростов — 2024—н. в.
- Бруно Сильва — Ростов — 2004
- Андрес Скотти — Рубин — 2003—2006
- Марсело Соса — Спартак М — 2004
- Абель Эрнандес — ЦСКА — 2018—2019

## Финляндия
- Яни Виртанен — Химки — 2009

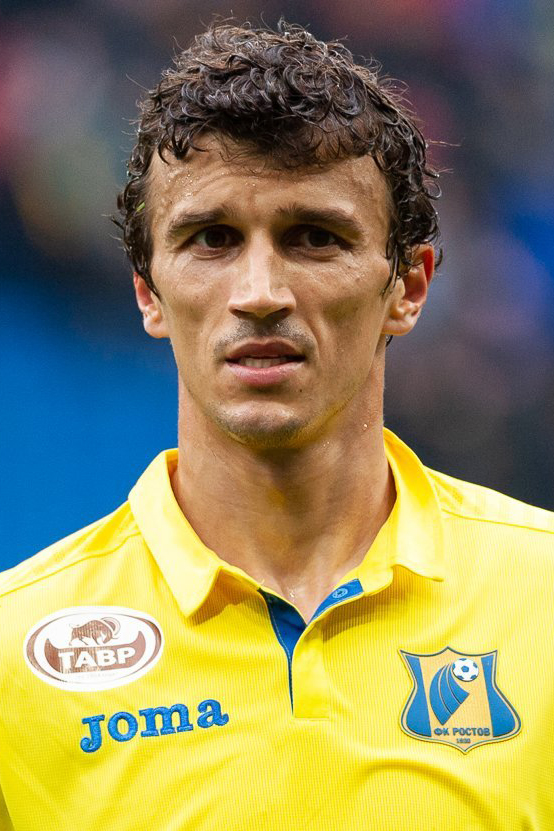
Роман Ерёменко

- Алексей Ерёменко — Сатурн, Рубин — 2006—2009, 2011—2013
- Роман Ерёменко — Рубин, ЦСКА, Спартак М, Ростов — 2011—2016, 2018—2020
- Юхани Ояла — Терек — 2013—2016
- Борис Ротенберг — Зенит, Шинник, Химки, Алания, Динамо М, Кубань, Ростов, Локомотив М — 2006—2012, 2013—2018
- Берат Садик — Крылья Советов — 2015—2017
- Отто Фредриксон — Спартак-Нальчик — 2010—2012

## Франция

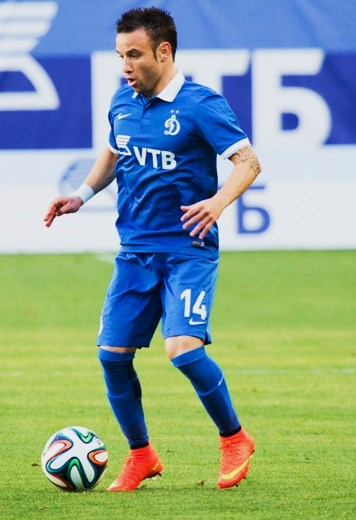
Матьё Вальбуэна

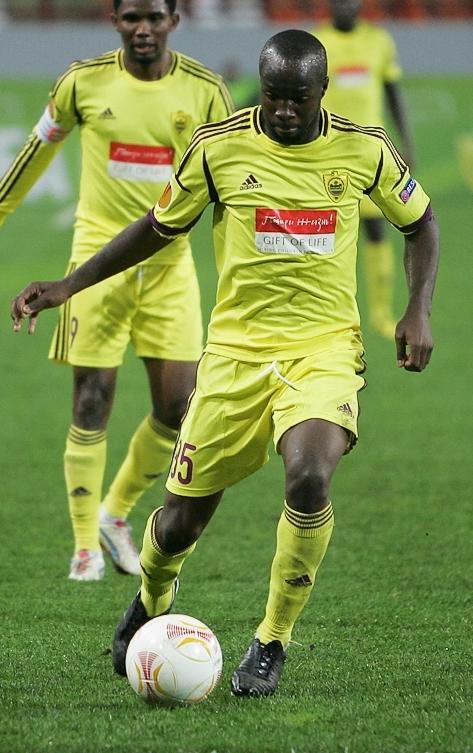
Лассана Диарра в игре за «Анжи»

- Набиль Абердин — Сочи — 2025—н. в.
- Филипе Азеведу — Локомотив М — 2000
- Алексис Бека Бека — Локомотив М — 2021—2022
- Мохамед Брахими — Факел — 2023, 2024—2025
- Матьё Вальбуэна — Динамо М — 2014—2015
- Вильям Венкёр — Динамо М — 2014—2015
- Натан Гассама — Балтика — 2023—2024, 2025—н. в.
- Лассана Диарра — Анжи, Локомотив М — 2012—2014
- Жоанн Дюво — Торпедо — 2000, 2001
- Самюэль Жиго — Спартак М — 2018—2022
- Стив Жозеф-Ренет — Сибирь, Крылья Советов — 2010—2013
- Вильсон Изидор — Локомотив М, Зенит — 2022—2024
- Реми Кабелла — Краснодар — 2019—2021
- Дамьен Ле Таллек — Мордовия, Торпедо — 2014—2015, 2022
- Янн М’Вила — Рубин — 2013—2014, 2016—2017
- Крис Мавинга — Рубин — 2013—2014, 2016
- Йоан Молло — Крылья Советов, Зенит — 2015—2017, 2018
- Жерзино Ньямси — Локомотив М — 2024—н. в.
- Габриэль Обертан — Анжи — 2016
- Себастьян Пюигренье — Зенит — 2008
- Реда Рабеи — Факел — 2023
- Себастьен Сансони — Химки — 2009
- Райан Сенаджи — Факел — 2024—2025
- Флоран Синама-Понголь — Ростов — 2012—2014
- Джибриль Сиссе — Кубань — 2013
- Тома Фибель — Амкар, Мордовия, Анжи — 2013—2016, 2017
- Мунир Эль Хаймур — Алания — 2004

## Хорватия

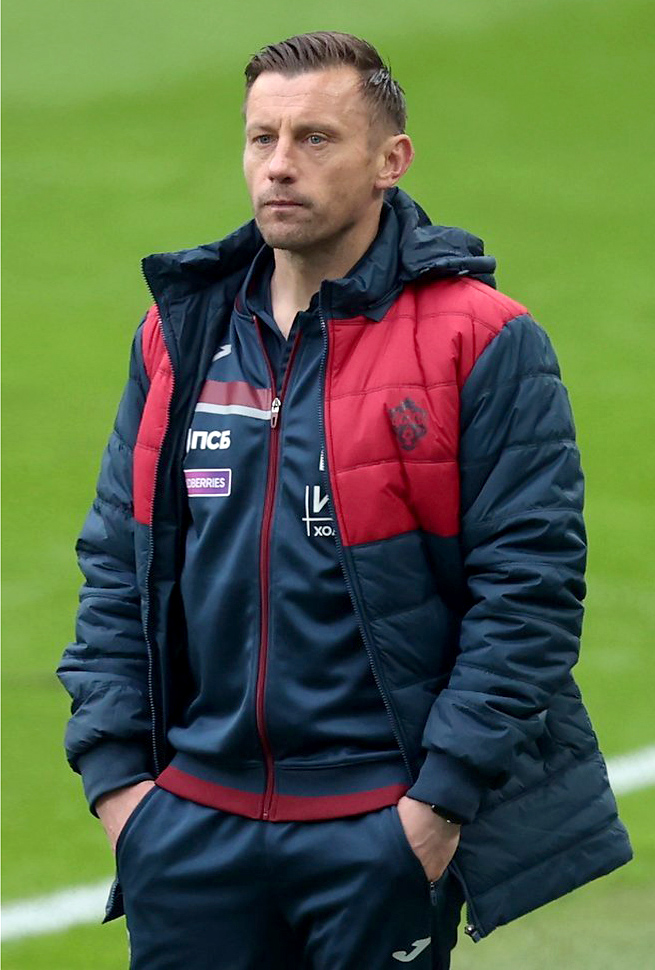
Ивица Олич — обладатель Кубка УЕФА 2004/2005 в составе ЦСКА

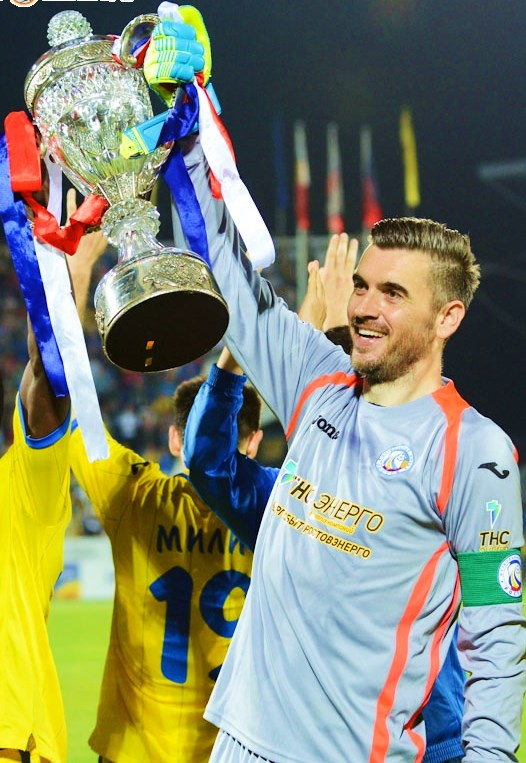
Стипе Плетикоса с Кубком России

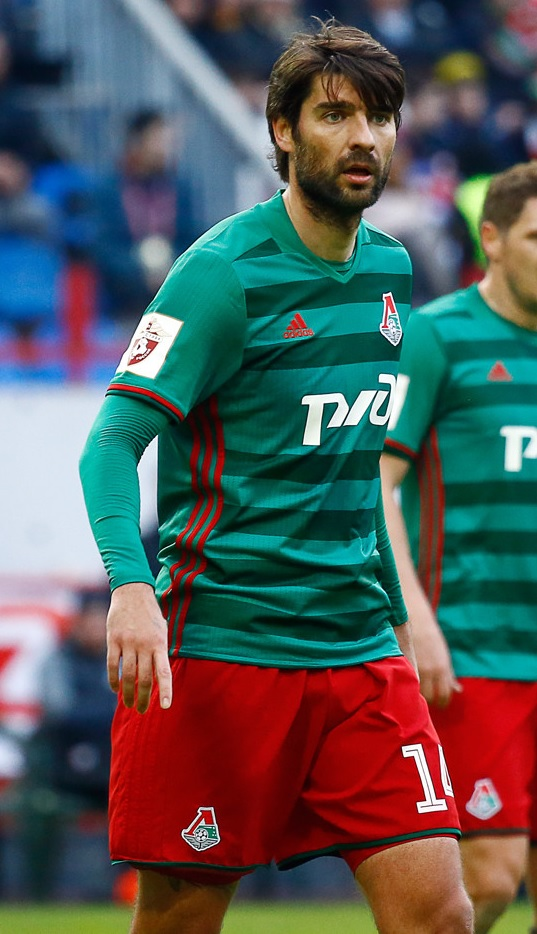
Ведран Чорлука — вице-чемпион мира 2018 в составе сборной Хорватии

- Матео Барач — Сочи, Крылья Советов — 2021—2022, 2023
- Тончи Башич — Алания — 2001
- Сильвие Бегич — Оренбург, Рубин, Крылья Советов, Урал — 2018—2024
- Кристиян Бистрович — ЦСКА, Балтика — 2018—2020, 2021, 2023—2025
- Дарко Бодул — Амкар, Енисей — 2016—2018
- Игор Будиша — Шинник — 2005, 2006
- Хрвое Вейич — Томь — 2005—2008
- Никола Влашич — ЦСКА — 2018—2021
- Мариян Вука — Кубань — 2004
- Огнен Вукоевич — Спартак М — 2013
- Даниэль Вушкович — Луч-Энергия — 2008
- Матия Дворнекович — Волга — 2012—2013
- Марко Динияр — Терек — 2008
- Марко Дуганджич — Сочи — 2020—2021
- Томислав Дуймович — Амкар, Локомотив М, Динамо М, Мордовия — 2006—2013
- Тин Едвай — Локомотив М — 2021—2022
- Ивица Жунич — Оренбург — 2016—2017
- Иво Иличевич — Анжи — 2016
- Йосип Кнежевич — Амкар — 2010, 2011
- Дарио Крешич — Локомотив М — 2012—2013
- Ивица Крижанац — Зенит — 2005—2010
- Матия Кристич — Луч-Энергия — 2008
- Марко Ливая — Рубин — 2014—2015
- Деян Ловрен — Зенит — 2020—2022
- Хрвое Милич — Ростов — 2013—2015
- Даниэль Мишкич — Оренбург, Урал — 2018—2024
- Никола Моро — Динамо М — 2020—2022
- Филип Мрзляк — Уфа — 2020—2022
- Зоран Нижич — Ахмат — 2018—2023
- Игор Новакович — Томь — 2006—2008
- Ивица Олич — ЦСКА — 2003—2006
- Алоис Ороз — Крылья Советов — 2024—н. в.
- Борис Павич — Черноморец — 2001
- Иван Пауревич — Уфа — 2014—2016, 2017—2019
- Марио Пашалич — Спартак М — 2017—2018
- Анте Пешич — ЦСКА — 1999
- Анте Пульич — Томь — 2016—2017
- Стипе Плетикоса — Спартак М, Ростов — 2007—2015
- Деян Радонич — Крылья Советов — 2019—2020
- Степан Скочибушич — Торпедо — 2006
- Степан Томас — Рубин — 2007—2009
- Филип Уремович — Рубин — 2018—2022
- Велдин Ходжа — Рубин — 2024—н. в.
- Даниел Хрман — Спартак М — 2003
- Мийо Цакташ — Рубин — 2016—2017
- Ведран Целишчак — Торпедо-Металлург — 2003
- Йосип Чондрич — Ротор — 2020—2021
- Ведран Чорлука — Локомотив М — 2012—2021
- Марио Чурич — Торпедо — 2022—2023
- Звонимир Шарлия — ЦСКА — 2019
- Гордон Шильденфельд — Динамо М — 2012
- Марко Шимич — Химки — 2007, 2009
- Эдин Юнузович — Амкар — 2009, 2010
- Антонио Яколиш — Факел — 2023

## Центральноафриканская Республика

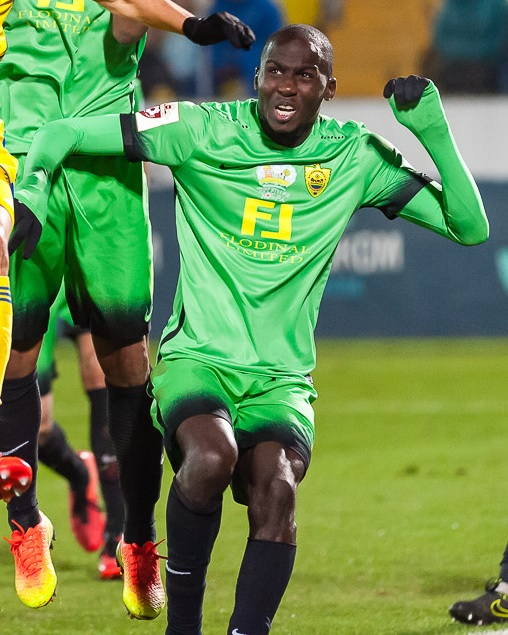
Седрик Ямбере

- Седрик Ямбере — Анжи — 2016

## Чад
- Эзекиэль Н’Дуассель — Терек — 2012—2013

## Черногория

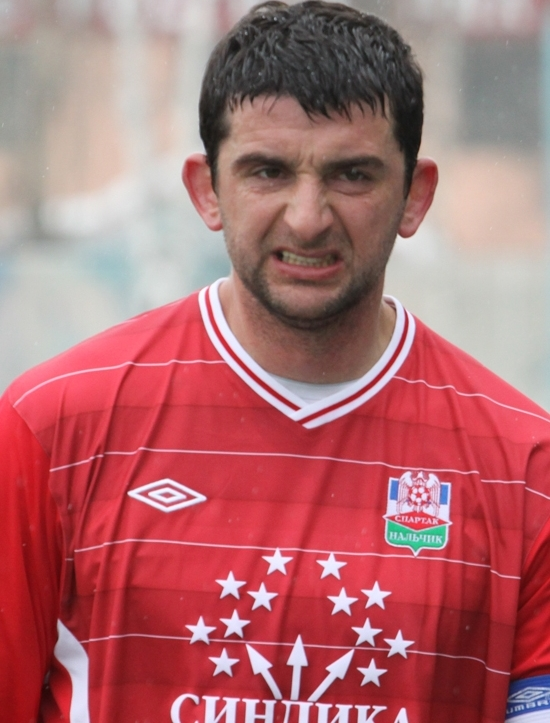
Миодраг Джудович

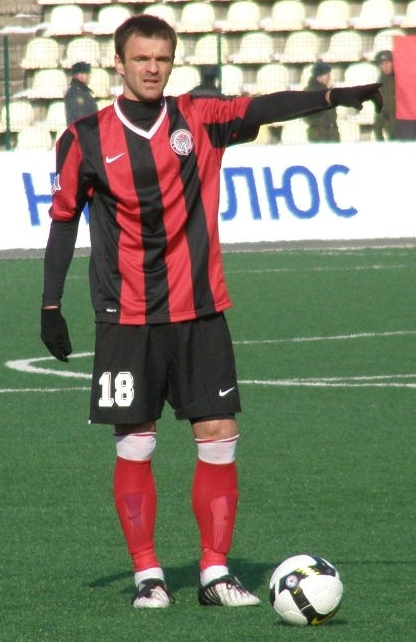
Никола Дринчич

- Радослав Батак — Динамо М — 2003—2005
- Марко Баша — Локомотив М — 2008—2011
- Фатос Бечирай — Динамо М — 2016, 2017
- Владимир Божович — Мордовия — 2013, 2014—2015
- Младен Божович — Томь — 2013—2014
- Владан Бубанья — Оренбург — 2025—н. в.
- Радосав Булич — Рубин — 2004
- Владимир Вуйович — Луч-Энергия — 2008
- Симон Вукчевич — Сатурн — 2006, 2007
- Игор Вуячич — Рубин — 2023—н. в.
- Лука Джорджевич — Зенит, Арсенал, Локомотив М, Сочи — 2012—2013, 2014, 2015—2021, 2022—2023
- Миодраг Джудович — Спартак-Нальчик — 2006—2012
- Радомир Джалович — Амкар — 2011—2012
- Заим Диванович — Ахмат — 2023—н. в.
- Никола Дринчич — Амкар, Спартак М, Краснодар — 2007—2013
- Милан Йованович — Спартак-Нальчик — 2010—2011
- Младен Кашчелан — Арсенал, Тосно — 2014—2015, 2017
- Душан Лагатор — Сочи — 2019—2020
- Стефан Лончар — Акрон — 2024—н. в.
- Войвода Малесия — Уралан — 2000
- Богдан Милич — Спартак-Нальчик — 2011
- Неманья Миюшкович — Динамо М, Амкар, Тосно — 2010—2012, 2018
- Митар Новакович — Амкар — 2008—2013
- Марко Обрадович — Енисей — 2018
- Раде Петрович-Негош — Терек — 2008
- Марко Раконьяц — Локомотив М — 2022
- Боян Роганович — Торпедо — 2022—2023
- Марко Симич — Ростов — 2017
- Йован Танасиевич — Динамо М, Ростов — 2003—2009
- Сеад Хакшабанович — Рубин — 2021—2022

## Чехия

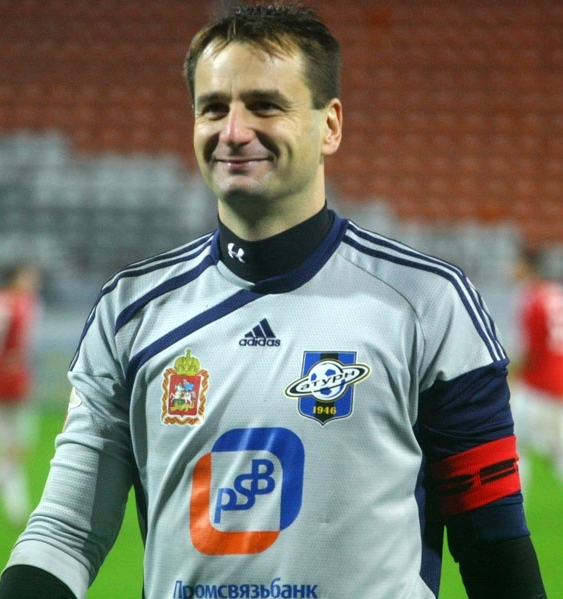
Антонин Кински — вратарь «Сатурна» в 2004—2010 годах, провёл 77 сухих игр в чемпионате России

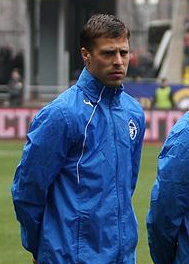
Радек Ширл — автор золотого гола в чемпионате России 2007, обладатель Кубка УЕФА 2007/2008 и Суперкубка УЕФА 2008 в составе «Зенита»

- Эрих Брабец — Динамо М, Алания — 2002—2004
- Ондржей Ванек — Уфа — 2016—2019
- Петр Вашек — Сибирь, Томь — 2010, 2012, 2013—2014
- Станислав Влчек — Динамо М — 2004
- Томаш Выходил — Томь, Сибирь — 2005, 2010
- Лукаш Гартиг — Зенит — 2003—2005
- Мартин Гашек — Динамо М — 2004
- Ян Голенда — Анжи, Ростов, Томь — 2010—2014
- Мартин Горак — Зенит, Ростов, Шинник, Сибирь — 2003—2007, 2010
- Роман Губник — Москва — 2007, 2008
- Рихард Досталек — Рубин — 2004
- Лукаш Дроппа — Томь — 2016
- Мартин Збончак — Динамо М — 2004
- Мартин Йиранек — Спартак М, Терек, Томь — 2004—2014
- Любош Калоуда — ЦСКА — 2008—2010
- Марек Кинцл — Зенит — 2004
- Антонин Кински — Сатурн — 2004—2010
- Радослав Ковач — Спартак М — 2005—2008
- Ян Коллер — Крылья Советов — 2008, 2009
- Алекс Крал — Спартак М — 2019—2021
- Томаш Кухарж — Шинник — 2003
- Ян Кухта — Локомотив М — 2022
- Роман Ленгиел — Сатурн, Кубань, Ростов — 2004, 2005, 2007, 2009, 2010
- Павел Мареш — Зенит — 2003—2006
- Юрий Медведев — Сочи — 2023—2024
- Ярослав Несвадба — Зенит — 2006
- Томаш Нецид — ЦСКА — 2009—2013
- Иржи Новотный — Рубин — 2003, 2004
- Мариан Палат — Луч-Энергия — 2007, 2008
- Михал Пападопулос — Ростов — 2011—2012
- Адам Петроуш — Рубин — 2004
- Марек Сухи — Спартак М — 2010—2013
- Алеш Урбанек — Спартак М — 2004
- Карел Урбанек — Локомотив НН — 1999
- Ян Флахбарт — Зенит — 2004—2006
- Мартин Хиски — Динамо М — 2002, 2003
- Марек Чех — Луч-Энергия, Локомотив М — 2007—2010
- Томаш Чижек — Рубин, Москва, Сибирь — 2003—2008, 2010
- Радек Ширл — Зенит — 2003—2010
- Давид Яблонский — Томь — 2016
- Иржи Ярошик — ЦСКА, Крылья Советов — 2003, 2004, 2008, 2009

## Чили
- Герсон Асеведо — Урал — 2013—2016

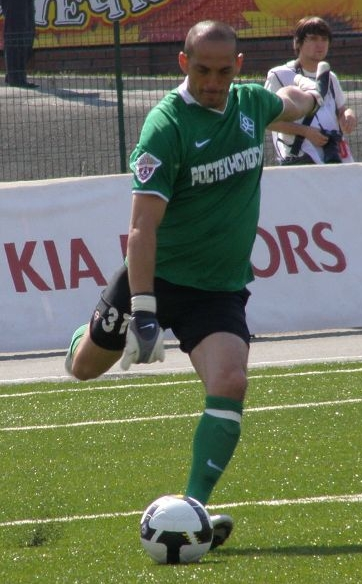
Эдуардо Лобос — вратарь «Крыльев Советов» в 2005—2010 годах

- Марко Вильясека — Спартак М, Ростов — 2002, 2004
- Томас Гальдамес — Крылья Советов — 2024—н. в.
- Марк Гонсалес — ЦСКА — 2009—2013
- Виктор Давила — ЦСКА — 2023—2024
- Эдуардо Лобос — Крылья Советов — 2005—2010
- Виктор Мендес — ЦСКА, Крылья Советов — 2022—2024
- Игнасио Сааведра — Сочи — 2024, 2025—н. в.
- Гильермо Сото — Балтика — 2023
- Хорди Томпсон — Оренбург — 2024—н. в.
- Анхело Энрикес — Балтика — 2023—2024

## Швейцария
- Кемаль Адеми — Химки — 2021—2022

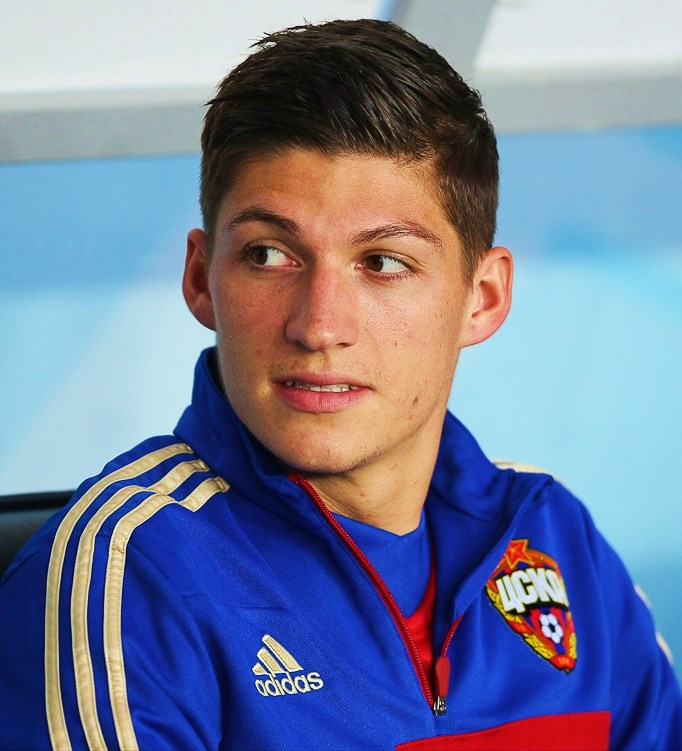
Стивен Цубер — автор гола в ворота сборной Бразилии на чемпионате мира 2018 года

- Марко Араторе — Урал — 2018—2019, 2020
- Дарко Евтич — Рубин — 2020—2021, 2024
- Веролюб Салатич — Уфа — 2017—2019
- Рето Циглер — Локомотив М — 2012
- Стивен Цубер — ЦСКА — 2013—2014
- Элдин Якупович — Локомотив М — 2006, 2007, 2009

## Швеция

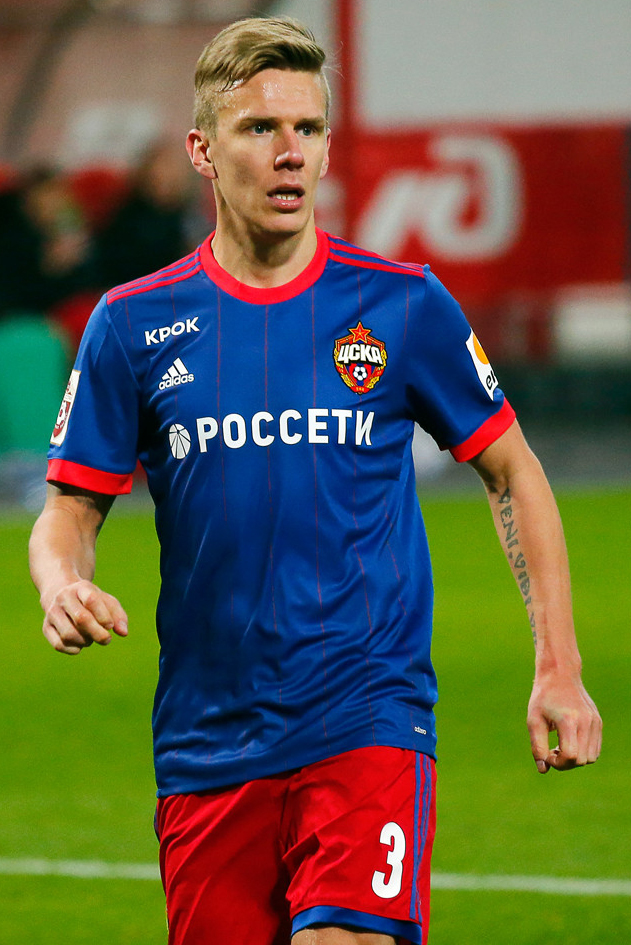
Понтус Вернблум — полузащитник ЦСКА в 2012—2018 годах, чемпион России 2012/2013, 2013/2014, 2015/2016, обладатель Кубка России, 2012/2013, Обладатель Суперкубков России 2013, 2014

- Понтус Алмквист — Ростов — 2020—2022
- Маркус Берг — Краснодар — 2019—2021
- Эмиль Бергстрём — Рубин — 2016
- Аксель Бьёрнстрём — Арсенал — 2021
- Юнас Валлерстедт — Торпедо-Металлург — 2003
- Понтус Вернблум — ЦСКА — 2012—2018
- Армин Гигович — Ростов — 2020—2022
- Андреас Гранквист — Краснодар — 2013—2018
- Филип Дагерстоль — Химки — 2021—2022
- Виктор Классон — Краснодар — 2017—2021
- Джордан Ларссон — Спартак М — 2019—2022
- Кристоффер Олссон — Краснодар — 2019—2021
- Филип Рогич — Оренбург — 2019—2020
- Бесард Сабович — Химки — 2021—2022
- Антон Салетрос — Ростов — 2018
- Карл Старфельт — Рубин — 2019—2021
- Карлос Страндберг — ЦСКА, Урал — 2015—2016
- Оскар Хильемарк — Динамо М — 2019—2020
- Себастьян Хольмен — Динамо М — 2016, 2017—2019
- Ким Чельстрём — Спартак М — 2012—2015
- Расмус Эльм — ЦСКА — 2012—2014

## Шотландия

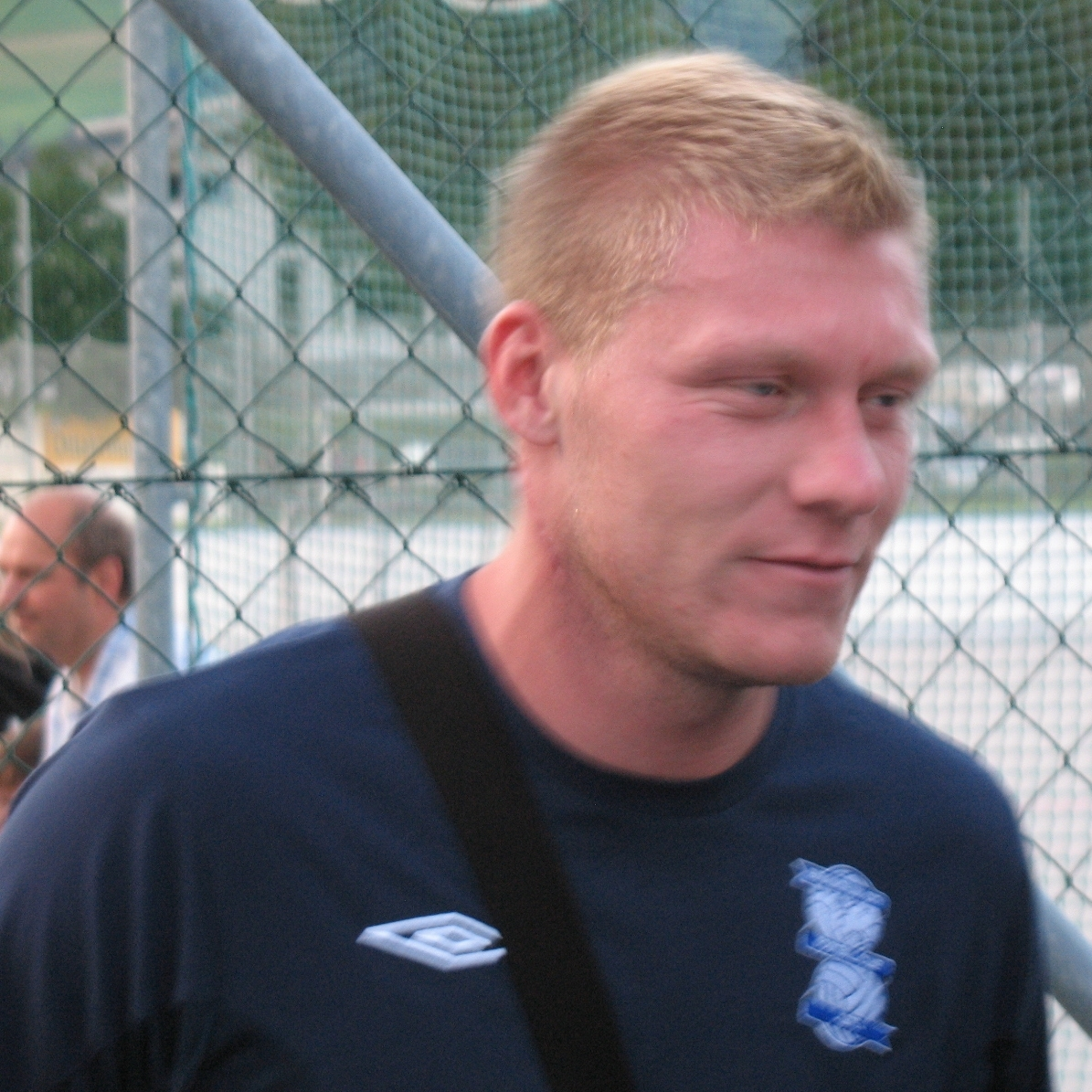
Гарри О’Коннор

- Гарри О’Коннор — Локомотив М — 2006, 2007

## Эквадор

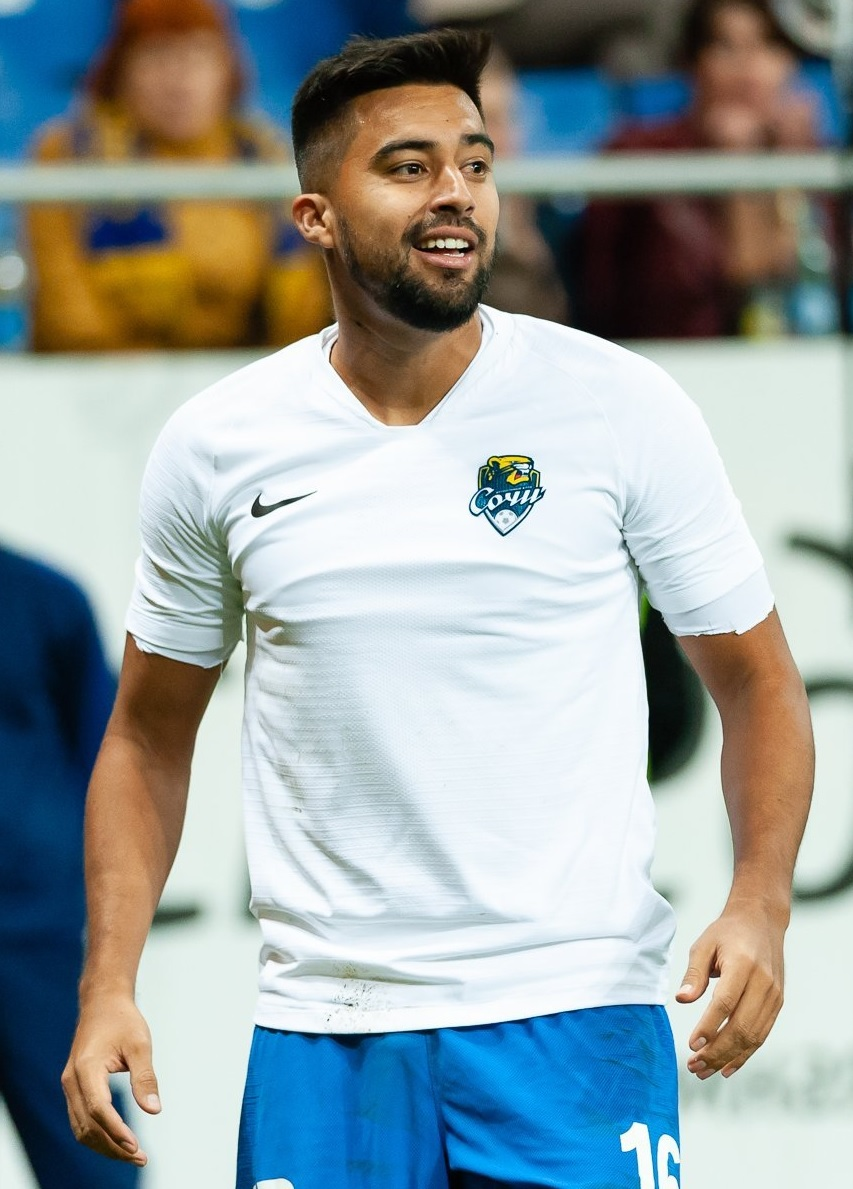
Кристиан Нобоа

- Алехандро Кабеса — Сочи — 2023—2024
- Фелипе Кайседо — Локомотив М — 2011—2013
- Джастин Куэро — Оренбург — 2023—н. в.
- Кристиан Нобоа — Рубин, Динамо М, Ростов, Зенит, Сочи — 2007—2014, 2015—2023
- Кристиан Рамирес — Краснодар, Локомотив М — 2017—2023, 2025—н. в.

## Эстония

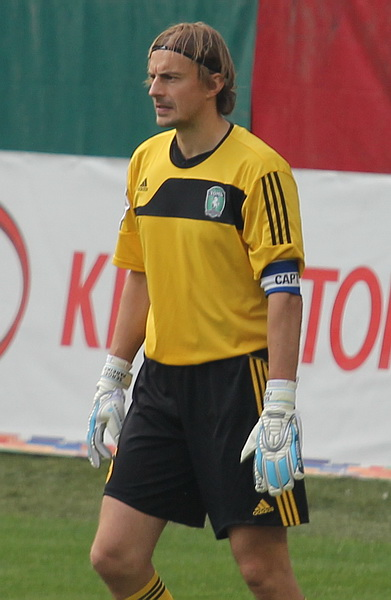
Сергей Парейко

- Константин Васильев — Амкар — 2011—2014
- Тармо Кинк — Спартак М — 2003—2005
- Андрей Краснопёров — ЦСКА — 1999
- Дмитрий Круглов — Локомотив М, Ростов — 2005—2007, 2011—2013
- Евгений Новиков — Томь — 2005
- Андрес Опер — Торпедо — 2003—2005
- Сергей Парейко — Ротор, Томь, Волга — 2001—2010, 2013—2014
- Андрей Степанов — Торпедо, Химки — 2004—2008
- Сергей Зенёв — Торпедо — 2015
- Сергей Терехов — Шинник — 2005, 2006
- Энар Яагер — Торпедо — 2005, 2006

## Южная Корея (Республика Корея)
- Ким Дон Джин — Зенит — 2006—2009
- Ким Дон Хён — Рубин — 2006
- Ким Ин Сон — ЦСКА — 2012
- Ким Нам Иль — Томь — 2010, 2011
- Ли Хо — Зенит — 2006—2008
- О Бом Сок — Крылья Советов — 2008, 2009
- Хван Ин Бом — Рубин — 2020—2021
- Хён Ёнмин — Зенит — 2006
- Ю Бён Су — Ростов — 2013—2016

## Южно-Африканская Республика
- Мэттью Бут — Ростов, Крылья Советов — 2002—2008
- Джафет Зване — Ростов — 2003—2005
- Тони Койл — Ростов — 2003—2005
- Сиянда Ксулу — Ростов — 2012—2015
- Джейкоб Лекхето — Локомотив М — 2001—2004
- Беннетт Мнгуни — Локомотив М, Ростов — 2002—2005
- Тхабо Селе — Факел — 2023—2024
- Макбет Сибайя — Рубин — 2003—2010
- Стэнтон Фредерикс — Москва — 2004—2006
- Рован Хендрикс — Ростов — 2003—2005
- Диллон Шеппард — Динамо М — 2004

## Ямайка

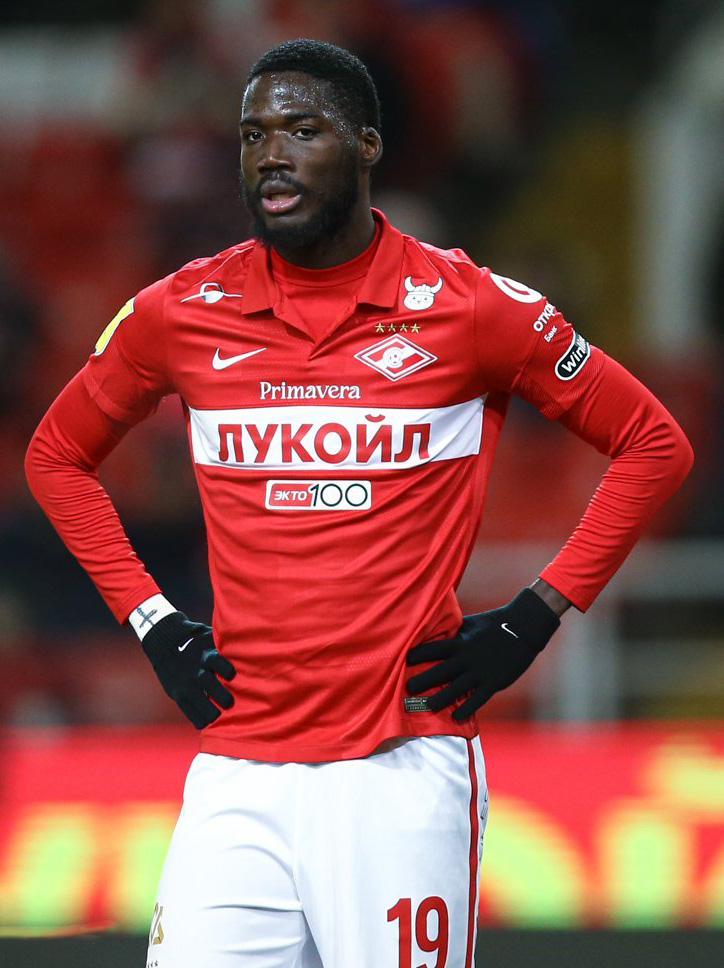
Шамар Николсон

- Шамар Николсон — Спартак М — 2022—2023, 2024
- Дамани Ральф — Рубин — 2005—2007
- Реналдо Сефас — Пари Нижний Новгород — 2025—н. в.
- Роберт Скарлетт — Спартак М — 2002
- Эррол Стивенс — Химки — 2009
- Лутон Шелтон — Волга — 2013—2014

## Япония
- Такафуми Акахоси — Уфа — 2014
- Сэйитиро Маки — Амкар — 2010
- Дайсукэ Мацуи — Томь — 2010

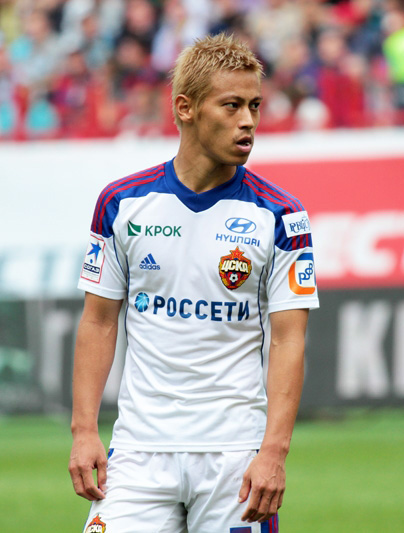
Кэйсукэ Хонда — обладатель Кубка Азии 2011 в составе сборной Японии

- Такума Нисимура — ЦСКА — 2018—2019
- Мицуки Сайто — Рубин — 2021
- Кэнто Хасимото — Ростов — 2020—2022
- Кэйсукэ Хонда — ЦСКА — 2010—2013